# Franziskanerkloster Hamm

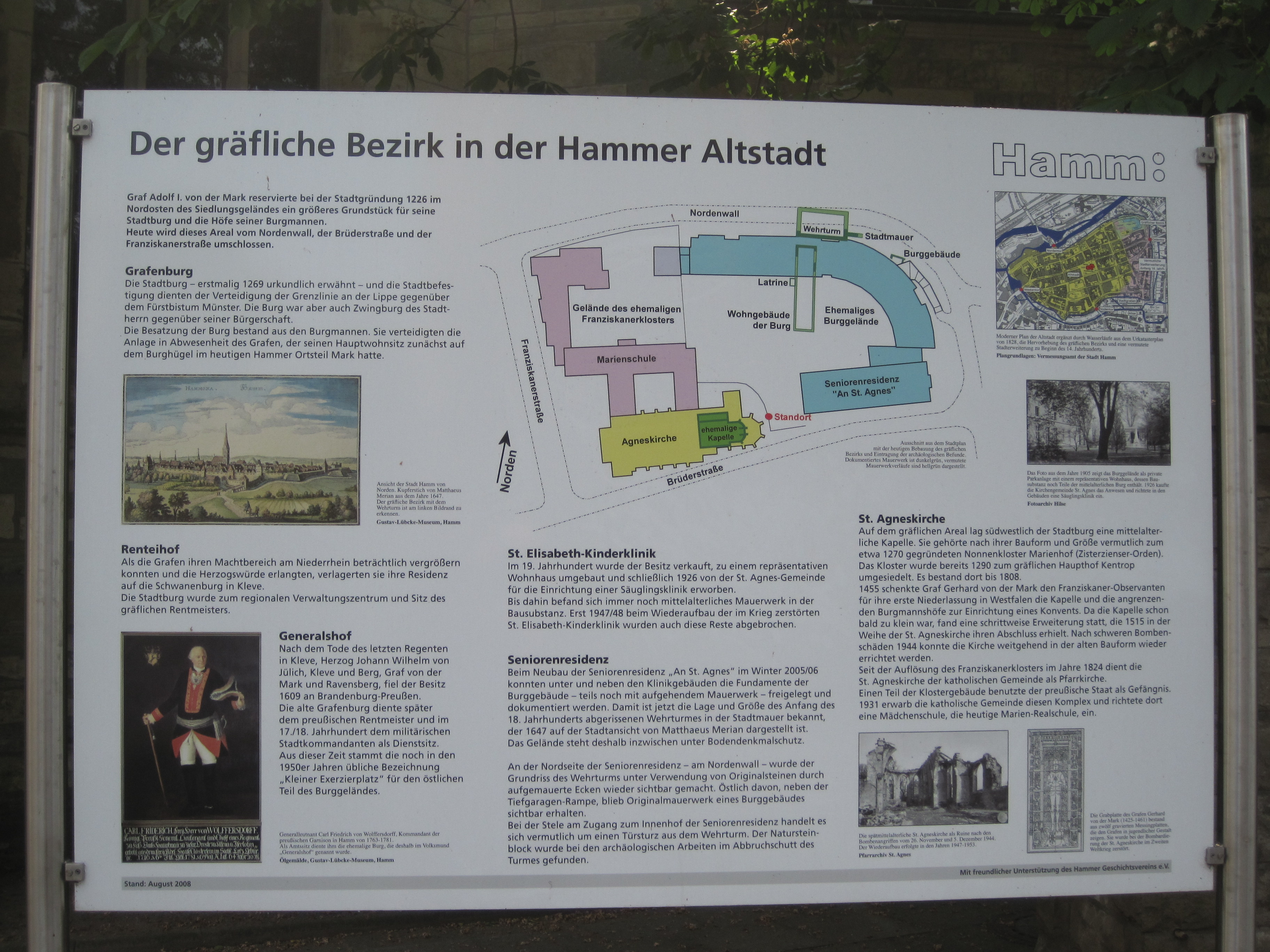
Informationstafel vor der St.-Agnes-Kirche zur Geschichte des Franziskanerklosters und seines Umfeldes

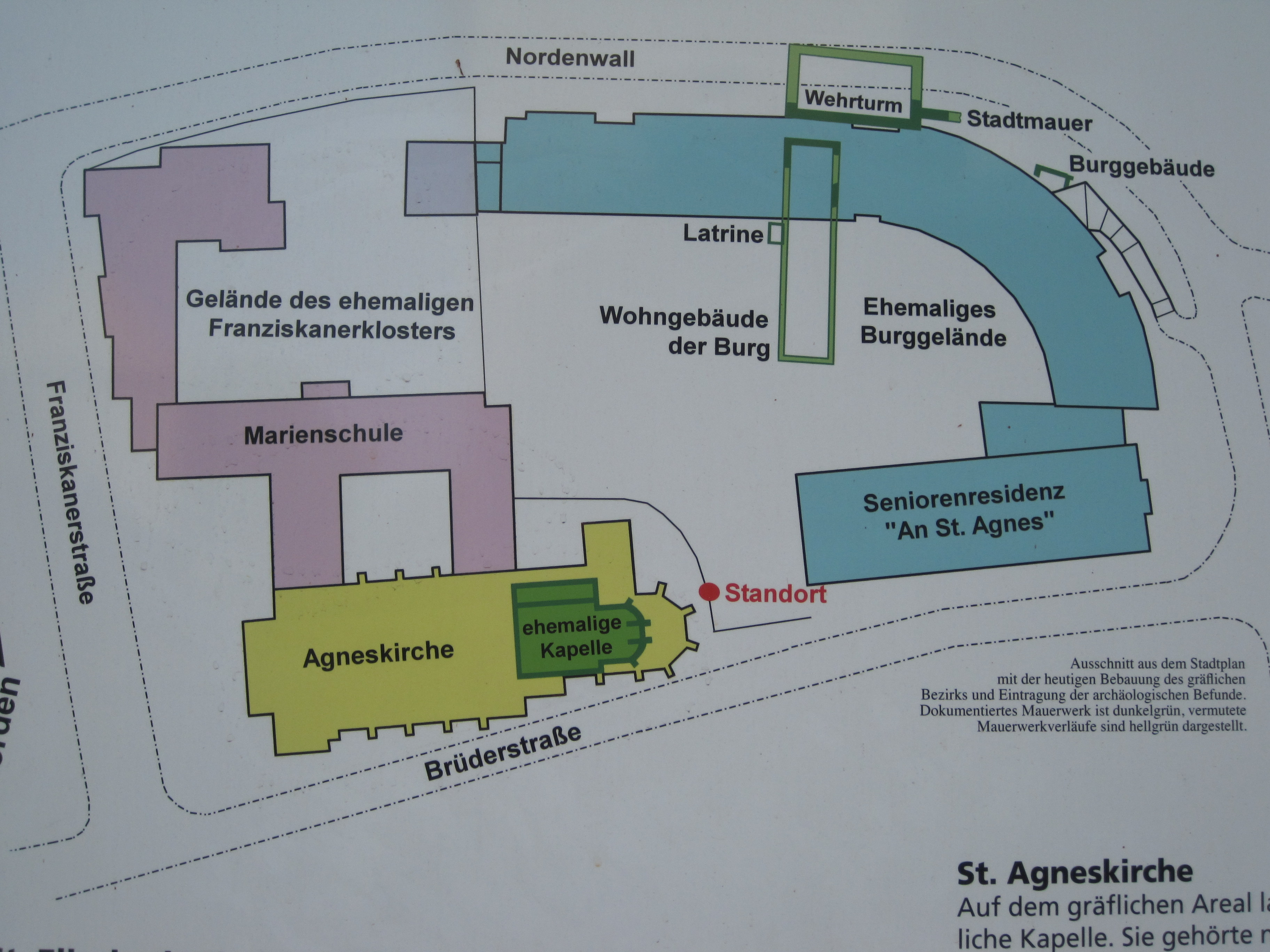
Ausschnitt aus der Informationstafel vor der St.-Agnes-Kirche; in der linken Bildhälfte der Karte der Klosterbezirk, rechts davon der Bezirk der landesherrlichen Burg

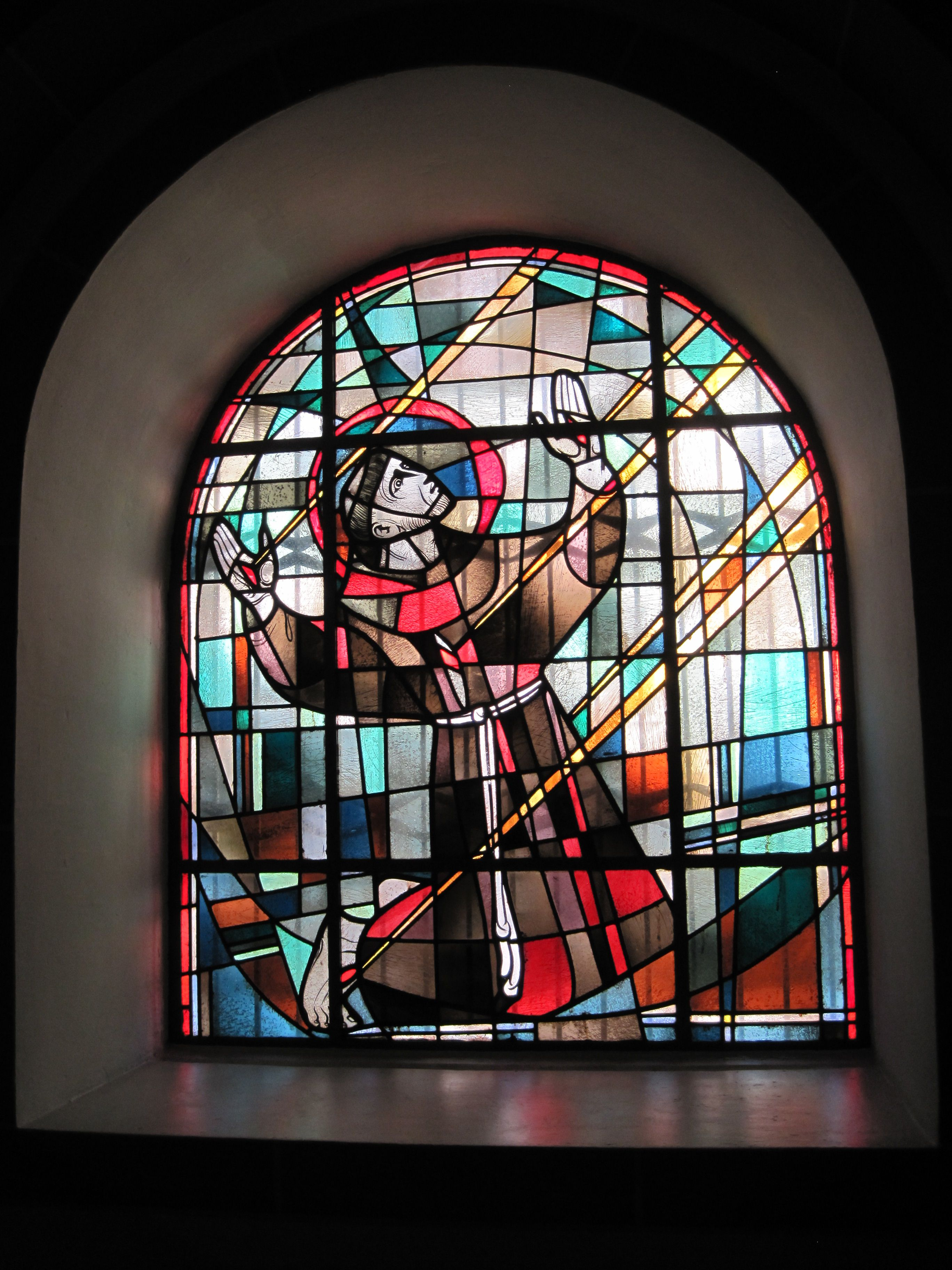
Fenster in der Vorhalle der St.-Agnes-Kirche, den Heiligen Franziskus zeigend.

Das Franziskanerkloster in Hamm wurde 1455 von dem Grafen Gerhard von der Mark zu Hamm begründet. Zu diesem Zweck stellte der Landesherr den Franziskaner-Observanten neben mehreren Profanbauten, die anschließend als Klostergebäude genutzt wurden, die der heiligen Agnes geweihte Burgkapelle der Stadtburg Hamm zur Verfügung. Die Kapelle wurde ein halbes Jahrhundert später zur Klosterkirche ausgebaut und 1515 geweiht. Die anderen Klostergebäude sind später errichtet worden.
Nach der Säkularisation zu Beginn des 19. Jahrhunderts erhielt St. Agnes den Status einer Pfarrkirche. An der gleichen Stelle befindet sich noch heute ein leicht veränderter Nachfolgebau der im Zweiten Weltkrieg nahezu vollständig zerstörten Kirche. Das übrige Klostergelände wird als Realschule genutzt, die katholische Marienschule steht an der Franziskanerstraße. Viele Straßennamen, darunter Franziskanerstraße und Brüderstraße, erinnern an dieses bedeutende Stück Hammer Geschichte. Auch tragen oder trugen verschiedene benachbarte Gebäude und Betriebe das Kloster im Namenszug (Klosterdrubbel, Klostermühle, Klosterbrauerei etc.).

## Geschichte des Franziskanerklosters

### Klostergründung
Graf Gerhard von der Mark zu Hamm begründete das Franziskanerkloster in Hamm auf Zureden seines Ratgebers, des Franziskaners Johann von Dahlen, der die strengere Ausrichtung seines Ordens vertrat (sogenannte Observanten). Auch Gerhards Hofkaplan und Beichtvater, der Franziskaner Petrus von Rheinberg, stärkte seinen Entschluss, den Franziskanern ein Kloster zu stiften. Man sagt, Gerhard habe mit seiner Stiftung Buße tun wollen für manche Grausamkeit, die er im Streit mit seinem älteren Bruder, Adolf IV., begangen hatte. Adolf war ab 1394 Graf von Kleve, ab 1398 Graf von der Mark und ab 1417 Herzog von Kleve. Der spätere Kaiser Sigismund hatte ihm auf dem Konzil von Konstanz den Herzogtitel verliehen. Gerhard, der sich eigentlich zu Studienzwecken in Paris befand, hatte dort ein wildes Leben geführt und den größten Teil seines Vermögens verschwendet. Deshalb entschloss er sich, die Herrschaft in der Grafschaft Mark für sich durchsetzen. Er erhob sich gegen seinen Bruder und führte mit ihm eine heftige Auseinandersetzung auf dem Rücken des Volkes, die von 1411 bis 1437 andauerte. Danach kam es zu einem Vergleich, nach dem Adolf seinem Bruder die Mark zunächst auf sechs Jahre und dann am 27. Juli 1437 auf Lebenszeit überließ. Graf Gerhard wählte Hamm zu seiner Residenz und war somit der letzte Landesherr, der in dieser Stadt residierte.
Der junge Franziskaner-Konvent erhielt die der heiligen Agnes geweihte Kapelle der im Nordosten der Stadt liegenden landesherrlichen Burg zu seiner Verfügung. Das genaue Erbauungsdatum dieser Kapelle ist nicht bekannt; 1328 (alternative Angabe: 1338) wurde sie erstmals urkundlich erwähnt und 1358 von der Hammer Pauluskirche ausdrücklich unterschieden. Teilweise wird auch das Jahr 1296 als Baujahr genannt; Bauherr soll Graf Eberhard I. von der Mark gewesen sein. Nach ihrer Bauform und Größe gehörte sie vermutlich zum 1270 gegründeten Zisterzienserinnenkloster Marienhof, das 1290 auf den gräflichen Haupthof, Haus Kentrop, umgesiedelt wurde und dort bis 1808 Bestand hatte.
Das Anwesen lag in unmittelbarer Nähe der Lippe. Auf die Errichtung von Neubauten konnte zunächst verzichtet werden. Graf Gerhard kaufte am 10. August 1453 von dem Herrn von Recke Haus und Hof, die westlich der St. Agnes-Kapelle lagen, der bisherigen Burg- und nunmehrigen Klosterkapelle. Am 5. März 1455 kaufte er außerdem den Volmarstein'schen Hof von der Familie von Bochem und nahm am 26. Februar 1455 einen Güteraustausch über einen Hofraum mit der Pfarrkirche vor, der damaligen Georgs- und heutigen Pauluskirche.
Das Kloster bestand demnach bei seiner Gründung aus unregelmäßig gruppierten Gebäuden, die weder im Einzelnen noch in ihrer Zusammenfassung ihrem neuen Zwecke angepasst waren. Teilweise handelte es sich noch um die alten Burgmannshöfe. Eine nennenswerte Bautätigkeit ist der Gründung nicht vorausgegangen, so dass die Observanten die neuen Gebäude, so gut es ging, für ihre Zwecke einrichten mussten.
Am 5. März 1455 wurde das Observantenkloster St. Agnes gegründet. Mit Zustimmung von Papst Nikolaus V., der am 22. Januar 1453 auf Anfrage des Grafen Gerhard die Gründung des ersten Klosters der Franziskaner-Observanten auf deutschem Boden erlaubt hatte, konnten bereits am 20. März 1455 die ersten Ordensleute rheinischer und belgischer Abstammung aus der Kölnischen Franziskanerprovinz (Colonia) in der Anlage Einzug halten und dort ihren kleinen Konvent begründen. Die Gründung wurde durch den Dekan der St.-Patroklus-Kirche in Soest entsprechend der päpstlichen Urkunde vollzogen. Er übertrug dem Orden die St.-Agnes-Kapelle. Der erste Guardian (Obere) des Klosters war Cornelius (auch: Cornel von Gouda) und wurde aus dem Observantenkloster Gouda geschickt, dem ersten seiner Art in der kölnischen Ordensprovinz. Mit ihm kamen die Patres Johann von Dinslaken, Lorenz von Aachen, Hermann von Jülich, Peter von Mechelen und der Laienbruder Johannes von Dahlen. Nach der Weihe wurde die Anlage durch den Grafen, dessen Sohn Everhard, den Bürgermeister, den Rat der Stadt Hamm, den Pastor der Pfarrkirche St. Georg (heutige Pauluskirche), den Guardian und die anderen fünf Konventsmitglieder begangen.
Die Hammer Konventsgründung der Reformbewegung war die erste in Westfalen. Sie war außerdem neben Münster die zweite Neugründung in dieser Ordensprovinz. Sie war Stützpunkt für die weiteren Gründungen der Kölnischen Franziskanerprovinz in Lemgo (um 1460), Korbach (1487) und Bielefeld (1496). Graf Gerhard gab dem Kloster strenge Auflagen mit auf dem Weg, die dazu dienen sollten, ihm eine dauerhafte Existenz zu sichern und Fehlentwicklungen zu vermeiden. Nach den Klosterstatuten sollten außer dem Guardian nicht mehr als zwölf Priester mit den notwendigen Laienbrüdern dauerhaft aufgenommen werden. Ein Kölner Kartäuserprior musste die genaue Beachtung aller Ordensregeln überwachen, regelwidrig handelnde Brüder vertreiben und statt ihrer neue, auf die Ordensreform verpflichtete berufen. Kurz vor seinem Tod am 12. September 1461 milderte Graf Gerhard die strengen Bedingungen etwas ab, die dennoch im Ganzen dazu beigetragen haben, das Kloster zu erhalten. Der Guardian und sein Stellvertreter, der Vikar, hatten nunmehr das Recht, die Mitgliederzahl des Klosters frei festzulegen. Deshalb lebten im Kloster mehrfach bis zu fünfzig Brüder, so etwa belegt für das Jahr 1714. In der ersten Zeit kamen sie vorwiegend aus den Niederlanden und dem Rheinland, später auch aus dem Münsterland und aus anderen westfälischen Gebieten. Das Kloster hatte in der Kölnischen Ordensprovinz Colonia einige Bedeutung; hier fanden häufig die Provinzkapitel statt. 1627 ging es an die Sächsische Franziskanerprovinz vom hl. Kreuz (Saxonia) über, die sich nach der Auflösung vieler ihrer Klöster infolge der Reformation nach Westen verlagerte und einige der Konvente der Colonia übernahm. Das Kloster in Hamm diente der Saxonia als Hauptnoviziat für die neu eintretenden Brüder und als „Rezesskloster“, in welches sich die Provinzmitglieder zurückziehen konnten, die ein beschauliches Leben führen wollten, vornehmlich auch die alten Mitbrüder.

### Entwicklung

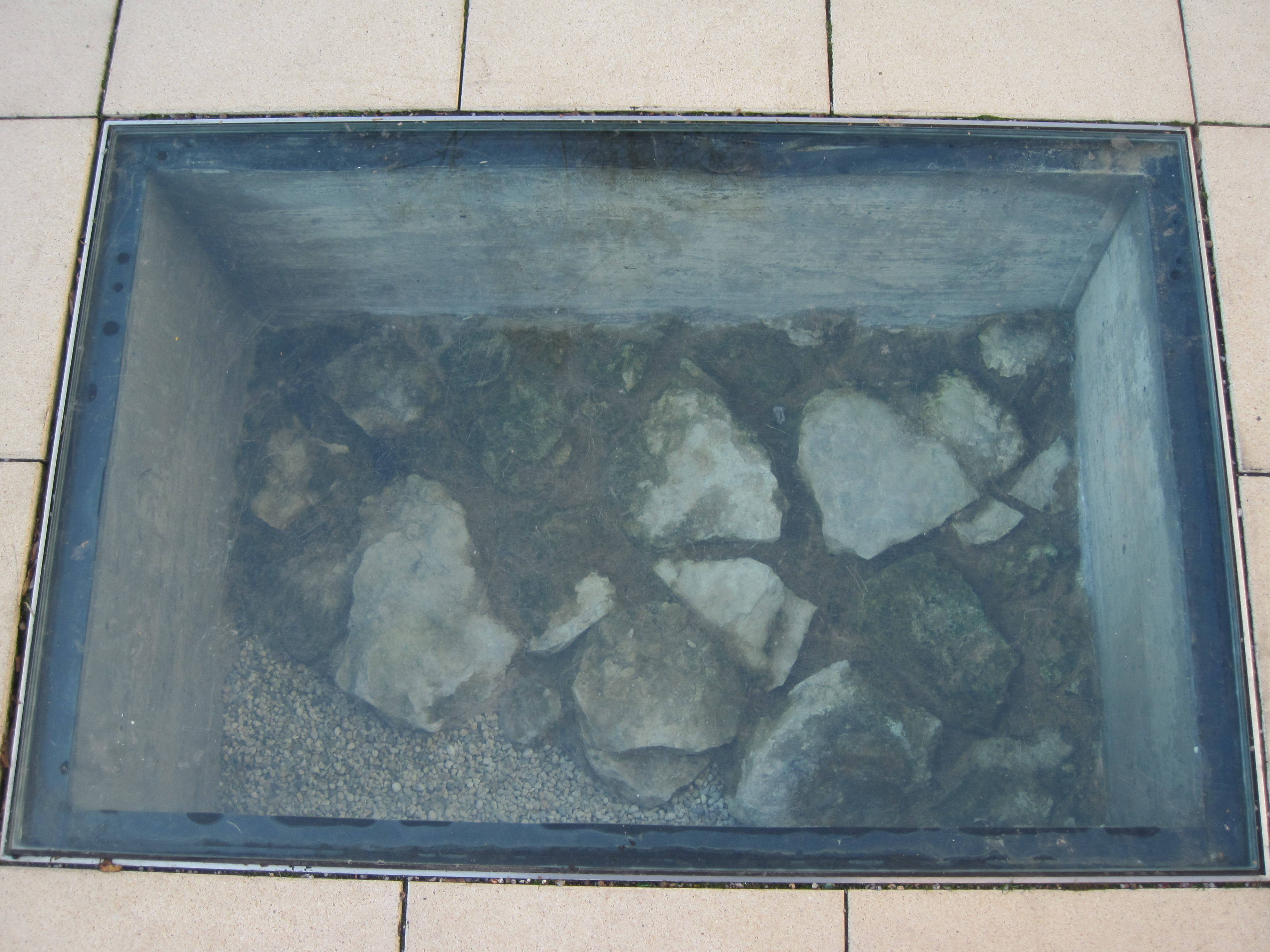
Steine eines ehemaligen Burgmannshofes der Stadtburg Hamm, unter Glas ausgestellt auf dem Vorplatz der ehemaligen Kloster- und heutigen Pfarrkirche St. Agnes.

Die kleve-märkischen Landesherren unterstützen das Kloster auch nach dem Tod seines Gründers. Auch aus der Bürgerschaft flossen umfangreiche Zuwendungen. So konnten nach und nach eigene Klosterbauwerke errichtet werden. Den Anfang machte die Klosterkirche, mit deren Bau 1507 begonnen wurde. Ihr Chor konnte am 10. August 1512 eingeweiht werden, die ganze Kirche dann Mai/Juni 1515. Es folgte eine Kapelle zu Ehren der Heiligen Maria in Bethlehem, auch kurz Bethlehemskapelle genannt. Diese wird mehrheitlich auf 1521 (Einweihung am 3. Juli 1521), teils auf 1551 datiert.
Die Reformation Martin Luthers wurde in Hamm durch den im Januar 1550 an der St.-Antonius-Kapelle angestellten Priester Heinrich Wullen verbreitet. 1562 brach der aus den Niederlanden verdrängte Prediger Carolus Gallus (1530–1616) ganz mit den alten kirchlichen Bräuchen und führte den Heidelberger Katechismus ein. Dadurch entstand in Hamm die erste protestantische Gemeinde calvinistischen Bekenntnisses in der Grafschaft Mark. Bis zur Mitte des 16. Jahrhunderts verbreitete sich das reformierte Bekenntnis in der gesamten Grafschaft. In der märkischen Hauptstadt Hamm gab es danach im Wesentlichen keine Katholiken mehr, ganze fünf Familien blieben katholisch.
Nur die Patres des Franziskanerklosters blieben dem alten Glauben treu. Die St.-Agnes-Kirche gehörte somit zu den wenigen katholisch gebliebenen Kirchen der Grafschaft. 1593 wurden die Franziskaner von den Protestanten aus der Stadt vertrieben, konnten jedoch bald zurückkehren. Schließlich wuchs die Gemeinde wieder, unter anderem durch den Zuzug von Arbeitern aus dem katholischen Münsterland. 1631 gestattete der erzbischöfliche Offizial zu Werl den Franziskanern, die Sakramente auch außerhalb von Hamm zu spenden. Für das Jahr 1638 ist urkundlich verbrieft, dass die Hammer Franziskaner in der gesamten, weitgehend protestantisch gewordenen Grafschaft Mark die Pfarrseelsorge für die Katholiken ausübten. In mehreren Städten und Dörfern der nördlichen Grafschaft Mark, darunter Kamen und Unna, nahmen die Hammer Patres die katholische Seelsorge noch bis zum Beginn des 19. Jahrhunderts wahr. Insgesamt waren es 28 Orte, an denen die Franziskaner wenigstens gelegentlich seelsorglich tätig waren, die weitesten waren sieben Wegstunden von Hamm entfernt. Die Franziskaner unterhielten bei ihrem Kloster auch ein Armenhaus für sechs weibliche und sechs männliche Arme.
1649 stellte der reformierte Landesherr Kurfürst Friedrich Wilhelm von Brandenburg das Kloster in Hamm, das im Dreißigjährigen Krieg von den Hessen ausgeplündert worden war, unter seinen Schutz.
1653 errichtete Jadocus Ludenius die beiden vor dem Bau des verbindenden Quadrums 1708/09 ursprünglich separat stehenden Klostergebäude und führte zugleich umfangreiche Umbau- und Sanierungsarbeiten an der Agneskirche durch. Die in Backsteinrohbau ausgeführten Klosterbauten bestätigen durch ihre Bauart und durch ihre spärlich dekorativen Architekturteile die urkundlichen Angaben hinsichtlich des Zeitpunktes ihrer Entstehung. Im Ostflügel, in dem ab den 1930er Jahren das katholische Marienlyzeum untergebracht war, fanden sich Flachdecken mit bescheidenen Stuckdekorationen.
1666 wurde die Klosterkirche St. Agnes als Pfarrkirche anerkannt. 1699 stiftete Johann Wilhelm Hertmanni ein katholisches Armenhaus auf der Brüderstraße. Eine Flusslaufkarte des Geometers Johann Bucker von 1707, die „Delineatio des Lippestromes von Hamm bis Wesel“, zeigt die früheste Ansicht der Franziskanerniederlassung. Es handelt sich um einen einschiffigen Bau mit hohem, barock geschmiedetem Dachreiter.
Zu einem bislang ungeklärten Zeitpunkt vor dem 1708 oder 1709 durchgeführten Bau des Klosterquadrats bzw. Klosterquadrums wurde in dem Bereich zwischen Brüderstraße, Franziskanerstraße und Nordenwall ebenso wie in großen Teilen der Altstadt von Hamm der Erdboden deutlich (rund 1,30 Meter) angehoben, vermutlich aus Gründen des Hochwasserschutzes. Von da an gingen die Katholiken über Stufen hinunter in die Kirche. Diese Anhebung führte dazu, dass das Klosterquadrum auf einem wesentlich höheren Niveau angelegt wurde als die einstige Agneskapelle. Das Klosterquadrum verband die bis dahin separat stehenden Klostergebäude und war zugleich der Ort für die Bestattung der Ordensmitglieder. Während in anderen Klöstern des gleichen Ordens eine Gruftkapelle anzutreffen ist, in deren Wand sich die Grabzellen befinden, war hier dieselbe Anordnung in den Sockeln der drei Flügel des Klosterhofes zu beobachten. Mit Ausnahme des Nordflügels, in dessen Mitte es eine Austrittstür mit Freitreppe gab, traf man an den Flügeln übereinanderliegende Doppelreihen mit je zwölf Grabzellen. Bei der Neugestaltung des Kirchplatzes 1932 wurde im Zuge der Erneuerung der verwitterten Westfassade der Kirchenvorplatz wieder abgesenkt und mit einer Treppenanlage versehen. Bei der Anhebung war auch die alte Begräbnisstätte deutlich höher gelegt worden, deshalb entdeckte man zahlreiche menschliche Knochen, die von dem Friedhof zeugen, der sich ursprünglich an dieser Position befand. Sie wurden eingesammelt und neu bestattet und haben auf dem Ostenfriedhof in Hamm eine neue Ruhestätte gefunden. Für die Katholiken stand ausschließlich der Friedhof auf dem Kirchenvorplatz zur Verfügung. Im Jahr 1800 jedoch verboten die Preußen Erdbestattungen in Innenstädten. Der Friedhof wurde in der Folge zur Ostenallee verlagert. Bei den Arbeiten von 1932 wurden auch Sandsteinfundamente gefunden, aber nicht dokumentiert.
Ungeklärt war bis zum Jahre 2008 die Frage, warum die Franziskaner den Ostflügel des Klosters, in dem sich das Noviziat befand, schräg und nicht im 90-Grad-Winkel an die St.-Agnes-Kirche angebaut hatten. Diese Frage konnte im Rahmen von Arbeiten zur Neugestaltung des Agnes-Kirchplatzes Mitte Oktober 2008 beantwortet werden. Das Haus, das zwischen 1708 (alternative Angabe 1709) und 1921 stand, wurde unter anderem auf einer der Grundmauern eines alten Burgmannenhofes errichtet. Darin lebten diejenigen Untergebenen des Stadtgründers Graf Adolf I. von der Mark, die die Stadtburg Hamm bei dessen Abwesenheit verteidigen sollten. Die aus Ziegeln bestehende südliche Grundmauer des Noviziats ist bereits wieder mit Erdreich bedeckt. Es wurde jedoch der Entschluss gefasst, einen Teil der Mauer des alten Burgmannenhofes hinter Glas sichtbar zu halten. Bei der Neugestaltung des Kirchenvorplatzes von St. Agnes wurden weitere, etwas jüngere Steine gefunden.
Einige Patres waren als Schriftsteller tätig. 1723 erschien ein „Catholisches Gesang-Buch für die Graffschaft Marck, In welchem Viele, ganz neue und alte Gesänge mit ihren Melodyen auf allen Son- und Feyr-Tagen verzeichnet“, herausgegeben von „einem Priester sanct-Francisci Ordens“. Spätestens seit der ersten Hälfte des 18. Jahrhunderts existierte auch eine katholische Elementarschule. Die Bibliothek und die von den Brüdern betriebene Schule erfreuten sich eines guten Rufes. Im Zuge der Errichtung der Schulgebäude könnte 1746 der Triumphbogen zwischen Chor und Langhaus der Kirche abgebrochen worden sein. In der Baugeschichte bei P. Diodor Henniges heißt es, dass im Jahre 1746 ein Schwitzbogen entfernt worden sei, der das Chor vom Schiff getrennt habe. Diese Angabe stellt höchstwahrscheinlich eine Verwechslung dar; Nordhoff spricht von einem Scheidebogen, den er aber in seinem Grundriss nicht kenntlich gemacht hat. In beiden Fällen ist mit an Sicherheit grenzender Wahrscheinlichkeit der Triumphbogen gemeint, der das Chor vom Schiff trennt. Wahrscheinlich verursachten die Bauarbeiten aus dem Jahre 1653 eine Einsturzgefahr des Triumphbogens. Zwischen 1746 und 1756 wurden alle nicht zum Kloster passenden Bauten niedergelegt. Das Kloster erhielt so seine endgültige Ausgestaltung.
Einer Statistik des Jahres 1798 kann man entnehmen, dass die Zahl der Katholiken in Hamm nicht so klein gewesen ist, wie vielfach angenommen wurde. So waren im besagten Jahr 1798 von den 3065 Einwohnern Hamms immerhin 935 (30,5 %) katholisch. Lutherischen Glaubens waren 937 (30,6 %). Dem reformierten Bekenntnis hingen 1130 Einwohner (36,9 %) an und jüdischen Glaubens waren 63 Einwohner (2,1 %). Die Franziskaner verwalteten von 1672 bis 1804 die Pfarrei Nordherringen, die bis 1775 die Kapelle von Haus Nordherringen zur Messfeier nutzte. Auch auf Haus Gröneberg übernahmen sie ab 1755 die Messfeier. Eine Missionsstation wurde in Geithe unterhalten. In Drechen hielten die Franziskanerpatres zweimal im Jahr Messe für die katholisch verbliebene Minderheit, außerdem betreuten sie in Kamen die kleine katholische Gemeinde.

### Aufhebung
Die ersten Wirren der Säkularisation zu Beginn des 19. Jahrhunderts überstand das Franziskanerkloster mit seinen sechzehn Patres und zehn Brüdern zunächst weitgehend unbeschadet. Allerdings durften schon ab 1803 keine neuen Novizen mehr aufgenommen werden. 1807 plädierte ein „weltlicher Berichterstatter“ gegenüber der Regierung für die Aufhebung des Klosters: „die untauglichen Klostersubjekte solle man ins Zentralkloster nach Wipperfürth senden oder mit einer kleinen Pension in die Welt entlassen“, während die Seelsorgeaufgaben von „zweckmäßig gebildeten Geistlichen“ fortgeführt werden könnten. Jedoch setzten sich die Einwohner von Hamm für den Fortbestand des Klosters ein, da es der Stadt durch die sonntäglichen Kirchenbesucher von auswärts Einnahmen verschaffe und die Gebäude von der Stadt nicht benötigt würden; um die Franziskaner zu ersetzen, seien sieben Geistliche nötig.
In einem Regierungsschreiben vom 21. Januar 1813 wurde das Kloster bereits als aufgehoben bezeichnet, eine Woche später jedoch als „noch unaufgehobene geistliche Korporation“. Am 16. Juli 1824 verfügte König Friedrich Wilhelm III. von Preußen dann aber doch die Aufhebung des Franziskanerklosters in Hamm zum 15. September 1824. Am 29. Juli wurde Ludwig von Vincke, der damals Oberpräsident von Westfalen war, davon in Kenntnis gesetzt. Von Vincke wiederum beauftragte am 10. September David Wiethaus als Landrat im Kreis Hamm mit der Durchführung des königlichen Beschlusses. Bis zum 1. Januar 1825 durften die Patres und Laienbrüder im Kloster bleiben. Die Klosterbibliothek wurde größtenteils der Landesbibliothek in Münster überstellt; die Kirche wurde bald von der katholischen Kirche für eine hohe Summe zurückgekauft und zur Pfarrkirche umfunktioniert.
Ein Franziskaner, der ehemalige Concionator (Prediger) Pius Ortmeyer, wurde 1825 zum Pfarrer von St. Agnes ernannt und dazu von seinen Ordensgelübden entbunden. Nach seinem Tod im Jahre 1827 wurde er auf dem Ostenfriedhof in Hamm vor dem großen Kreuz bestattet. Ein weiterer Pater erhielt die Stelle als erster Kaplan, ein Laienbruder erhielt die Küsterstelle.
Die Klostergebäude gingen in den Besitz des Staates über. Die katholische Pfarrgemeinde übernahm die Osthälfte der Klosterräume als Schullokal und Wohnung für Pfarrer, Kapläne und Lehrer. Seit 1826 wurde die größere Westhälfte durch den preußischen Staat teils als Gefängnis und Wohnung der Beamten benutzt. Erst 1930 wurden die Gebäude von der katholischen Kirchengemeinde aufgekauft und ab 1931 für eine Mädchenschule benutzt, damals Marienlyzeum genannt, die heutige Marien-Realschule. Wenige Jahre später, im Zweiten Weltkrieg, erfolgte dann ihre völlige Zerstörung durch die Luftangriffe vom 26. November und vom 5. Dezember 1944.

### Guardiane des Klosters
Klosteroberer im Franziskanerorden ist der Guardian. Die Leitungsämter werden bei den Bettelorden – anders als bei Äbten der monastischen Orden – vom Ordenskapitel nur auf Zeit vergeben. Ein Guardian amtiert drei oder sechs Jahre, kann aber wiedergewählt werden. Daraus resultiert ein häufiger Wechsel im Guardiansamt. Für das Franziskanerkloster in Hamm liegt nur eine unvollständige Liste der Guardiane vor.
Erster Guardian war Cornelius von Gouda, der bei der Klostergründung bereits in Hamm war.
Die Liste sieht wie folgt aus:
- Cornelius von Gouda
- Johannes von Dinslaken
- Michael von Lyra
- Reiner von Egmond
- Franz von Gouda
- Hermann von Jülich
- Bernardin Appeldorn
- Johannes Deventer
- Petrus von Arnheim
- Stephan von Zevenaar
- Wilhelm Unne
- Anton von Attendorn
- 1720–1723: Jeremias Kerkhove
- 1726–1727: Jeremias Kerkhove
- 1738–1741: Matthias Pauck († 1758)
- 1757–1761: Ludwig Abs († 1779)
- 1798–1801: Theophil Happe († 1817)

## Ehemalige Klosterkirche und heutige Pfarrkirche St. Agnes

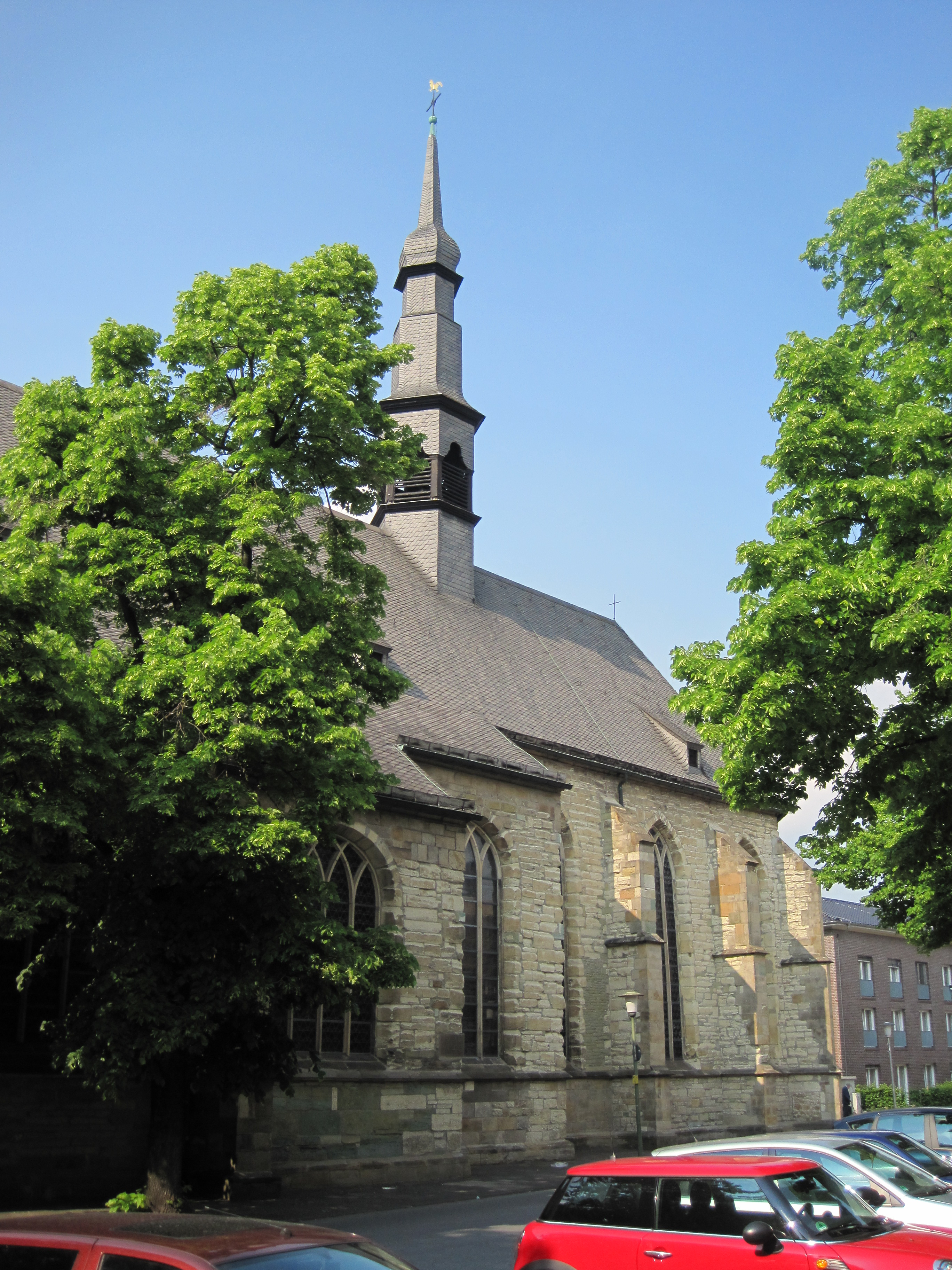
Ehemalige Klosterkirche und heutige Pfarrkirche St. Agnes

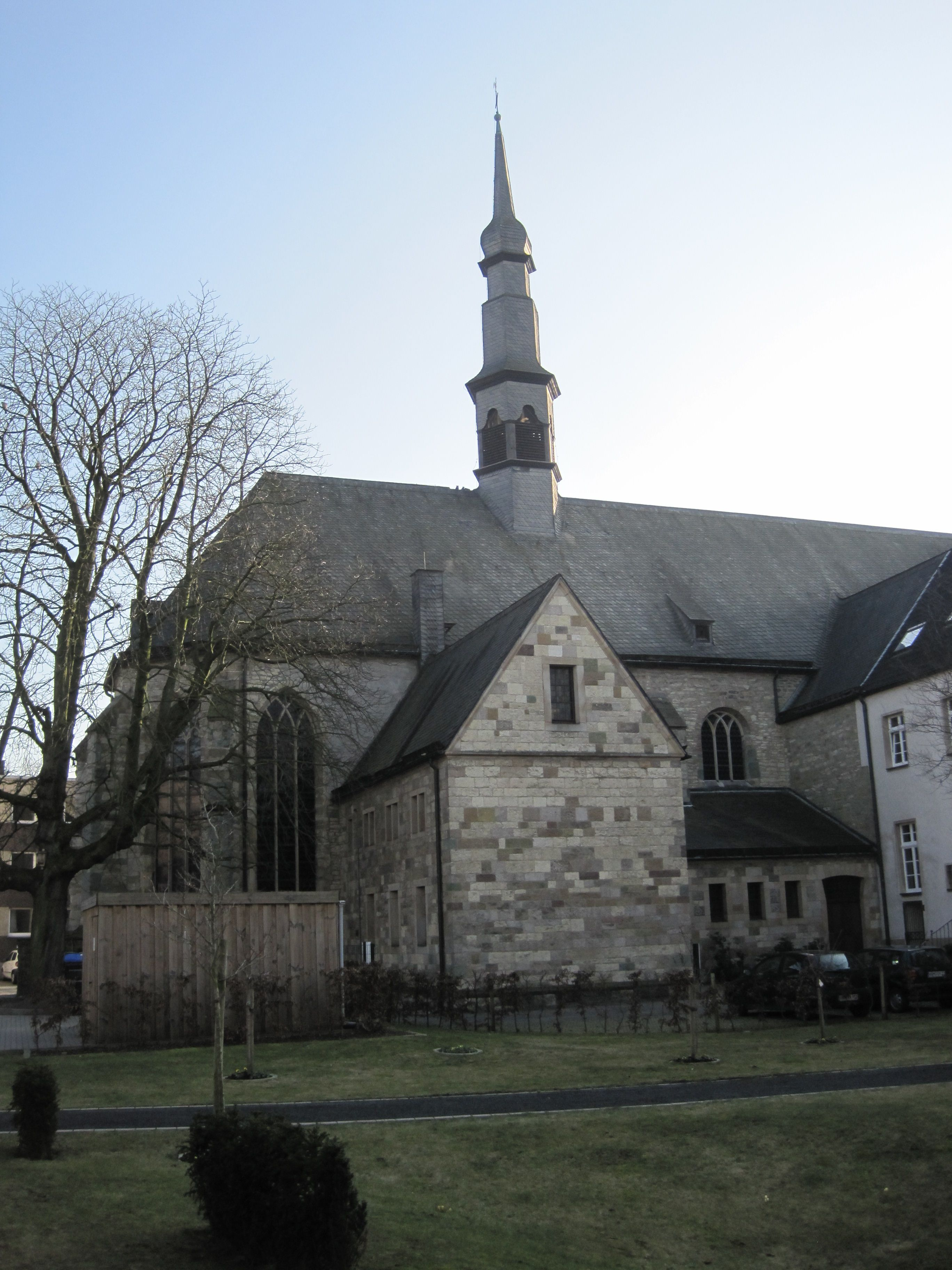
Rückseite der St.-Agnes-Kirche

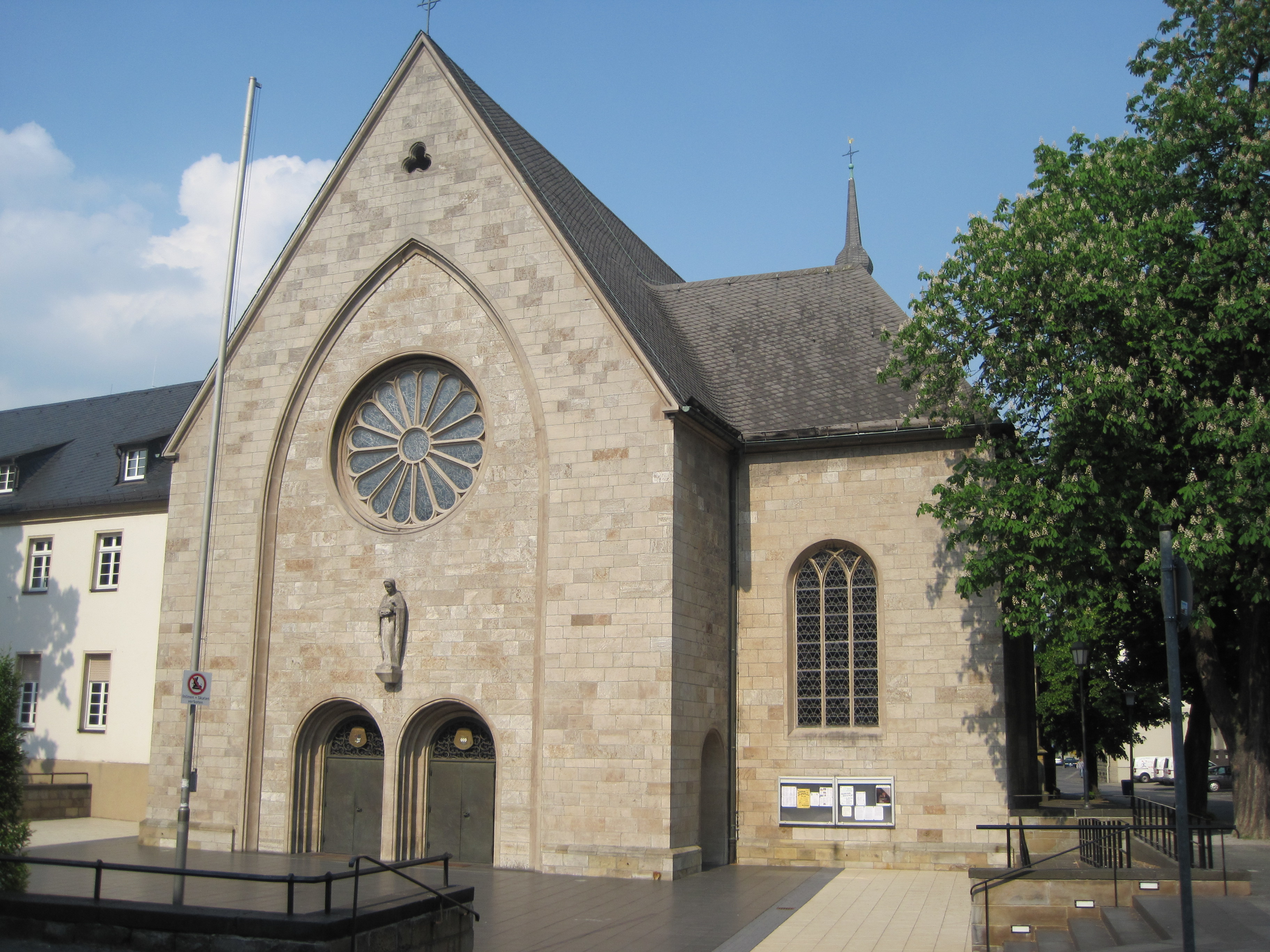
Haupteingang der St.-Agnes-Kirche.

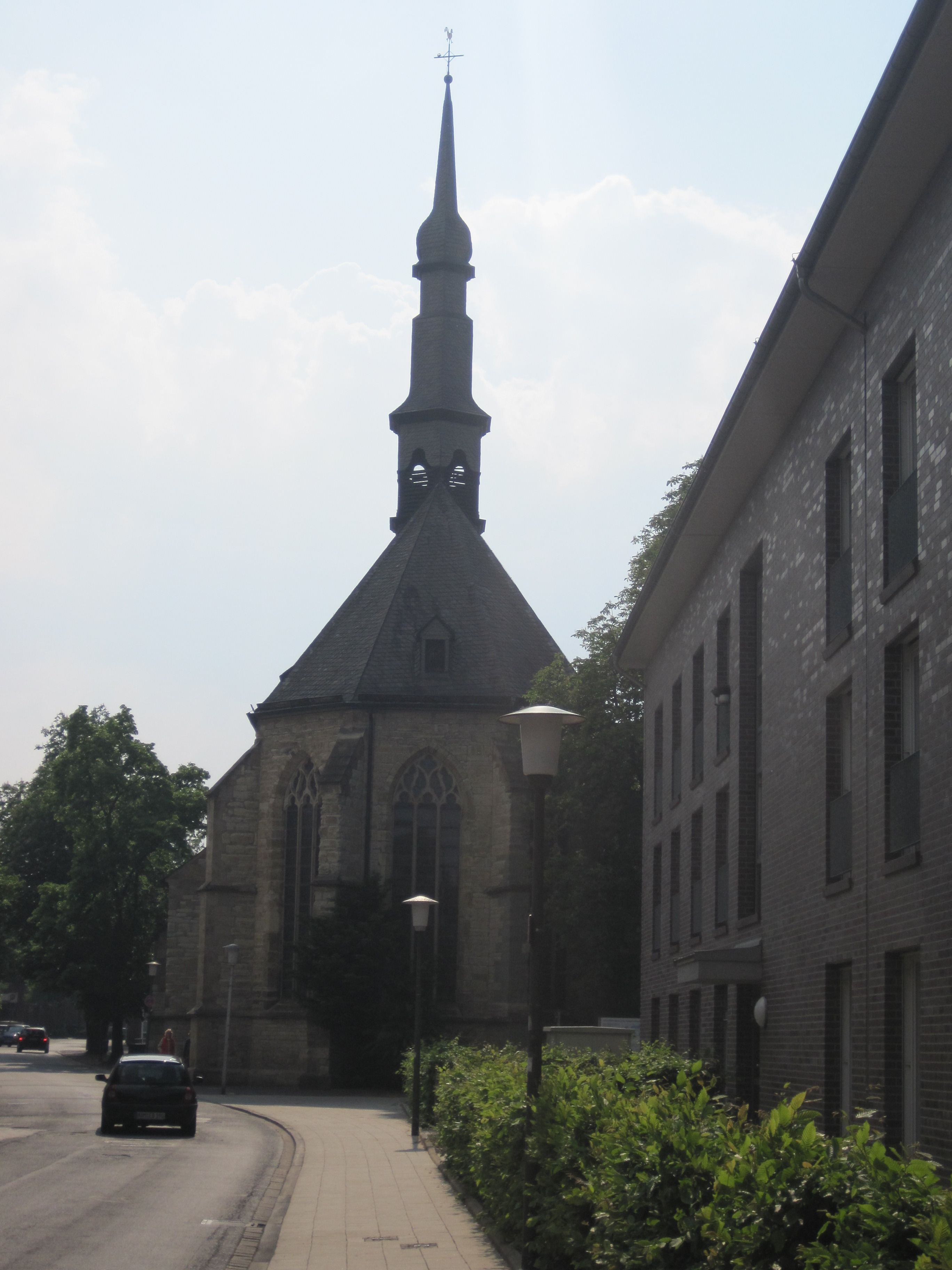
St.-Agnes-Kirche

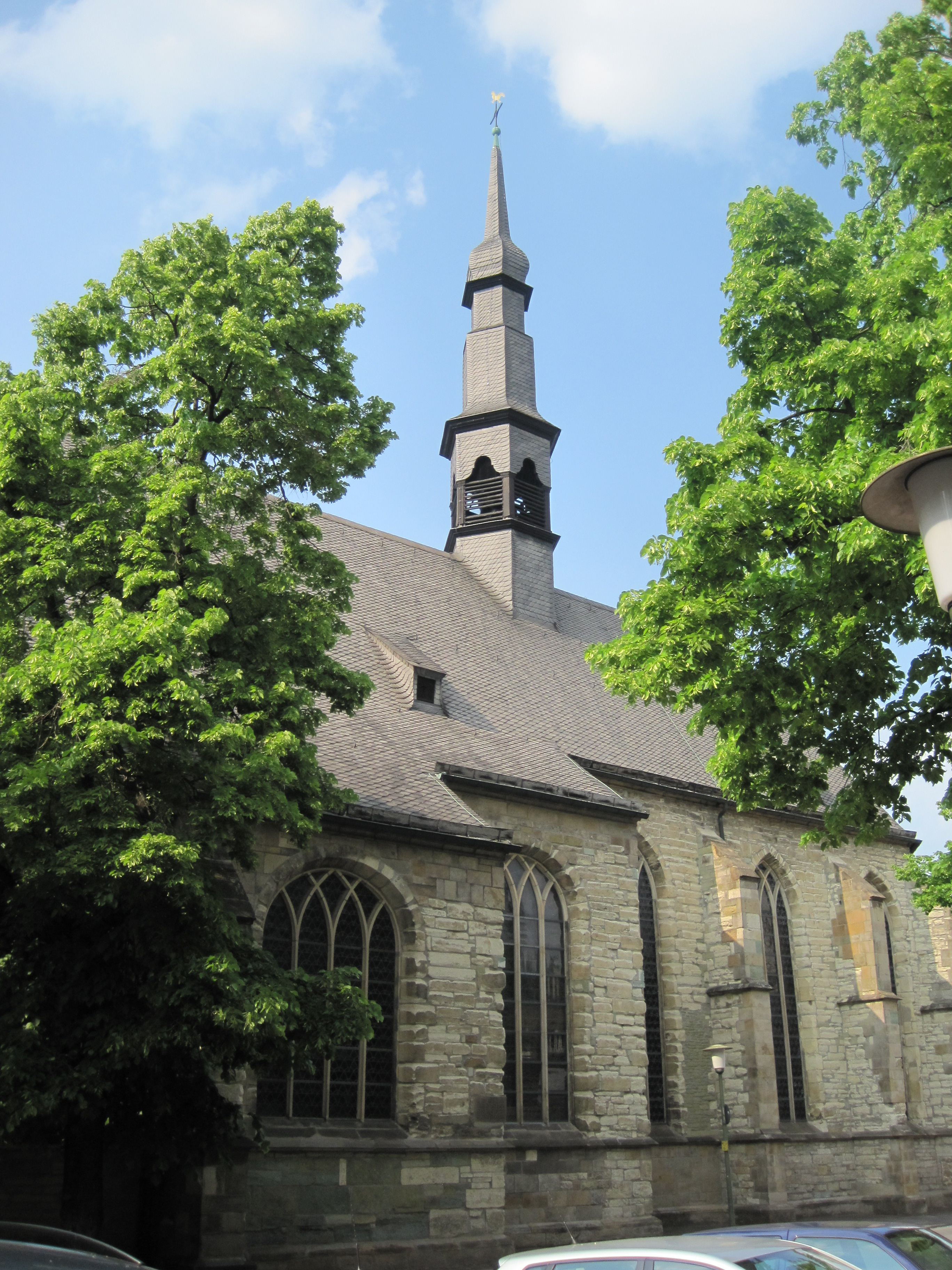
St.-Agnes-Kirche

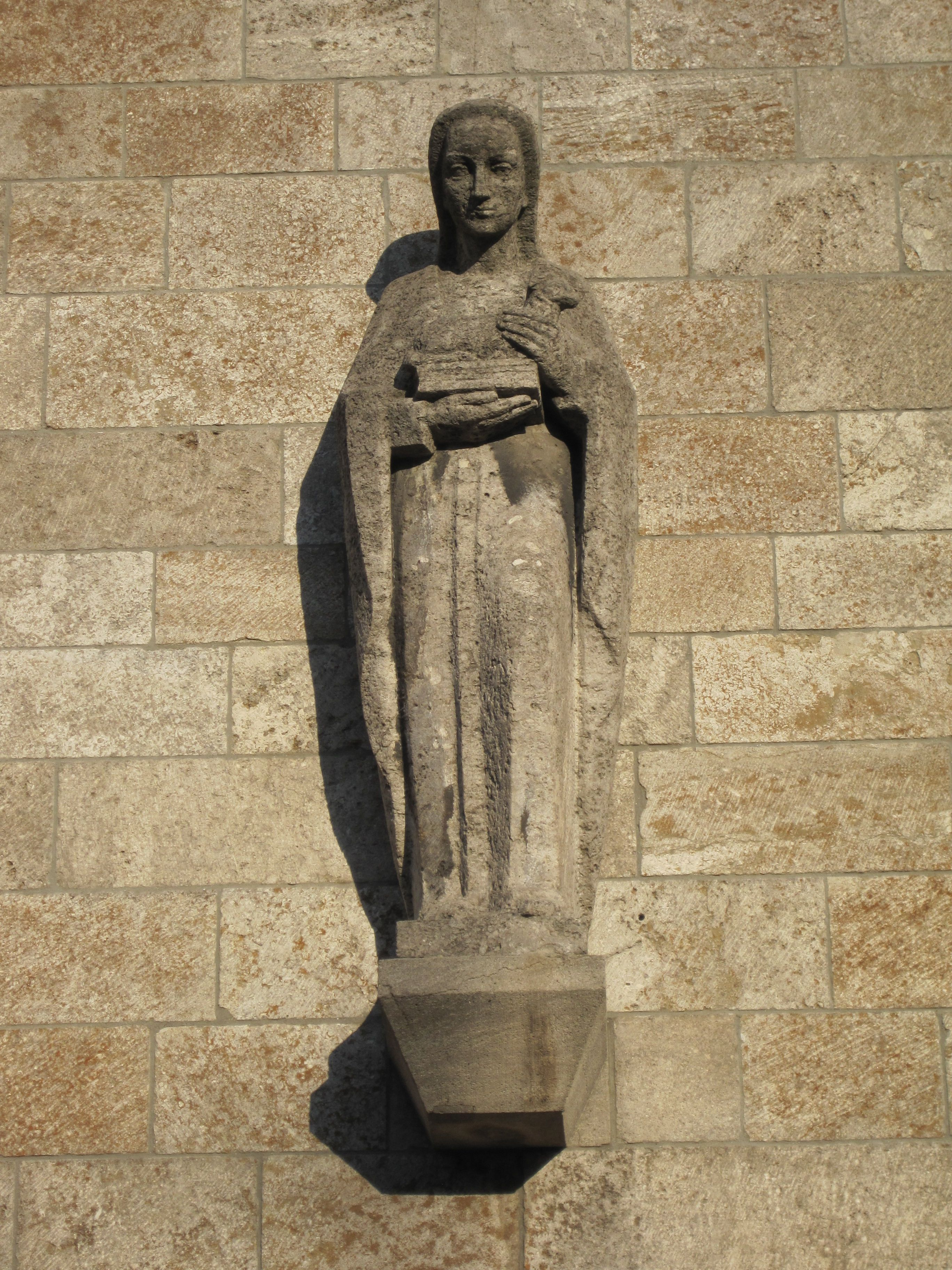
Agnes-Statue über dem Portal der St.-Agnes-Kirche.

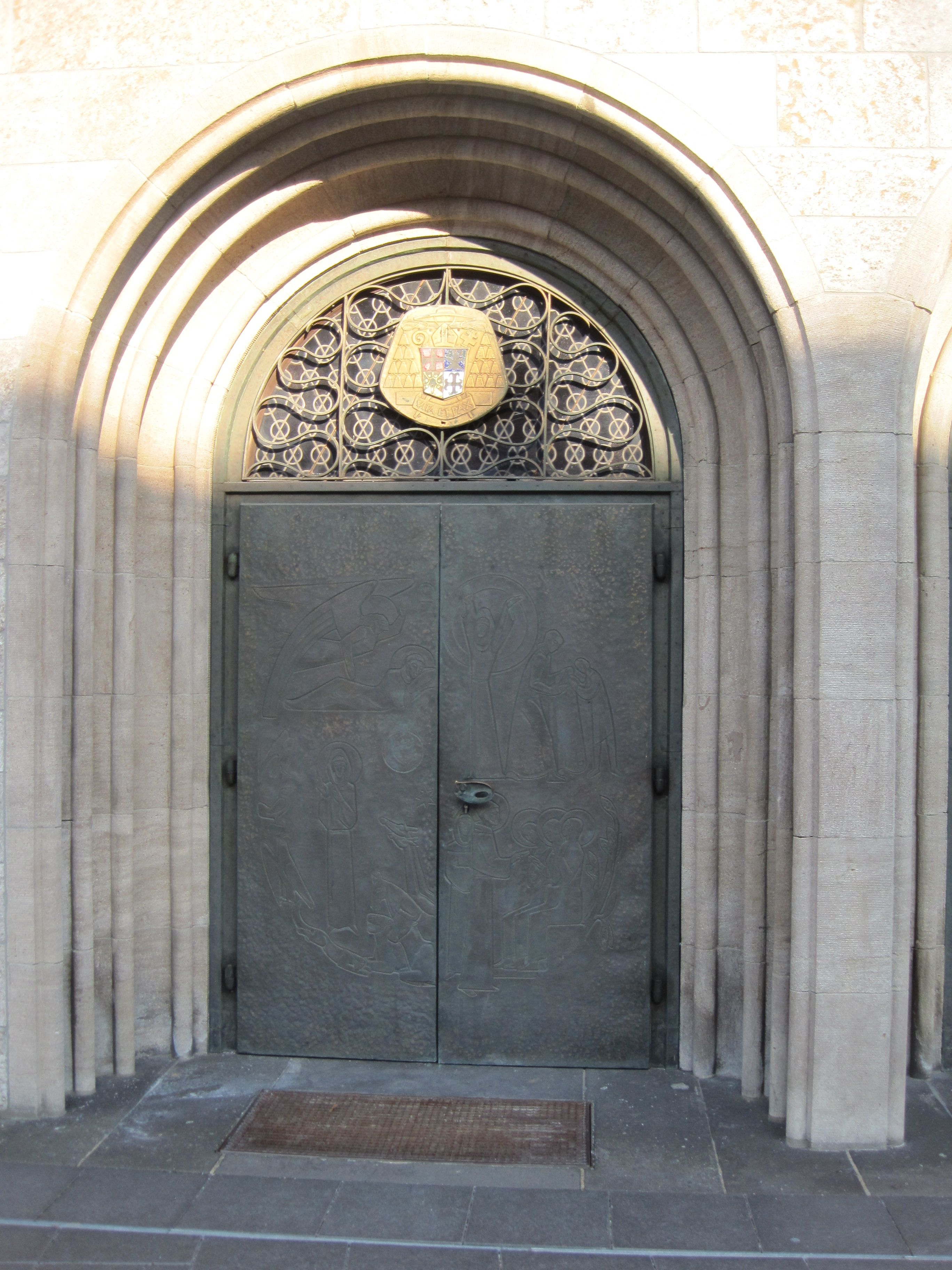
Linkes Eingangsportal der St.-Agnes-Kirche

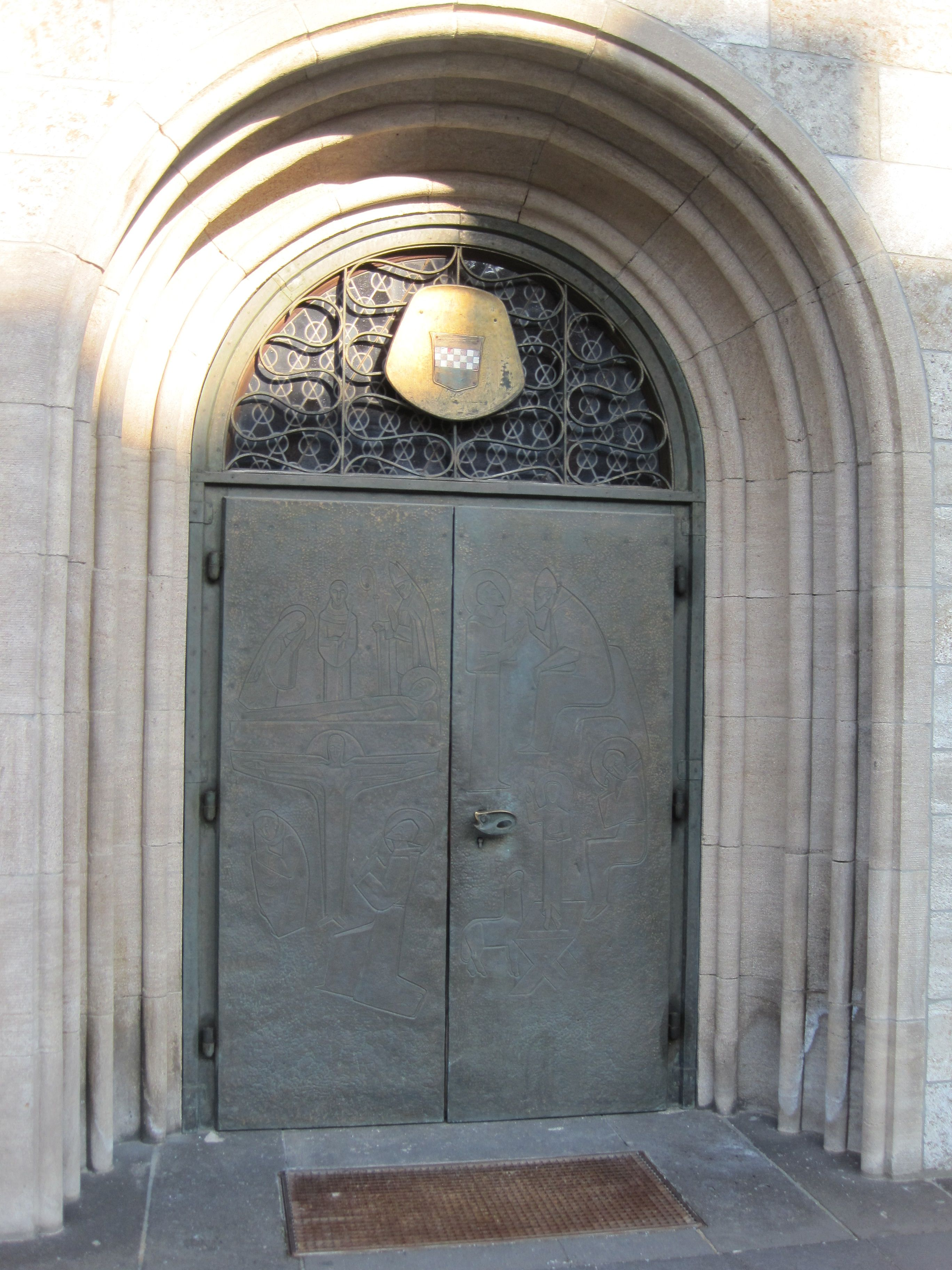
Rechtes Eingangsportal der St.-Agnes-Kirche.

Die katholische Pfarrkirche St. Agnes liegt im Stadtbezirk Mitte und steht seit 1985 unter Denkmalschutz.

### Geschichte und bauliche Beschaffenheit
Der einzige katholische Kirchenbau in der Hammer Altstadt – die Kirche St. Agnes – geht auf die Gründung des Franziskaner-Observanten-Klosters im Jahre 1455 zurück. In diesem Jahr erhielt der junge Franziskanerkonvent die der heiligen Agnes geweihte Kapelle der im Nordosten der Stadt liegenden landesherrlichen Burg von Graf Gerhard von der Mark zu Hamm geschenkt.
1504 trat Johann II. Graf von Kleve-Mark dem Kloster sechs Fuß seines Landes zum Ausbau des Chores ab. Am 5. Oktober 1507, einen Tag nach dem Namenstag des Heiligen Franziskus, begann der noch junge Konvent des Franziskanerklosters mit dem Bau einer großen Klosterkirche, deren Längsachse nach damals geltender Vorschrift genau nach Osten ausgerichtet wurde. Der Grundstein wurde von dem herzoglichen Drosten Rötger bzw. Rotger Brechte gelegt; dies zeigt eine 1932 durch eine Kopie ersetzte Inschrift in gotischen Minuskeln an der Ostecke der Südwand: Ynt iaer unsers heren mdVII des nesten dages na sunte francisci heft rotger brecht den ersten steen ghelecht. Rotger Brechte gehörte zur Familie Brechte, die auch einen Teil der notwendigen finanziellen Mittel zum Bau der Kirche zur Verfügung stellte. So vermachte Albert Brechte im Jahre 1507 den Franziskanern per testamentarischer Verfügung eine größere Menge Geld. Die Restsumme stammte aus großzügigen Stiftungen des Landesherrn Johann II. von Kleve-Mark und der Stadt Hamm. Die ehemalige St.-Agnes-Kapelle musste dabei dem Chorbau weichen; 1926 stieß man bei der Anlage der Heizung auf Mauerwerk, das als Rest der ehemaligen Burgkapelle gedeutet wurde. Die Chorweihe führte Weihbischof Dietrich Wichwael (Dietrich von Caster) am 10. August 1511 durch. Die Westfassade des Neubaus war 1512 vollendet. Auch dies ergibt sich aus einer bereits 1512 fertiggestellten, heute zerstörten Inschrift: De hir tho gaben und hebben gedaen, de sollen gut lohn entfahn. Düt is woll bedagt. Im Jahr 1512 sin ick hir gelagt. Schließlich erfolgte – wiederum durch Weihbischof Dietrich von Caster – die feierliche Schlusssegnung der neuen Klosterkirche am 20. oder 21. Mai 1515. Den Kirchweihtag, an dem die Kirche der Heiligen Agnes geweiht wurde, legte Dietrich auf den 20. Juli fest, den Sonntag nach Margaretha. Das Patrozinium der Heiligen Agnes wurde dabei von der alten Kirche übernommen. 1521 (alternativ: 1551) wurde dann die Bethlehemskapelle eingeweiht.
Bald darauf überführten die Franziskaner den Leichnam des bereits 1461 in Schwerte verstorbenen und vorläufig in der Burgkapelle beigesetzten Gründers, des Grafen Gerhard von der Mark, in die Agneskirche, wo sie ihm eine aufwändige Grabanlage widmeten.
Als turmlose Hallenkirche mit einem in fünf Seiten eines Achtecks geschlossenen Langchor entspricht die Agneskirche dem von den Bettelorden bevorzugten Typ der Predigtkirchen. Wilhelm Lübke, der die erste Kunstgeschichte Westfalens verfasste, beschreibt sie als Kirche von außerordentlicher Länge bei jedoch sehr geringer Breite. Dies fällt umso mehr auf, als sie nur ein schmales südliches Seitenschiff hat, das nicht halb so breit ist wie das Hauptschiff. Der Kirchbau wurde aus regelmäßig geschichteten Bruchsteinen gefertigt, die aus der Möhnegegend stammten. Das Material war nicht besonders wetterbeständig und neigte dazu, Grünspan anzusetzen.
Josef Bernhard Nordhoff spricht in seinem Buch „Kunst- und Geschichts-Denkmäler des Kreises Hamm“ von der Gesamtanlage aus Kirche und Kloster, als ob es sich um eine historische Einheit handele, die es tatsächlich so nicht gab. Insbesondere beschreibt er das nördliche Seitenschiff, das in zwei Geschosse geteilt und durch eine Scheidemauer baulich und liturgisch von der Kirche getrennt als Südflügel des Klosters benutzt wurde, als ob dieser Zustand der ursprüngliche und vorbestimmte gewesen sei. Entsprechend findet sich in der Literatur häufig die Aussage, das im ursprünglichen Bauplan einzige Seitenschiff habe sich auf der Südseite befunden; das Langhaus der Agneskirche habe in seinem ursprünglichen Zustand nur aus dem Mittelschiff und dem südlichen Seitenschiff bestanden.
Dem widerspricht Heinrich Ossenberg. Er weist zunächst darauf hin, dass Ost- und Westflügel des Klosters bei ihrer Erbauung im Jahre 1653 getrennte Bauwerke waren. Dies ergibt sich u. a. aus der sogenannten Guardiantafel, auf der von „beiden Gebäuden“ die Rede ist:

„Judonus Luckenius ordinatus Guardianus in capitulo intermedio, servato Bielfeldiae, Dominica in Albis 1653 restituit et resolidavit columnas et fornices ecclesiae minantes imminentissimam ruinam, curavit aedificari utrumque aedificium et intermedium murum versus plateam occidentalem a coemeterio usque ad moenia civitatis.“

Jadocus Ludenius (Lücke) erneuerte 1653 die Säulen und das Gewölbe der Kirche, das einzustürzen drohte; er sorgte dafür, dass beide Gebäude errichtet wurden. Die Urkundenlage deckt sich mit dem baulichen Befund. Erst 1708 bzw. 1709 wurde das die beiden Gebäude verbindende Quadrum durch den Neubau des Nordflügels geschlossen. In den 138 Jahren zwischen 1515 und 1653 bestand das nördliche Seitenschiff somit, ohne dass ein Quadrum vorhanden gewesen wäre. Ossenberg weist außerdem darauf hin, dass 1515 niemand an einen Klosterneubau in seiner späteren Form gedacht hat. Wie auch das Observantenkloster in Münster zeigt, war die unmittelbare Nachbarschaft von Kirche und Kloster nicht vorgeschrieben. Der Orden hatte den Kirchbau mit relativ bescheidenen Mitteln begonnen. Es ist nicht plausibel zu machen, wieso die Ordensmitglieder ein vollkommen ausgebautes Seitenschiff mit Kreuzrippenwölbungen und ähnlichem Beiwerk hätten errichten und es im Inneren durch eine Balkenlage in zwei Geschosse hätten teilen sollen, um es nach 138 Jahren als Südflügel für ein Klosterquadrum zu nutzen, von dem es beim Bau des Flügels noch keine Vorstellung gab. Daraus folgert Ossenberg, dass die Kirche ursprünglich dreischiffig als Hallenkirche gebaut worden sei und in dieser Form bis 1653 erhalten blieb.
Auch Nordhoffs Vermutung, dass Meister Pankuken aus Hamm, der 1513 auf die Pfarrkirche in Lünen ein Dach legte, der Urheber des Kirchbaus der St.-Agnes-Kirche sei, dürfte nicht den Tatsachen entsprechen. Vielmehr ähnelt der Kirchbau anderen Franziskanerkirchen, so dass die allgemeine Entwurfsidee wohl von den Franziskanern selbst ausging. Wenn Meister Pankuken als Zimmermann tatsächlich das Kirchendach legte, wurde für die Steinarbeiten doch eine Steinmetzhütte hinzugezogen, vermutlich die aus Köln.
Auf der Südseite gehörte das heute noch bestehende schmale östliche Seitenschiffsjoch nicht von Anfang an zum Langhaus, wie die unterschiedlichen Formen von Sockel und Kapitell des letzten Arkadenpfeilers belegen. Die damaligen Fenster im Chor waren wie heutige dreiteilig und durch Fischblasenmaßwerk gegliedert. Ebenso hatten die beiden großen Fenster in der alten Westwand dieses Maßwerk. Sie wurden in ihrem nördlichen Teil von dem angrenzenden Gebäudeflügel des Klosters überschnitten. Die Fenster im Langhaus haben ihre breite, rundbogige Form erst bei späteren Umbauten erhalten.
1645 ordnete der Guardian Johannes Omenius Ausbesserungsarbeiten an der Kirche an. 1653 ließ Pater Jodocus Ludenius (Lücke) dann die erwähnten umfangreichen Bauarbeiten an Kloster und Kirche durchführen. Ludenius war Pater, zeitweise Guardian im Kloster zu Warendorf und später Provinzial im Observantenkloster zu Münster. Er fertigte einen Plan zu der Wallfahrtskapelle in Telgte an, der jedoch nicht zur Ausführung gelangte. Ferner war er der Urheber des ersten Entwurfes zur Klosterkirche in Warendorf. Geboren in Freckenhorst, starb er im Annunziatenkloster in Coesfeld.
Nach den Angaben der Guardiantafel drohte das Gewölbe der Kirche einzustürzen. Da ein derartig maroder Zustand der Kirche acht Jahre zuvor nicht festgestellt worden war, drängt sich die Schlussfolgerung auf, dass die Bauarbeiten des Jahres 1653 selbst unsachgemäß durchgeführt worden sind. Am Westflügel mussten zwei Strebepfeiler der Kirche dem Neubau weichen, was grundsätzlich kein Problem darstellt, da der Neubau dem Gewölbedruck eine ausreichende neue Stütze bot. Vermutlich wurden jedoch die stützenden Strebepfeiler entfernt, bevor der Neubau in der Lage war, eine solche Stützfunktion zu übernehmen. In der Folge mussten Säulen und Gewölbe der Kirche erneuert werden. Auch die regelmäßige Anlage der Klosterbauten um einen quadratischen Innenhof dürfte zu dieser Zeit begonnen worden sein. Anscheinend war es Ludenius, der den Plan für das Kloster angefertigt hat. Als eine der größten Schwierigkeiten erwies sich die beschränkte Geländetiefe nördlich der Kirche. Diese machte von Beginn an die Anlage eines südlichen Kreuzganges unmöglich. Deshalb trennte der Baumeister das nördliche Seitenschiff von der Kirche und gliederte es dem Kloster an. Diese Angliederung wirkte ein wenig gewaltsam, da zwischen dem Fußboden des Seitenschiffes und dem des Klosters ein Höhenunterschied von etwa 1,60 Meter bestand. Ossenberg vermutet, dass Ludenius die schwere Scheidemauer einbaute, als das Gewölbe einzustürzen drohte. Er mutmaßt außerdem, dass vor dem Jahre 1653 die gleichen schlanken Rundpfeiler auf der Nordseite standen, die später dann auf der Südseite zu finden waren, und dass bis zum Jahre 1708 bzw. 1709, dem Jahr der Grundsteinlegung des außerhalb des Quadrums befindlichen Noviziatflügels, die Westfassade der Kirche frei lag. Der anmutig geformte barocke Dachreiter der Kirche, der durch die Stadtansicht von Bücker für das Jahr 1707 belegt ist und wohl einen älteren Dachreiter ersetzte, stammt wahrscheinlich aus der zweiten Hälfte des 17. Jahrhunderts und lässt vermuten, dass das Kloster außer Ludenius noch weitere Architekten beschäftigt hat.
1708 (alternative Angabe 1709) wurde durch Neubau des Nordflügels (Noviziatflügel) das Klosterquadrum geschlossen. Die zuvor getrennten Ost- und Westflügel wurden dadurch verbunden. Im Jahre 1746 wurde dann der Triumphbogen entfernt, der das Chor vom Schiff trennt. Im Januar 1788 hatten die Klosterbrüder Agapitus Mertens und Alpheus Rinklage den Auftrag, den Ursula-Altar in der Agneskirche abzubrechen. Dabei fanden sie auf dem Altarstein eine Schachtel, die erst am 18. August, Monate später also, von einer Ordensfrau in Gegenwart des Guardians Bonosus Disselhof und des Vikars Eduardus Lange geöffnet wurde. Sie enthielt eine Reihe wertvoller Münzen, die dort zwischen 1762 und 1788 deponiert worden sein müssen. Ihre Herkunft ist bis heute ungeklärt.
Nach Auflösung des Klosters im Jahre 1824 wurde die Kirche der katholischen Gemeinde als Pfarrkirche zur Verfügung gestellt. Erster Pfarrer wurde der ehemalige Concionator Pius Ortmeier. 1827 wurde das Dach der Kirche repariert. Der Wechsel von Frost und Hitze führte zu einer starken Verwitterung vor allem auf der Südseite des Dachs. Mit englischem Schiefer und auf englische Weise wurde die Südseite eingedeckt. Auf der Nordseite wurde dagegen lediglich die deutsche Deckung ausgebessert. 1848 verlegte man den Haupteingang, der sich bis dahin an der Südseite der Kirche befunden hatte, an die Westseite. Im gleichen Jahr entstand die vor der Kirche stehende Kreuzigungsgruppe. Außerdem wurde nach 300 Jahren die Fronleichnamsprozession wieder eingeführt. 1871 wurden die Fenster im Chor der Kirche erneuert, 1877 sind dann die Glocken umgegossen worden. 1882 brachte man in der Südwand das von Wilhelm I. gestiftet „Kaiser-Fenster“ mit den Bildern der vier Heiligen St. Ida, St. Heinrich, St. Hedwig und St. Bonifazius an.
In den Jahren 1889/90 wurde das Gebäude erneuert. Dabei hat man den südlichen Flügel des Kreuzganges nördlich der Kirche (nach Ossenberg also der ehemalige Nordflügel der Kirche), der West- und Ostflügel des Klosters verband, ohne mit der Kirche in Verbindung zu stehen, in den Kirchenraum einbezogen. Dazu wurden die östlichen Außenmauern geöffnet; erstmals hatte man dies bereits 1864 erwogen. Die Trennwand zum Mittelschiff hin wurde in spitzbogigen Durchbrüchen geöffnet, die man dem Rhythmus der südlichen Arkadenreihe anglich. Der Unterschied bestand darin, dass man die stehengelassenen Teile des Mauerwerks in längsachteckige Pfeiler umwandelte und auf die Errichtung neuer Pfeiler in Form der südlichen Arkadenreihe verzichtete. Auf diese Weise bot sich das Innere dem Besucher als breit gelagerte Halle mit leicht überhöhtem Mittelschiffgewölbe dar; es war eine dreischiffige Hallenkirche von unregelmäßiger Anlage entstanden. Zwei verschiedene Stützreihen (achteckige Pfeiler auf der Nordseite, Rundpfeiler auf der Südseite) trennten das überhöhte Mittelschiff von den niedrigeren Seitenschiffen. Die gleichartige Form der Kreuzrippengewölbe, die in querrechteckigen Jochen Chor und Mittelschiff, in rechteckigen Jochen die Seitenschiffe überdeckten, trugen wesentlich zur einheitlichen Raumwirkung des Inneren bei und ließen die architektonischen Unregelmäßigkeiten zurücktreten. Die geringere Größe der Fenster im Mittelschiffgewölbe im Vergleich zu denen auf der Südseite erklärt sich aus diesen Baumaßnahmen. Die drei anderen Flügel des Kreuzgangs blieben bis zur Zerstörung im Zweiten Weltkrieg erhalten. Gleichzeitig wurden die Westeingänge, die ehemals mit ihrem Sturz unter dem Fenstergurt lagen, höher gelegt und mit neuen Werksteinen gefasst. Im Westgiebel wurde dem Gebäude von 1515 eine dreiteilige Nische angefügt, ein seltenes Motiv der Früh- und Hochgotik. Eine Nische war wohl auch früher in dem Giebel vorhanden, aber in dieser stand, wie bei allen Franziskanerkirchen, die Figur des Heiligen Franziskus, worauf die seitlichen Engel, die Kreuz- und Kelchsymbole tragen, hindeuten.
Nach dem Ersten Weltkrieg wurden der Marien- und der Agnesaltar erneuert, die Wände ausgemalt und statt der im Weltkrieg beschlagnahmten Glocken ein neues Geläut angeschafft. Der Herz-Jesu-Altar wurde im Gedenken an die im Krieg gefallenen Gemeindemitglieder um ein Wandgemälde ergänzt und zu einem Kriegergedächtnisaltar umgewidmet.
1932 erhielt die Westfassade eine neue Verblendung.
Der Bombenhagel des Zweiten Weltkriegs zerstörte die Kirche und die ehemaligen Klostergebäude fast vollständig und ließ kaum noch die Außenmauern im östlichen Bereich stehen. Infolge der schweren Kriegsschäden wurde die Agneskirche – fast einem Neubau gleichkommend – in den Jahren 1947 bis 1953 in Bruchstein wiedererrichtet. Am 22. März 1953 konnte die wiederaufgebaute St.-Agnes-Kirche durch Erzbischof Lorenz Jaeger konsekriert werden. Der Kirchbau wurde bei der Neuerrichtung leicht verändert, zeigt aber immer noch die typische Gestaltung einer Bettelordenskirche.
Die heutige Kirche hat ein langes Mittelschiff, an den sich der genauso breite Chor anschließt. Das die drei Schiffe überdeckende Satteldach des Langhauses wird auf gleicher Firsthöhe durch das schmalere Dach des Langchores fortgesetzt. Dieses wiederum hat einen pyramidalen Abschluss im Osten. Wie beim Vorgängerbau erinnert ein Dachreiter in Barockformen daran, dass der Franziskanerorden, dem die Kirche einst als Gotteshaus diente, bewusst auf einen Glockenturm verzichtet hatte. Die Außenwände des Chores und des Langhauses, die an der Nordseite durch die Gebäude des ehemaligen Klosters (heutige Marienschule) teilweise verdeckt sind, werden durch Strebepfeiler gegliedert. Diese sind im Chor zweimal abgestuft, an den niedrigeren Seitenschiffen nur einmal in Höhe des umlaufenden Kaffgesimses. An der südöstlichen Ecke des Langhauses und dem zurückspringenden folgenden Joch finden sich keine Strebepfeiler. Die Wände des Chores sind an seinen freiliegenden Teilen von schlanken, spitzbogigen Fenstern durchbrochen. Die drei östlichen zeigen dreiteiliges Fischblasenmaßwerk, die übrigen einfache gotisierende Maßwerkformen. Die Fensteröffnungen des Langhauses sind breit, rundbogig geschlossen und durch einfaches vierteiliges Maßwerk unterteilt. Dieses gleicht dem der Chorfenster.
An der südlichen Seite des Langhauses tritt westlich der fünften Fensterachse von Osten die neue Taufkapelle bis über die Gesimshöhe aus der Flucht der Seitenschiffswand heraus. Dieser Anbau bildet mit dem neuen westlichen Abschluss des Langhauses, der Eingangshalle und Orgelempore beinhaltet, eine architektonische Einheit. Diese Neuanlage hebt sich von den alten Teilen des Gebäudes deutlich ab. Die Sakristei an der Nordseite des Chores nebst dem an der äußeren Chorwand gelegenen Gang ist ebenfalls neu, wurde aber in den alten Abmessungen wieder aufgebaut.
Nach Betreten der Kirche durch eines der Portale steht der Besucher in der zweijochigen Vorhalle von 1951, die mit einem neuen Giebel versehen wurde. Sie ist in der Art gotischer Paradiese dem eigentlichen Kirchenschiff vorgelagert. Nach Osten hin schließen sich fünf Mittelschiffjoche an, deren Gewölbe auf modernen Rundpfeilern ruht. Auf der Südseite wurde eine Seitenkapelle eingerichtet, wo sich eine Pietà aus Holz befindet, die 1952 durch Hubert Harmann gefertigt worden ist. Durch große Fensteröffnungen in der Südwand fällt Licht in die Große Halle ein. Ähnliche Öffnungen gab es wohl schon in der Barockzeit. Türen und Gitterwerk grenzen Vorhalle und Kirchenschiff voneinander ab. Abweichend vom Vorkriegsbau überspannt ein langgestrecktes Dach die gesamte Kirche von der Vorhalle bis zum Chor. Vom alten Kirchengebäude überdauerten nur die Umfassungsmauern des Chores und die Außenweise des Langhauses (beschädigt) den Bombenkrieg. Die Westwand, die Langhausarkaden und alle Gewölbe wurden in Trümmer gelegt. Deshalb ist im heutigen Innenraum so gut wie keine alte Bausubstanz mehr vorhanden. Nur die Ostteile und der Chor, hier sind die besonders die blattverzierten Gewölbekonsolen zu nennen, enthalten noch alte Bausubstanz, zum Teil bis in das Maßwerk der Fenster hinein. Alles andere ist nach dem Zweiten Weltkrieg entstanden.
Trotzdem vermittelt das Äußere der Kirche noch immer dem Eindruck einer spätmittelalterlichen Kirche. Dies verdeutlicht der Blick von Osten auf den Chor mit dem darüber sichtbaren, seinem barocken Vorgänger verpflichteten Dachreiter, aber auch die das lange Kirchenschiff andeutenden dreifach abgestuften Strebepfeiler an der Südseite. Die neuen Arkadenpfeiler wurden den alten Rundpfeilern der Südseite nachgebildet. Ihre Form ist auch auf die nördliche Reihe übertragen und das Kreuzgewölbe mit modernen Mitteln nachgeformt worden. Dem flüchtigen Betrachter kann deshalb der heutige Innenraum als spätgotische Hallenkirche erscheinen. Es fehlen jedoch viele typische Elemente eines in Jahrhunderten gewachsenen Gebäudes, zumal kaum ein Stück der alten Ausstattung erhalten geblieben ist. Die Fenster haben nur noch zum Teil, nämlich im Chor, ihr gotisches Maßwerk. Stattdessen wurden vereinfachte Spitzbogenformen eingefügt.
Insgesamt bildet das Kircheninnere eine breit angelegte Halle. Das Langhaus hat dabei sechs Joche, der Chor drei. Er schließt im 5/8-Schluss. Der Raumeindruck wird von dem breiten Mittelschiff dominiert. Der etwas erhöht liegende Chor nimmt die Maße des Mittelschiffes auf. Pfeiler, Kämpfer und Gewölbe wurden bei der Rekonstruktion unter genauer Wiederholung der Originalformen in Beton gegossen. In der linken Wand sind zwei Schlusssteine der alten Sakristei eingemauert. Im Mittelschiff liegen die weiten Kreuzrippengewölbe höher als in den Seitenschiffen. Die schmalen Rippen sitzen zum Mittelschiff hin auf achteckigen Kämpferplatten und an den Außenmauern auf einfachen Blattkonsolen auf. In Entsprechung zu den zerstörten Vorbildern sind die Gewölbescheitel zurückhaltend farbig gefasst.
Die sich im Norden anschließenden barocken Klostergebäude, die bis auf die Umfassungsmauern ausgebrannt waren, wurden wiederhergestellt und unter Beibehaltung der ursprünglichen Proportionen für Schulzwecke ausgebaut. Erhalten blieb der ehemalige Klosterfriedhof mit den in die Umfassungsmauern eingelassenen Gräbern der Patres, der von der Sakristei aus betreten werden kann.
1977/1978 wurde der Bau insgesamt restauriert und der jetzige Hauptaltar durch den Paderborner Weihbischof Friedrich Maria Rintelen geweiht, einen Sohn der Hammer Gemeinde. Während die lichte Halle noch annähernd die Gestalt der alten Ordenskirche vom Ende des neunzehnten Jahrhunderts ahnen lässt, ist die Eingangssituation durch einen breiten Westriegel mit Taufkapelle völlig neu entstanden.
Der Platz vor dem Kirchenportal liegt etwas tiefer als die umlaufenden Straßen. Einige wenige Stufen führen hinunter zu dem kleinen Kirchplatz. Die Fassade hat eine andere Form als die des Vorkriegsbaus. Die beiden rundbogigen Portale, die als Doppelportal angelegt sind, und die Westrose werden von einem vertieften spitzbogigen Blendbogen umspannt. Über den Portalen der neuen Fassade findet sich eine monumentale Figur der Heiligen Agnes über dem Giebel. Diese wurde 1952 von dem Wiedenbrücker Bildhauer Hubert Hartmann geschaffen.
Die Bronzeverkleidungen der Hauptportale sind Werke des Mendener Bildhauers Wilhelm Hausmann. Sie zeigen Szenen aus dem Leben des Heiligen Franz von Assisi. Dazu gehört die berühmte Predigt des Heiligen Franziskus zu den Tieren beim linken Portal sowie sein Wirken als Ordensgründer am rechten Portal. Über dem linken Portal findet man außerdem das Wappen des Kardinals Lorenz Jaeger (1892 bis 1975). In seinem Episkopat wurde die neuerbaute Kirche geweiht. Rechts hingegen ist das Stadtwappen Hamms zu sehen.
St. Agnes ist damit ein bemerkenswertes Denkmal für die Grafen von der Mark und ihre einstmals angrenzende Burg, an die heute nur noch Mauerreste vor dem Altenheim erinnern, mit dem ihr Gelände überbaut worden ist.

### Ausstattung

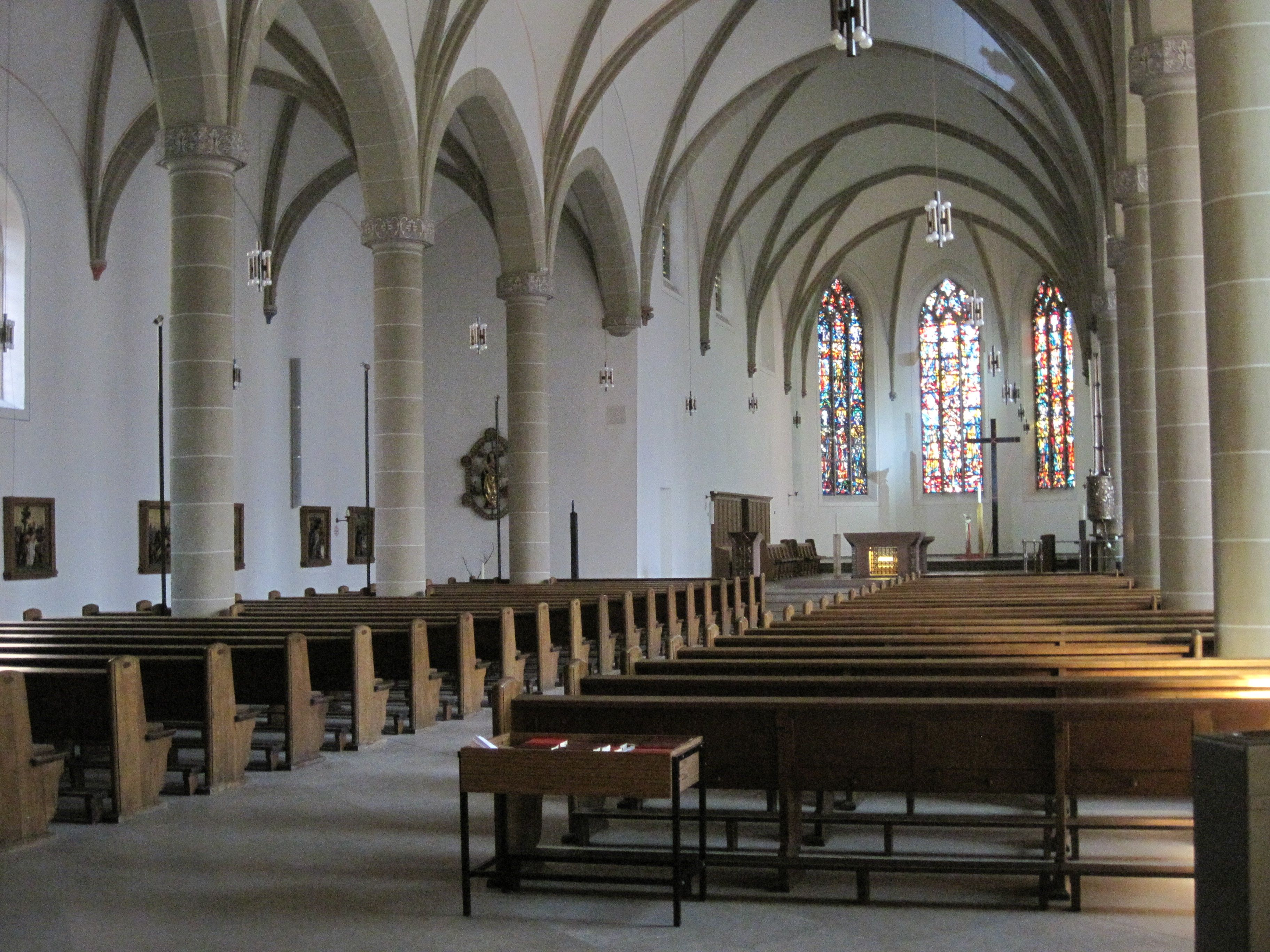
Innenraum der St.-Agnes-Kirche vor 2013

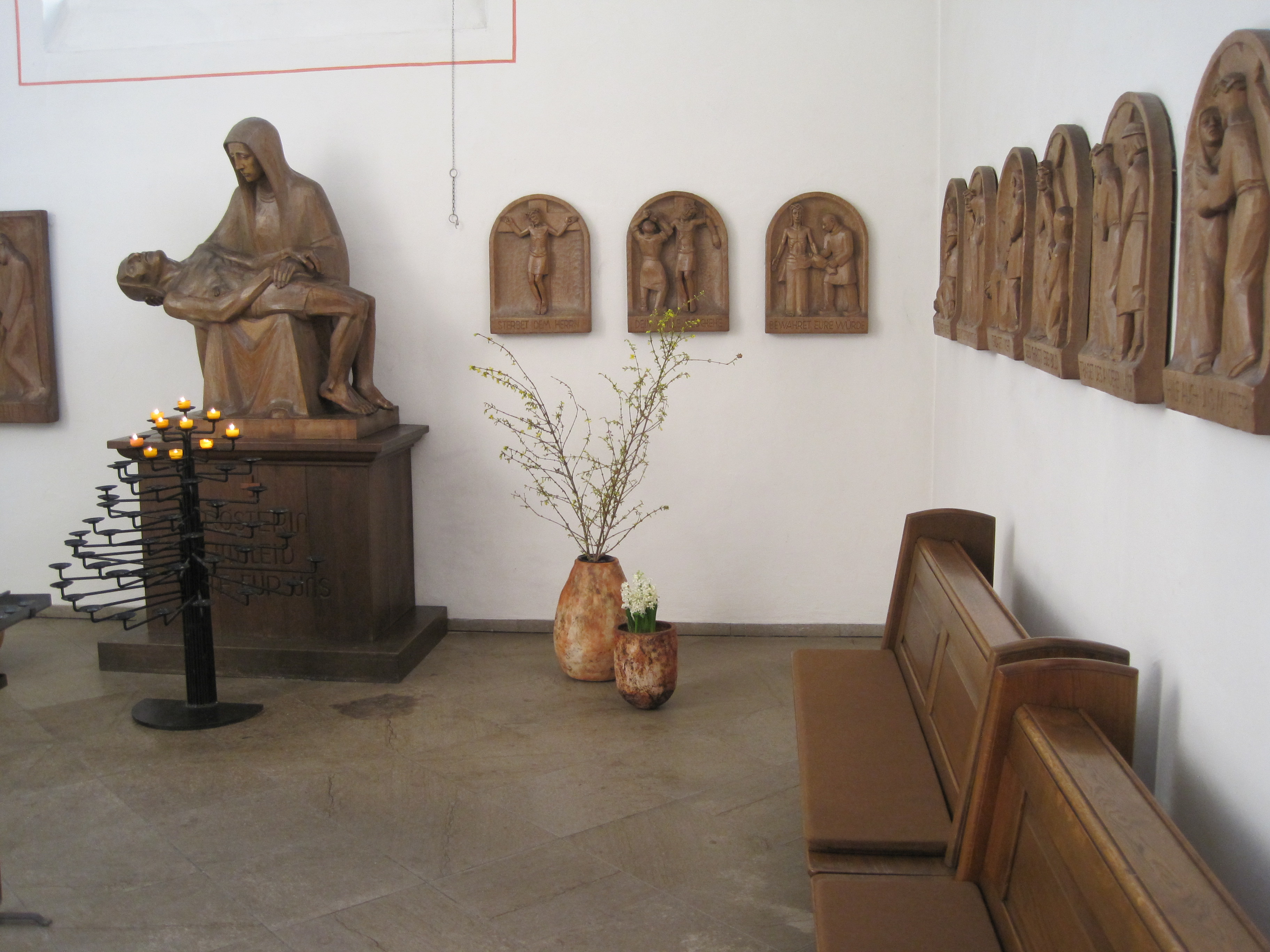
St.-Agnes-Kirche, Seitenkapelle

Von der reichen alten Ausstattung ist kaum noch etwas erhalten. Die Innenausstattung der einstigen Kloster- und späteren Pfarrkirche musste vollständig neu geschaffen werden. Reste des Hochaltars wurden in die Pfarrkirche St. Amandus in Datteln verbracht. Weitere Teile der Ausstattung finden sich im Gustav-Lübcke-Museum Hamm und in der St.-Antonius-Kirche in Geithe. Mit Altarinsel und Ausmalung der ehemaligen Taufkapelle ist auch der erste Nachkriegszustand teilweise wieder nachträglich verändert worden.
Im Kircheninneren erinnert wenig an die Patronin der ehemaligen Burgkapelle und der heutigen Pfarrkirche, die Heilige Agnes. Vor Zerstörung der Kirche fand sich an der Ostwand des rechten Seitenschiffs ein großes Mosaik, das die Heilige zeigte. Es war im Stil der Beuroner Schule gearbeitet. Erwähnenswert ist auch die Heilige Agnes an der Außenwand der Kirche, die über den Portalen den neuen Westgiebel ziert. Sie ist ein Werk des Bildhauers Hubert Hartmann aus Wiedenbrück aus dem Jahre 1952. Die Bronzeverkleidung der Hauptportale wurde von dem Bildhauer Wilhelm Hausmann aus Menden (Sauerland) gefertigt. Sie zeigt Motive aus dem Leben des Heiligen Franz von Assisi. Links ist dargestellt, wie er zu den Tieren predigt, rechts sein Wirken als Ordensgründer.
Moderne Fenster im Chorschluss stellen Christus als Erlöser zwischen Maria und Johannes dar (Deesis), umgeben von den zwölf Aposteln in den rechts und links befindlichen Fenstern. Wie auch die ornamental gestalteten Fenster sind sie Werke des Künstlers Hubert Spierling aus Menden-Bösperde, die von der Firma Derix aus Kaiserwerth ausgeführt wurden. Das von der Pfarrjugend gestiftete Fenster rechts im Chor zeigt den Kampf des Heiligen Georg mit dem Drachen. Auch hier stammt der Entwurf von Spierling, die Ausführung von Derix. Die übrigen Fenster sind ornamental verglast.
Graf Gerhard wurde 1461 im Vorgängerbau der Klosterkirche, seiner Hofkapelle St. Agnes zu Hamm, beigesetzt. Die Grabstätte ist zunächst in den Mittelgang des Neubaus verlegt worden. 1836 wurde sie auf Anordnung von König Friedrich Wilhelm IV. von dort entfernt und dann 1882 an der Nordwand des Chores aufgerichtet. Die Grabplatte aus Messing war eine niederländische Arbeit. Sie zeigte auf zwölf Messingplatten (1,51 m × 3,29 m) den Grafen in Prunkrüstung auf einem gemusterten Teppich mit Kopfkissen und gefalteten Händen liegend, zu seinen Füßen das von zwei Schwänen gehaltene Doppelwappen Kleve-Mark. An den Seiten befanden sich Säulen, deren Kapitelle von einem Tudorbogen abgeschlossen wurden, und je ein Zierband mit vier Familienwappen. Die Umschrift hieß: Am 12. September 1461 starb der erlauchte Schutzherr Herr Gerhard von Kleve-Mark, Gründer dieses Konvents der Minderbrüder von der Observanz. Betet für seine Seele, daß sie ruhe in Frieden. Amen. Er war der erste und einzige Landesherr, der in Hamm begraben wurde. Die Bombenangriffe im Zweiten Weltkrieg zerstörten das Gotteshaus fast vollständig, nur die Außenmauern im östlichen Bereich blieben bestehen. Dabei wurde auch die Grabplatte vernichtet.
Von den zahlreichen, 1936 von Heinrich Ossenberg in den Bau- und Kunstdenkmälern der Stadt Hamm abgebildeten Grabplatten sind nur noch drei erhalten, die einst Gräber im Kreuzgang abdeckten. Diese aus dem 16. und 17. Jahrhundert stammenden Grabplatten sind heute im Westteil des südlichen Seitenschiffs aufgestellt. Das erste Epitaph von 2,43 m × 1,17 m ist die aus Bamberger Sandstein gefertigte Grabplatte des Victor Knippinck († 1573), Herr zu Lohausen und Stockum, Droste zu Hamm, herzoglich-klevischer Geheimrat und Kriegsobrist des Westfälischen Kreises. Der Ritter tritt im Prachtharnisch auf, hat seinen Helm neben sich gestellt und hält Lanze und Feldherrnstab. Die Ecken der Grabplatte werden von vier Wappen geziert, denen der Familien Knipping, Wrede, Steck und Ense. Über einer Muschelnische findet sich die Inschrift: VIKTOR KNIPINCK ANNO AETATIS SUAE LXV (Viktor Knipping im 65. Jahre seines Lebens), des Weiteren OMNIS CARO FOENUS ET OMNIS GLORIA EIUS QUASI FLOS AGRI. ISIAE XL (Alles Fleisch ist wie Gras und all seine Schönheit wie die Blumen des Feldes Is. 40,6). Die beiden anderen, für ihre Zeit typischen Grabplatten sind der Katharina Harmen († 1580) und deren Mutter Margarethe geb. Droste-Vischering († 1585) gewidmet. Die beschädigten Grabplatten des Dietrich Knippinck († 1607) – Sohn Viktor Knippings, dargestellt als Ritter in höfischer Tracht – und seiner Gattin Elisabeth geb. Nesselrode mit reliefplastischem Brustbild der Verstorbenen sowie der stark beschädigte Rest einer Grabplatte des Dietrich Harmen († 1589), Herr zu Haaren, wurden im Vorraum an der Nordseite des Chores untergebracht.
Ebenfalls im Bombenhagel des Zweiten Weltkrieges untergegangen ist die nördlich des Chores gelegene ehemalige Sakristei, ein zweijochiger, mit Kreuzrippengewölben versehener Raum mit zweiteiligen Maßwerkfenstern. Heinrich Ossenberg hatte darin die 1521 geweihte Bethlehems-Kapelle erkannt und aufgrund vergleichbarer Stilelemente in Schlusssteinen und Fenstermaßwerk auf Reste der ehemaligen Burgkapelle geschlossen. Die Sakristei war somit um einiges älter als die Kirche. Im Vorraum an der Nordseite des Chores, wo sich die Grabplatten befinden, wurden über den Türen zur Kirche die beiden aus dem 14. Jahrhundert stammenden, beschädigten Schlusssteine aus der alten Sakristei mit den Reliefdarstellungen des Hauptes Christi und eines von einem Blattkranz umgebenen menschlichen Gesichts in das Mauerwerk eingelassen.
Im Krieg zerstört wurde die gesamte aus dem 17. Jahrhundert stammende Ausstattung mit Hochaltar, Chorgestühl, Kanzel, Orgelprospekt, Beichtstühlen und Taufbecken. Beachtlich ist der aus Sandstein gefertigte Zelebrationsaltar, dessen Ecken Kupferplatten mit Trauben als eucharistischem Symbol verzieren. Er ist ein Werk der Gebrüder Christoph und Michael Winkelmann aus Günne/Westfalen. In ihm befindet sich ein weder signiertes noch datiertes Reliquiar mit Überresten der Heiligen Agnes und des Heiligen Ansgar aus der Zeit um 1600. Es handelt sich um ein bescheidenes, aber kostbares Erinnerungsstück, das in der Tradition der großen Reliquienschreine steht. Ausgehend von Maasland hielten derartige Reliquienschreine ab dem beginnenden 13. Jahrhundert im Kölner und westfälischen Raum Einzug in die Kirchen. Die kirchliche Kunst Westfalens hielt dann lange an der Form der Reliquienschreine fest. Erhalten sind Schreine in Soest (Patroklusschrein 1313–1330), Lippborg (Cornelius- und Cyprianus-Schrein 1498), Osnabrück (Cordulaschrein 1446, Permeriusschrein 1460–1470) und Rhynern (Hl. Regina 1457). All diese Schreine weisen plastisch gearbeitete Figuren auf, in dem von Rhynern ist dieses darstellende Element jedoch bis auf zierliche Strebepfeilerfiguren zurückgenommen. Gefertigt aus Silber (ehemals vergoldet), handelt es sich um einen rechteckigen Kasten in Hausform mit Maßen von 32 Zentimeter Länge, 23,5 Zentimeter Höhe und 15 Zentimeter Breite, der auf Kugelfüßen steht. Das schmale Strebewerk mit eingestellten vollplastischen Heiligenfigürchen betont seine Ecken. An seinen Außenseiten finden sich gravierte Darstellungen. Die Seiten zeigen die vier Evangelisten mit ihren Symbolen. In den Giebelfenstern sind die Apostelführer Petrus und Paulus abgebildet. Auf den Dachflächen ist die Kreuzigung mit Maria und Johannes sowie die Kreuzverehrung zu sehen. Der Reliquienkasten wirkt allein durch die ziselierten und gravierten Darstellungen, die von der graphischen Kunst abhängig sind.
Ebenfalls von den Gebrüdern Winkelmann sowie Günne stammt eine moderne, runde Tabernakel-Stele, die am südlichen Rundpfeiler aufgestellt worden ist. Die Gestaltung der Stele mit der auf dem eigentlichen, gekrönten Tabernakel aufsitzenden hohen „Fiale“ erinnert an die großen frei stehenden spätgotischen Tabernakel, die in vielen Kirchen Westfalens zu finden sind, etwa in St. Regina in Rhynern. Die Stele ist im Stil der Bronzeplatten des Zelebrationsaltars gestaltet. Die Bronzearbeiten stellen dar, wie das Volk Israel aus der Hand Gottes Manna empfängt.
Am Fest der Kreuzerhöhung, dem 14. September 1981, wurde im Anschluss an die Kirchenrenovierung die dreifigurige Kreuzigungsgruppe im Scheitel der Apsis geweiht, die aus dem Beginn des 20. Jahrhunderts stammt. Sie knüpft an die Gestaltung des ehemaligen, im Krieg zerstörten barocken Hochaltars an, der eine um 1788 gefertigte Kreuzigungsgruppe zeigte. Die Figuren sind farbig gefasst.
Die große Madonna im Rosenkranz, die nach einer Arbeit Tilman Riemenschneiders im Würzburger Diözesanmuseum gefertigt wurde, stammt aus dem Jahr 1985.
Ein neugotischer Kreuzweg, der aus der Pfarrkirche St. Kunibert in Büderich bei Werl stammt und ein Werk der Wiedenbrücker Schule um 1870 ist, zieht sich entlang den Seitenschiffwänden. Hubert Hartmann hat im Jahr 1952 die Holzbildwerke an den Stirnwänden der Seitenwände gefertigt. Sie zeigen Maria und Josef sowie Judas Thaddäus.
Vom ehemaligen, einstmals wesentlich umfangreicheren Kirchenschatz ist nur wenig erhalten, darunter ein Ziborium aus der Zeit um 1715. Es trägt das Zeichen des Münsteraner Goldschmied-Meisters Johann tom Hulse III., der von 1676 bis 1723 lebte. Eine Inschrift unter dem Standring gibt an, dass es sich um eine Stiftung des Frater Antonius Darfeldt frater minorum stricta observantia, dedit ad Dei Gloriam (Frater Antonius Darfeldt) handelt. Ein weiteres Ziborium aus der gleichen Zeit stammt von dem Augsburger Silberschmied Johann Zeckel.
Erhalten geblieben ist auch die Sonnenmonstranz. Sie ist um 1725 in der Augsburger Werkstatt des Franz Thaddäus Lang (Meister von 1718–1773) entstanden. Mit 75 Zentimeter Höhe und einem 27 Zentimeter durchmessenden Fuß ist sie relativ groß. In ihrer Mitte befindet sich eine große Vierpassöffnung des Schaugefäßes. Darüber thronen unter einem Baldachin Gottvater mit der Geisttaube, daneben die Heiligen Petrus und Paulus. Maria wird unter dem Schaugefäß als Himmelskönigin bzw. apokalyptische Frau auf der Mondsichel dargestellt. Über allem befindet sich das Kreuz; Strahlen hinterfangen die Monstranz. Der Fuß wird durch vier silberne Medaillon-Reliefs geschmückt, die die Heiligen Franziskus, Agnes, Antonius und Barbara zeigen. Etwa 1740 schuf Franz Thaddäus Lang eine Monstranz für das Prämonstratenserstift Cappenberg, die der Hammer Monstranz stark ähnelt. So ist die Bekrönung beider Schaugefäße mit dem Relief Gottvaters und den flankierenden Baldachinen nach derselben graphischen Vorlage gestaltet. Weitere Werke Langs im Erzbistum Paderborn sind die Monstranz in Züschen/St. Johann Baptist, der sogenannte Dalheimer Kelch der Paderborner Jesuitenkirche sowie ein Kelch in der Überwasserkirche in Münster.
Zum Kirchenschatz gehören außerdem einige Paramente aus dem ehemaligen Kloster. Dazu zählen ein roter Chormantel aus der Mitte des achtzehnten Jahrhunderts mit den beiden dazugehörenden Dalmatiken (Obergewand eines Diakons), ein golden-geblümter Chormantel vom Ende des 18. Jahrhunderts, und zwei rosafarbene Messgewänder (Ende 18. Jahrhundert).
Beim Abbruch der beschädigten Ostmauer der Sakristei im Jahre 1952 fand man sieben Tonkrüge, die bei Errichtung der Agneskirche waagerecht in das Mauerwerk eingebettet worden waren, so dass die Öffnungen mit der Innenwand abschlossen. Sie lagen bei einer Distanz von rund einem Meter auf gleicher Höhe, 30 cm unterhalb der Deckplatte, und saßen oben hoch im Abschlusssims des Chorraumes. Die genaue Position der Fundstelle ist nicht mehr eindeutig zu bestimmen, lag aber wohl im Obergeschoss der modernen Sakristei in unmittelbarer Nähe zum Anschluss an den Chor der Agneskirche. Die aus Siegburger Steinzeug bestehenden Krüge mit Höhe zwischen 15 und 16 Zentimeter befinden sich heute im Pfarrbüro St. Agnes. Es ist unklar, warum sie eingemauert wurden. Es erscheint angesichts ihrer geringen Anzahl und ihres geringen Volumens eher zweifelhaft, dass es sich um Schallgefäße zur Verbesserung der Akustik handelt, wie sie gelegentlich in mittelalterliche Kirchen integriert worden sind.
Am Mittwoch, den 9. März 2011, wurde in der 19-Uhr-Abendmesse eine riesige, von der Decke hängende Sanduhr in Gang gesetzt. Die Installation steht in Zusammenhang mit dem 500. Jubiläum der Altarweihe am 7. August 2011 und soll an das Kommen und Gehen der Zeit erinnern. Die Sanduhr stammt aus Köln und hing 1999 in der dortigen Rochuskirche, ebenfalls anlässlich eines Jubiläums. Von ihr rieseln sechs Tonnen Sand herunter. Dadurch soll sie während der folgenden Gottesdienste bis zum Jahrestag der Altarweihe deutlich machen, dass Zeit ein ständiger Fluss des Kommens und Gehens ist und Spuren hinterlässt.

### Orgel
Die von dem Paderborner Meister Randebrock geschaffene historische Orgel mit reichem barockem Prospekt aus der Zeit um 1700 ist ein Opfer des Krieges geworden. Die heutige Orgel wurde 1974 von dem Orgelbauer Klais aus Bonn erbaut. Das Schleifladen-Instrument hat 48 Register auf drei Manualen und Pedal. Die Spieltrakturen sind mechanisch, die Registertrakturen sind elektrisch. Es wird 2012 umfassend restauriert.
| I Rückpositiv C–g3 |        |
| Praestant          | 08′    |
| Flötgedackt0       | 08′    |
| Quintade           | 08′    |
| Principal          | 04′    |
| Rohrflöte          | 04′    |
| Nassard            | 2 ⁄3′  |
| Terz               | 1 3⁄5′ |
| Quinte             | 1 ⁄3′  |
| Sifflöte           | 01′    |
| None               | 08⁄9′  |
| Scharff IV         | 02⁄3′  |
| Cromorne           | 08′    |

| II Hauptwerk C–g3 |       |
| Praestant         | 16′   |
| Principal         | 08′   |
| Holzflöte         | 08′   |
| Oktave            | 04′   |
| Gedackt           | 04′   |
| Superoktave0      | 02′   |
| Cornett V         | 08′   |
| Mixtur IV         | 1 ⁄3′ |
| Cymbel III        | 01⁄3′ |
| Trompete          | 08′   |
| Dulciana          | 08′   |
| Clairon           | 04′   |

| III Schwellwerk C–g3 |     |
| Gedackt              | 16′ |
| Rohrflöte            | 08′ |
| Salicional           | 08′ |
| Unda maris           | 08′ |
| Principal            | 04′ |
| Lochgedackt          | 04′ |
| Waldflöte            | 02′ |
| Sesquialter I-III0   |     |
| Acuta V              | 02′ |
| Basson               | 16′ |
| Hautbois             | 08′ |

| Pedalwerk C–d1 |         |
| Principal      | 16′     |
| Subbass        | 16′     |
| Quinte         | 10 2⁄3′ |
| Octave         | 08′     |
| Holzgedackt    | 08′     |
| Choralbass     | 04′     |
| Nachthorn      | 02′     |
| Aliquotbass V0 |         |
| Hintersatz VI  |         |
| Posaune        | 16′     |
| Trompete       | 08′     |
| Schalmey       | 04′     |

### Glocken
Über den Glockenbestand der Kirche vor der Zeit der Säkularisation ist so gut wie nichts bekannt. Es gab zwei Glocken, die bei der Aufhebung des Klosters veräußert wurden.
Später existierten vier kleine Glocken, von denen drei in den Jahren 1871 oder 1877 umgegossen wurden. Im Ersten Weltkrieg fielen sie dann der Beschlagnahme anheim. Aus dem Rohmaterial wurden Waffen hergestellt.
1921 wurden drei neue Glocken angeschafft. Bei der Glockenenteignung im Jahre 1942 wurden eine kleine Glocke von 1877 und eine von 1921 eingezogen. Die dritte Glocke verblieb im Turm und wurde 1944 zusammen mit der Kirche zerstört.
Nach dem Krieg wurde der Dachreiter wieder aufgebaut, und zwar höher als sein Vorgänger. 1953 wurden dort zwei mit Sinnesprüchen u. a. aus dem Sonnengesang versehene Gussstahlglocken vom Bochumer Verein eingefügt, die der Mutter Gottes und dem heiligen Franziskus gewidmet waren. Ihre Resonanzfähigkeit war mäßig. Beide Glocken waren durch Tonkorrekturen oben so dünn, dass die größere im Laufe der Zeit durchrostete.
Bestand bis 2010:
- 1953, BVG, Ton h´-5, Durchmesser 870 mm, 247 kg, Inschrift: + REGINA PACIS + MARIA + KÖNIGIN DES FRIEDENS + BITTE FÜR DEINE KINDER UND UNSER VATERLAND +.
- 1953, BVG, Ton d´´-5, Durchmesser 745 mm, 167 kg, + FRANZISCUS + SELIG DIE + WELCHE DER TOD IN DEINEN WILLEN ERGEBEN FINDET +.

Was mit diesen Glocken geschehen soll, ist noch nicht abschließend geklärt. „Es gibt Anfragen von zwei Hammer Gemeinden, die eine Friedhofs-Glocke suchen“, berichtete Pfarrer Bernd Mönkebüscher. Falls sich die kleine Glocke als noch zu groß erweise, könne es aber auch sein, dass beide Exemplare im Umfeld der Agnes-Kirche aufgestellt würden.
Im Vorfeld des fünfhundertsten Jahrestages der Altarweihe von 1511 wurde geprüft, ob der Dachreiter ein Geläut von vier Glocken tragen kann. Die Prüfung fiel positiv aus, allerdings unter der Voraussetzung, dass der Turm zuvor saniert wird. Am 21. Mai des Jahres 2010 wurden von der Traditionsfirma Rincker im hessischen Sinn vier neue Bronzeglocken für die Agnes-Kirche gegossen. Die neuen Bronzeglocken wiegen zwischen 150 und 350 Kilogramm. Ihr Durchmesser beträgt bis zu 83 Zentimeter. Diese kosteten etwa 22.000 Euro, welche durch Spenden der vier Tochtergemeinden St. Georg, St. Josef, Herz-Jesu und Liebfrauen zusammengetragen wurden. Die neuen Glocken sollten die beiden stark beschädigten Stahlglocken ersetzen. Sie trafen am Donnerstag, den 1. Juli 2010, mit Verspätung in Hamm ein, nachdem der Fahrer zunächst versehentlich an der Pauluskirche auf die Entgegennahme seiner Ware gewartet hatte. Um 13:17 Uhr wurden die beiden alten Agnes-Glocken geläutet, um die Ankunft der vier neuen Klangkörper zu verkünden, die mit Motiven des Kölner Bildhauers Götz Sambale zum Sonnengesangs des Heiligen Franziskus verziert und den Worten „1511 Altarweihe St. Agnes Hamm 2011“ versehen sind. Diese wurden zunächst im Seitenschiff der Kirche gelagert und dann am 8. August 2010 durch Weihbischof Manfred Grothe eingeweiht. In der Weihpredigt erinnerte Bischof Grothe daran, dass die Glocken mit dem Schlagen am Morgen, Mittag und Abend den Rhythmus des Tages abbilden. Sie seien aber auch Abbild des Rhythmus des Lebens, denn sie erklängen zu dessen Beginn und Ende. Damit sprächen sie von der Unendlichkeit Gottes und zugleich von der Endlichkeit menschlichen Lebens. Am 20. September 2010 wurden die alten, nach dem Zweiten Weltkrieg gefertigten Gussstahlglocken demontiert, nachdem sie 57 Jahre im Dachreiter von St. Agnes gehangen hatten. Die neuen Glocken wurden paarweise übereinander angebracht. Nachdem die bisherigen Glocken über einen Elektromotor samt Kette angetrieben wurden, werden die neuen Glocken mittels Magneten gesteuert. Dies spart Platz und ist leiser. Das Gestühl wurde aus akustischen Gründen aus Holz gefertigt. Die neuen Glocken wurden Ende Oktober in den für 118.000 Euro (70 % dieser Kosten trug das Generalvikariat des Bistums, 30 % wurden durch Spenden gedeckt) sanierten und verstärkten Dachreiter gehievt. Im November wurden dann die Restarbeiten erledigt. Das komplette neue Geläut erklang erstmals am Vorabend des ersten Advents.

### Gemeinde
Nach der Aufhebung des Franziskanerklosters übernahmen die Pfarrer von St. Agnes die seelsorgerische Betreuung der Hammer Katholiken. 1847 wurde der unmittelbar vor dem Eingangsbereich gelegene Vorplatz geschaffen, indem der Pastoratgarten aufgegeben wurde. Dessen Mauer wurde auf Abbruch verkauft und die Obstbäume zum Verkauf angeboten. Am 18. Dezember 1849 wurde das St.-Marien-Hospital an der Brüderstraße eröffnet. Am 13. Dezember 1887 konnte durch Pfarrer Josef Middendorf das katholische Waisenhaus (Kinderheim Vorsterhausen) an der Wilhelmstraße eingeweiht werden. 1897 wurde die Josefsgemeinde im Hammer Westen, 1909 die Liebfrauengemeinde im Hammer Süden und 1956 wurden die Herz-Jesu-Gemeinde und die Georgsgemeinde im Hammer Osten von der St. Agnes-Gemeinde abgepfarrt. Die beiden Letztgenannten bilden seit August 2007 zusammen mit der St. Agnes-Gemeinde den Pastoralverbund Hamm-Mitte. Am 1. Juni 2010 schlossen sich dem Pfarrverband weitere Gemeinden aus dem Hammer Osten an.
Am 13. März 2011 wurden die Gottesdienstbesucher der Kirchen St. Agnes, Herz Jesu und St. Georg über den Beschluss der drei Kirchenvorstände und des Gesamtpfarrgemeinderats informiert, den Pastoralverbund Hamm-Mitte zum 1. August 2011 zu einer gemeinsamen Pfarrei St. Agnes zusammenlegen zu wollen. Dadurch entsteht in Hamm eine Großgemeinde, wie sie bereits zuvor über Jahrzehnte existierte, schließlich waren Herz-Jesu und St. Georg erst in den 1950er Jahren von St. Agnes abgepfarrt worden. Bei der Gemeindeversammlung am 8. April um 19 Uhr in der St. Georgskirche will Gemeindevorsteher und Pfarrer Bernd Mönkebüscher, der Leiter des Pastoralverbandes Hamm-Mitte-Osten, über die Hintergründe der Pläne und ihre Einordnung in die pastorale Entwicklung der katholischen Kirchen in Hamm und im Erzbistum Paderborn informieren. Die Bildung der Großgemeinde bleibt dabei nur ein erster Schritt. Angesichts schwindender Mitgliederzahlen und Priestermangel sollen in Hamm bis 2025 alle katholischen Gemeinden südlich der Lippe einem einzigen Pastoralverbund angehören. Als Dienstsitz des für die Leitung verantwortlichen Geistlichen ist Liebfrauen im Hammer Süden vorgesehen.

### Pfarrer von St. Agnes
- 1825–1827: Pfarrer Pius Ortmeyer
- 1828–1872: Pfarrer und Landdechant Mathias Belmann
- 1872–1898: Pfarrer und Dechant Josef Middendorf
- 1898–1920: Pfarrer und Dechant Albin Sandhage
- 1921–1930: Pfarrer Josef Bömer
- 1930–1949: Pfarrer und Dechant Hermann Brück
- 1949–1977: Pfarrer und Dechant Franz Thöne
- 1977–2007: Pfarrer Heinz-Josef Hartmann
- 2007 - : Pfarrer Bernd Mönkebüscher

## Die historische Agneskapelle
Als ursprüngliches Zentrum des von ihm begründeten Klosters hatte Gerhard Graf von der Mark zu Hamm dem Orden der Franziskaner-Observanten die der Heiligen Agnes geweihte Kapelle der Stadtburg Hamm zur Verfügung gestellt. Die Kapelle wurde zu Beginn des 16. Jahrhunderts durch die wesentlich größere Agneskirche ersetzt. Die ursprüngliche Agneskapelle ist somit seit über 500 Jahren nicht mehr existent. Dennoch weiß man heute in etwa, wie die Kapelle einst ausgesehen hat und welche Gebäude in ihrem Umfeld existierten. Die Rekonstruktion wurde durch die Dokumentation des Maurerpoliers Wilhelm Potthoff ermöglicht. Dieser hatte bereits 1932 im Zuge von Bauarbeiten an der Kirche Spuren älterer Gebäude entdeckt. Zwischen September 1947 und Juli 1948 war er an der Beseitigung der Bombentrümmer beteiligt und nutzte diese Gelegenheit, die Baugeschichte des Gebäudekomplexes zu erforschen. Dabei erhielt er Unterstützung durch die Pfarrgemeinde, die stets großes Interesse an der Geschichte des Franziskanerklosters zeigt. Hervorzuheben ist dabei vor allem Kirchenvorstandsmitglied Wilhelm Mellmann (1876–1953), Schulrektor und Lokalhistoriker. Potthoff hielt seine Beobachtungen, Ausgrabungen und Vermessungen in einem detaillierten, handschriftlichen Bericht fest. Dieser befindet sich heute im Pfarrarchiv der St. Agnes-Gemeinde. Er fand zunächst nur vereinzelt Beachtung und wurde erst 2005 in einer Publikation des Städtischen Gustav-Lübcke-Museums wissenschaftlich ausgewertet.
Die Rest der Agneskapelle wurden im September 1947 gefunden. Bei den Ausschachtungsarbeiten für den neuen Heizungskeller stieß man in etwa 1,50 Meter Tiefe auf ihre Fundamentmauern. Wilhelm Potthoff legte daraufhin gezielt den Grundriss der Agneskapelle frei, der am 9. September 1947 vollständig offenlag. Die Kapelle hatte im Innenmaß insgesamt 17,90 Meter Länge, unterteilt in das Langhaus im Westen und den Chor im Osten. Das Langhaus war dabei 11,60 Meter lang und 9,40 Meter breit. Die nördliche Langhauswand und der östliche Teil der südlichen Langhauswand war noch im Original als aufgehendes Mauerwerk erhalten. Diese Teile der Kapelle hatte man in den Jahren 1507–1512 beim Bau der Kirche stehengelassen und in den Neubau einbezogen. Die hatten auch die Zerstörungen des Zweiten Weltkriegs überstanden. Das verwendete Bruchsteinmaterial unterschied sich von dem ansonsten in der Agneskirche verwendeten Material; die Anbaufugen waren deutlich zu erkennen.
In der nördlichen Langhauswand wurden mehrere Öffnungen gefunden, die später zugemauert worden waren. Dazu gehören zwei ebenerdige Türöffnungen von 1,80 Meter Höhe und 0,70 Meter Breite. Diese Türen führten in einen nördlichen Nebenraum der Kapelle, wahrscheinlich die Sakristei. Im erhaltenen Teil der südlichen Langhauswand fand sich in einer Höhe von 2,40 Meter ein zugemauertes, 2,40 Meter hohe und 1,60 Meter breites Fenster mit einem hohen Stichbogenabschluss. Die Kapelle war durch eine ungefähr 2,30 Meter breite Tür in der Mitte der Westfront erschlossen.
Der Chor war auf beiden Seiten um 1,20 Meter eingezogen, seine Gesamtbreite betrug somit 7 Meter. Tief war er hingegen nur 6,30 Meter. Er endete in einem Segmentbogen. Die Fundamente der Strebepfeiler zeigen, dass der Chorbereich eingewölbt war. Ungewöhnlich sind die beiden nach innen weisenden strebpfeilerartigen Fundamentvorsprünge im Scheitel des Chores. Vor der Außenwand finden sich Entsprechungen in der gleichen Flucht. Eine mögliche Erklärung ist, dass die Chorwand an dieser Stelle einen kleinen Turm trug, der über das Dach des Chores hinausragte. Womöglich wurden die Strebepfeiler oberhalb eines hier anzunehmenden Fensters in einem Bogen zusammengeführt und haben auf diese Weise das Gewicht des Turmes aufgefangen. Etwas Vergleichbares findet sich in der Kirche Zum Heiligen Geist (Kleine Kirche) in Burgsteinfurt, Kreis Steinfurt, die in den Jahren 1471 bis 1477 errichtet worden ist. Jedenfalls ist es für den Gottesdienst einer Ordensgemeinschaft unerlässlich, vom Chor aus die Glocken in einem Turm bedienen zu können. Wie aus einer Urkunde im Pfarrarchiv St. Agnes vom 20. März 1455 hervorgeht, hatte die Franziskanerkapelle bereits zum Zeitpunkt der Übergabe einen Turm mit Glocken.
Der Sakristeiraum erstreckte sich über die gesamte Nordseite des Langhauses. Seine lichte Breite betrug laut Potthoff 3,60 Meter, allerdings geht dieser Wert vermutlich auf einen Irrtum zurück. Die lichte Breite betrug tatsächlich 2,40 Meter. Dieser Bereich blieb bis 1944 in seiner Breite unverändert und wird in allen Aufmaßen des 19. und 20. Jahrhunderts mit 2,30 oder 2,40 Meter angegeben. Potthoff beobachtete in der nördlichen Langhauswand in 3,15 Meter Höhe eine Tür von 0,70 Meter Breite. Außerdem fanden sich Spuren einer Treppe, die aus westlicher Richtung zur Tür hinauf führte. Er schlussfolgerte daraus, dass im Westen des Langhauses eine Empore existierte, die von der Nordseite zugänglich war, aus dem Nebenraum also.
Die beiden Fensteröffnungen, die er zusätzlich in seine Ansicht eingezeichnet hat, passen allerdings nicht zu dem Bild einer Kapelle mit Sakristei, die durch zwei Türen mit der Kapelle verbunden ist und von der aus man auch eine Empore erreicht. Zum einen finde sich in 3,25 Meter Höhe eine zugemauerte Fensteröffnung, die von Norden gesehen eine runde Form mit einem Durchmesser von etwa 2 Meter hat, von Süden her betrachtet dagegen eine quadratische Form mit Spitzbogen. Zum anderen gebe es westlich der Tür zur Empore in einer Höhe von 2,55 Meter über dem Fußbogen eine rechteckige, türartige, ebenfalls zugemauerte Öffnung. Diese beiden Öffnungen ergeben im Zusammenhang mit dem Nebenraum keinen Sinn. Sie können also nur in einer Zeit eine Funktion gehabt haben, als nördlich der Nordwand der Kapelle noch kein Bauteil existierte. Vorstellbar ist also, dass diese Wand zunächst zu einem älteren Bauteil gehörte, das dann um den Nebenraum ergänzt worden ist. Auch der Chor ist eventuell später an ein bereits existierendes Gebäude angebaut worden. Bedingt durch die geringe Einziehung von nur etwa 1,20 Meter fehlte der Platz für die sonst übliche Aufstellung von Seitenaltären. Womöglich waren für die Grundrisskonzeption der Kapelle durch bestehende Baustrukturen im Norden und den Verlauf der Brüderstraße im Süden bestimmte Rahmenbedingungen zu beachten.
Potthoff entdeckte im Chorbereich der Kapelle zwei Gräber im Fließsand. Es handelt sich um Holzsärge von 5 Zentimeter Brettstärke, die erhalten waren, jedoch keinen Deckel mehr hatten. Eine Datierung der Bestattungen war nicht möglich.
Die Dokumentation Potthoffs deckt sich in weiten Teilen mit der Baubeschreibung Ossenbergs auf dem Jahre 1936.

### Gebäude A
Die Agneskapelle stand zur Zeit der Klostergründung 1455 nicht allein nördlich der Brüderstraße. Vielmehr gibt es Belege für einen Komplex aus mehreren Gebäuden in diesem Bereich. Nordöstlich der Agneskapelle stand ein Nord-Süd ausgerichtetes Haus (Gebäude A) mit Innenmaßen von 7,60 Meter × 7,74 Meter. Es diente über Jahrhunderte, und nach dem Wiederaufbau bis heute, als Sakristei.
Die Decke des Erdgeschosses war zweijochig und bestand aus Kreuzrippengewölben. Die zweibahnigen Fenster mit spitzbogigem Umriss zeigten im Bogenfeld Maßwerk in Form von Vierpässen aus Spitzbögen sowie Gewände mit weiten Hohlkehlen. Im 19. und 20. Jahrhundert fanden sich in der Ostseite zwei derartige Fenster, eine in der Nord- und eines in der Westseite. Unter den beiden Ostfenstern fand sich innen eine Nische.
Die beiden Schlusssteine der 4,50 Meter hohen Gewölbe konnten aus den Trümmern gerettet werden. Der eine zeigt das Gesicht Christi, der andere ein mit Eichenlaub umwundenes Gesicht. Der erste findet sich heute im Durchgang vom Chor zur Sakristei in die Wand eingelassen, der andere im nördlichen Seitenschiff über der Tür zum Innenhof des ehemaligen Klosters.
Der Boden bestand aus regelmäßigen und großen Sandsteinplatten mit einer Stärke von 8 bis 10 Zentimeter. Er lag 25 Zentimeter tiefer als der in der zerstörten Kirche.
Die kunstgeschichtliche Einordnung des Maßwerkes in den Fenstern und der Schlusssteine datiert den Bau in die erste Hälfte des 14. Jahrhunderts. Potthoff berichtet, dass die Mauern um die Spitzbogen-Fenster herum die Umrisse älterer Spitzbogen-Fenster enthielten. Sollte es den Tatsachen entsprechen, dass hier größere Fenster auf das Spitzbogen-Format verkleinert worden sind, wäre Gebäude A noch früher anzusetzen. Einen sicheren Beleg dafür gibt es aber nicht.

### Gebäude B
Ein weiteres Gebäude stand nördlich der Westfront der Agneskapelle. Es wurde unter dem Fußboden des Schul- bzw. ehemaligen Klosterkomplexes gefunden. Der quadratische Klosterkomplex nördlich der Agneskirche entstand im 17. und 18. Jahrhundert. Vor Bau des Klosterquadrums wurde in diesem Bereich und großen Teilen der Altstadt von Hamm der Erdboden deutlich angehoben. Dies führt dazu, dass das Klosterquadrum auf einem wesentlich höheren Niveau angelegt wurde als die Angeskapelle und die sie umgebenden Gebäude. Der östliche Klosterflügel wurde auf den Erdgeschossmauern von Gebäude B errichtet. Dieses blieb zumindest im Bereich der von Potthoff dokumentierten auf diese Weise erhalten.
Das von Nord-Süd ausgerichtete Gebäude B hatte eine Länge von 9,15 Meter, eine Breite von 5,30 Meter und war durch zwei Eingänge vom Ost-West-Gang aus erschlossen. In der Ostmauer waren vier Stichbogen-Fenster zu finden. Diese hatte 1,70 Meter Höhe und einem Meter Breite. Das Widerlager der Gewölbe in drei Meter Höhe an der Nordmauer des Ost-West-Gangs waren deutlich sichtbar. Durch zwei Gurtbogen wurde der Ansatz des Gewölbes an der Decke in drei Felder geteilt. Die Wand zwischen den Türen trug eine 1,40 Meter hohe und 0,85 Meter breite Malerei. Ein betender Engel mit erhobenen Armen und Händen wurde auf weißem Untergrund in gelblichem Farbton gezeigt. Die Gewand- und Flügelränder waren in rötlich-braunem Ton abgesetzt. Über dem Engel stand in lateinischer Schrift „Regina Angelorum“, unter dem Engel „Ora pro Nobis“.
Gebäude B war zweigeschossig, entweder von vornherein oder später aufgestockt. Das Obergeschoss war mit Hilfe einer Treppe vom angrenzenden Ost-West-Gang aus zu erreichen. Unter der östlichen Grundmauer von Gebäude A lokalisierte Potthoff unterhalb des südlichen Fensters einen Brunnen mit einem Durchmesser von 1 Meter, einer Tiefe von 4,80 Meter und einem Wasserstand von 3,60 Meter. Der Brunnen war durch einen 0,25 Meter dicken Mühlstein abgedeckt.
Gebäude B könnte, bedingt durch seine Ausrichtung in der Flucht der Westwand der Agneskapelle, der ursprünglichen Bauphase angehören, es könnte aber auch später errichtet worden sein. Potthoff hielt das Gebäude für die 1521 geweihte Bethlehemskapelle.

### Ost-West-Gang
Bereits in der frühen Phase des Klosters muss ein Ost-West-Gang existiert haben. Bis ins Jahr 1889 verlief im Norden des Mittelschiffs der Agneskirche eine geschlossene Wand, welche die Kirche vom Klosterquadrum trennte. Dann wurde sie entfernt, um den dahinterliegenden Bereich (wiederum) als nördliches Seitenschiff dem bis dahin zweischiffigen Kirchenraum zuzuschlagen. In der Wand gab es zwei horizontale Reihen von zugemauerten Öffnungen, die sich als flache Nischen abzeichneten. Die untere hatte dabei Stichbogenform, die obere Spitzbogenform. Die obere Reihe hatte dabei mit der Jocheinteilung der Kirche korrespondiert, die untere dagegen nicht. Sie muss daher aus einer älteren Phase stammen. Offenbar standen hier dereinst offene Bögen, die man mit Ziegelsteinen zugemauert hat. Im Übrigen bestand die Wand in allen Teilen aus Bruchsteinen. Die vermauerten Bögen gehören zur Südwand eines alten Ost-West-Gangs. Nach Potthoffs Zeichnungen verläuft die Nordwand des südlichen Klosterflügels im Abstand von 4,50 Meter parallel zu der besagten Bogenreihe. Auch dort gibt es zwei Reihen von Öffnungen, wobei die der unteren Reihe ebenfalls nicht mit den Jochen der Agneskirche übereinstimmen. In der Wand ganz im Westen sind die Eingänge zum Gebäude C zu erkennen. Im Osten finden sich zwei Eingänge zum Gebäude B und dazwischen drei bogenförmige Öffnungen. Diese zeigten sich 1947 zwar vermauert, waren aber noch erkennbar. Sie wirken nach außen niedrig, was durch die Anhebung des Außenbereichs bedingt ist. Potthoff vermutet im Osten ein viertes zugemauertes Fenster. Zwischen den Fenstern siedelt er kleinere Nischen an.
Obere und untere Reihe der Öffnungen in den Mauern des Ost-West-Gangs zeigen also nicht den gleichen Rhythmus. Dies lässt vermuten, dass der Gang zunächst eingeschossig war und später aufgestockt wurde. Nach Osten, zum Nebenraum der Agneskapelle hin, hatte der Ost-West-Gang einen rundbogigen Abschluss. Sein Zweck bestand vermutlich darin, den Nebenraum der Agneskapelle mit weiter westlich gelegenen Gebäuden zu verbinden, den Gebäuden B und C. Der Verbindungsgang wurde vermutlich in der Zeit unmittelbar nach der Klostergründung errichtet, als es galt, die zur Verfügung gestellten Bauten zu einem zusammenhängenden Komplex zu verbinden.

### Gebäude C
In der nordwestlichen Ecke des Gangs fand man eine zugemauerte Türöffnung mit einem Stichbogen von 1,80 Meter Breite. Später ist diese Öffnung auf 0,9–1,0 Meter Breite verkleinert worden. Nach Osten schloss sich ein Pfeiler an; er hatte eine Breite von 1,05 Meter. Danach kam eine weitere Öffnung mit Stichbogen, die 2,8 Meter breit und 3 Meter hoch war. Die Nordseite des Mauerwerks im Bereich der 1,8 Meter breiten Türöffnung und des Pfeilers war verputzt und weiß gestrichen. Potthoff nahm hier den Übergang zu einem anschließenden Gebäude an, das hier vor Errichtung des Westflügels des Klosterquadrums gestanden haben muss. Nach Potthoffs Feststellungen war die Höhe des Fußbodens in Gebäude C die gleiche wie die im Klostergang. Das Klosterquadrum hingegen lag auf einem wesentlich höheren Niveau. Potthoff konnte Ausrichtung und Dimensionen des Gebäudes nicht bestimmen. Abgesehen von den Türöffnungen sind keine baulichen Zeugnisse erhalten. Da nur eine der zugemauerten Türöffnungen verputzt war, könnten die beiden nebeneinanderliegenden Türen zu unterschiedlichen Zeiten genutzt worden sein.
Das Gebäude ist bei Errichtung des Westflügels des Klosterquadrums überbaut worden. Dabei soll die Ostmauer des Gebäudes C bei der Errichtung des Klosterflügels mitbenutzt worden sein, so dass zumindest sie in ihrer Position festgelegt wäre. Es ist denkbar, dass es sich bei dem Gebäude, an dem der Gang im Westen endete, um das Haus des Godert von der Recke handelt, das der Klostergründer Graf Gerhard 1453 angekauft hatte und das in diesem Bereich gelegen haben dürfte. 1957 stieß man bei der Fundamentierung des Vorbaus für das Eingangsportal der Agneskirche auf dem westlichen Vorplatz auf Baureste aus Grünsandstein, die mit dem Hofkomplex von der Recke in Verbindung gestanden haben könnten.
Der benachbarte Volmersteiner Hof hätte dann hinter Gebäude C gelegen.

### Späterer Ausbau der Agneskapelle
In seinem Buch von 1936 beschreibt Ossenberg das fast vollständig erhaltene Gerüst einer alten Deckenkonstruktion, einer sogenannten Holztonne mit spitzbogigem Zuschnitt, über dem Gewölbe der Kirche. Da diese Konstruktion mit ihrer Gliederung keinerlei Bezug auf die Jocheinteilung der Agneskirche nahm, andererseits aber von einer Konstruktion durchquert wurde, die sich an der Jocheinteilung der Agenskirche orientierte, fand Ossenberg keiner Erklärung und vermutete, die Holztonne sei älter als die Kirche.
Ossenberg wusste noch nicht, dass ich die Holztonnenkonstruktion in Ausrichtung und Breite genau an die Agneskapelle anschloss. Es handelt sich also wahrscheinlich um das Ergebnis einer Erweiterung der Agneskapelle nach Westen, die noch vor dem Bau der Agneskirche stattgefunden hat. Dieser Ausbau dürfte durch die Erlaubnis des Klostergründers zurückzuführen sein, die ursprünglich auf zwölf Patres beschränkte Größe des Konvents frei festzusetzen. Bei der Erweiterung ist dann die Südmauer des Klostergangs aufgestockt worden. In diesem Zuge wird auch die Vermauerung der Bögen dieses Gangs mit Ziegelsteinen vorgenommen worden sein. Es ist möglich, dass der gesamte Erweiterungsbau aus Ziegelsteinen gefertigt wurde.
Beim Bau der Agneskirche wurden dann die nördliche Langhauswand der alten Agneskapelle und der östliche Teil der südlichen Langhauswand in den neuen Chorbereich einbezogen. Gerade die Chormauern haben die Zerstörungen von 1944 noch relativ gut überstanden, so dass diese Mauerteile des Agneskapelle bis heute erhalten sind. Beim Bau der Agneskirche wurde Gebäude A an den Komplex angeschlossen. Dazu wurde der Kapellennebenraum nach Osten verlängert, um die Lücke zwischen Gebäude A (heutige Sakristei) und Chor zu schließen.

## Heutige Nutzung des Klostergeländes – Marienschule
Die Marienschule ist eine kirchlich-katholisch orientierte private Realschule auf dem Gelände des ehemaligen Franziskanerklosters. Sie grenzt an die St.-Agnes-Kirche an. Schulträger ist das Erzbistum Paderborn. Dieses unterhält weitere Realschulen in Attendorn, Brilon und Meschede, Gymnasien in Arnsberg, Attendorn, Brakel, Dortmund, Hagen und Neheim sowie Berufskollegs in Hamm und Paderborn.

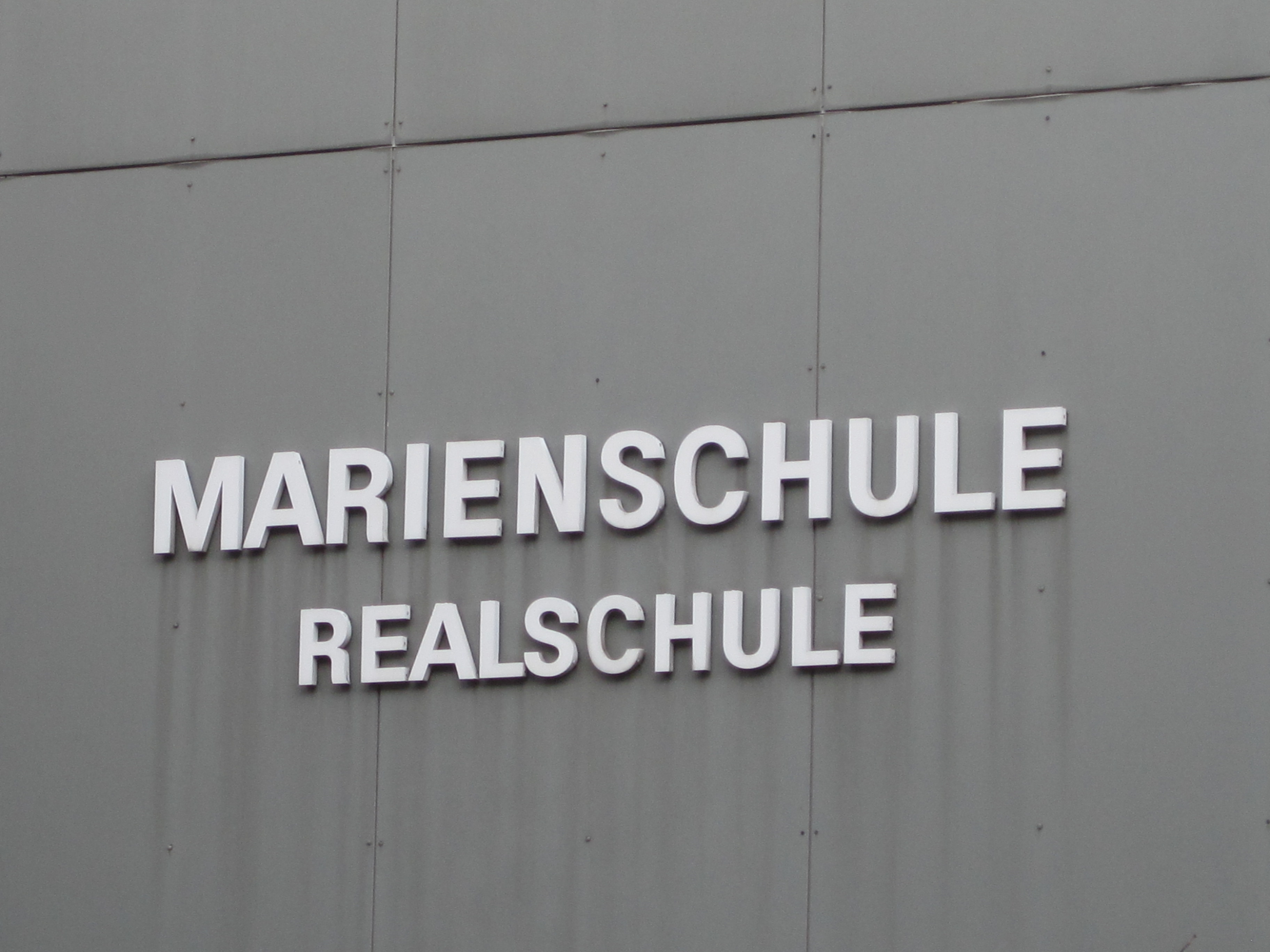
Schriftzug „Marienschule“.
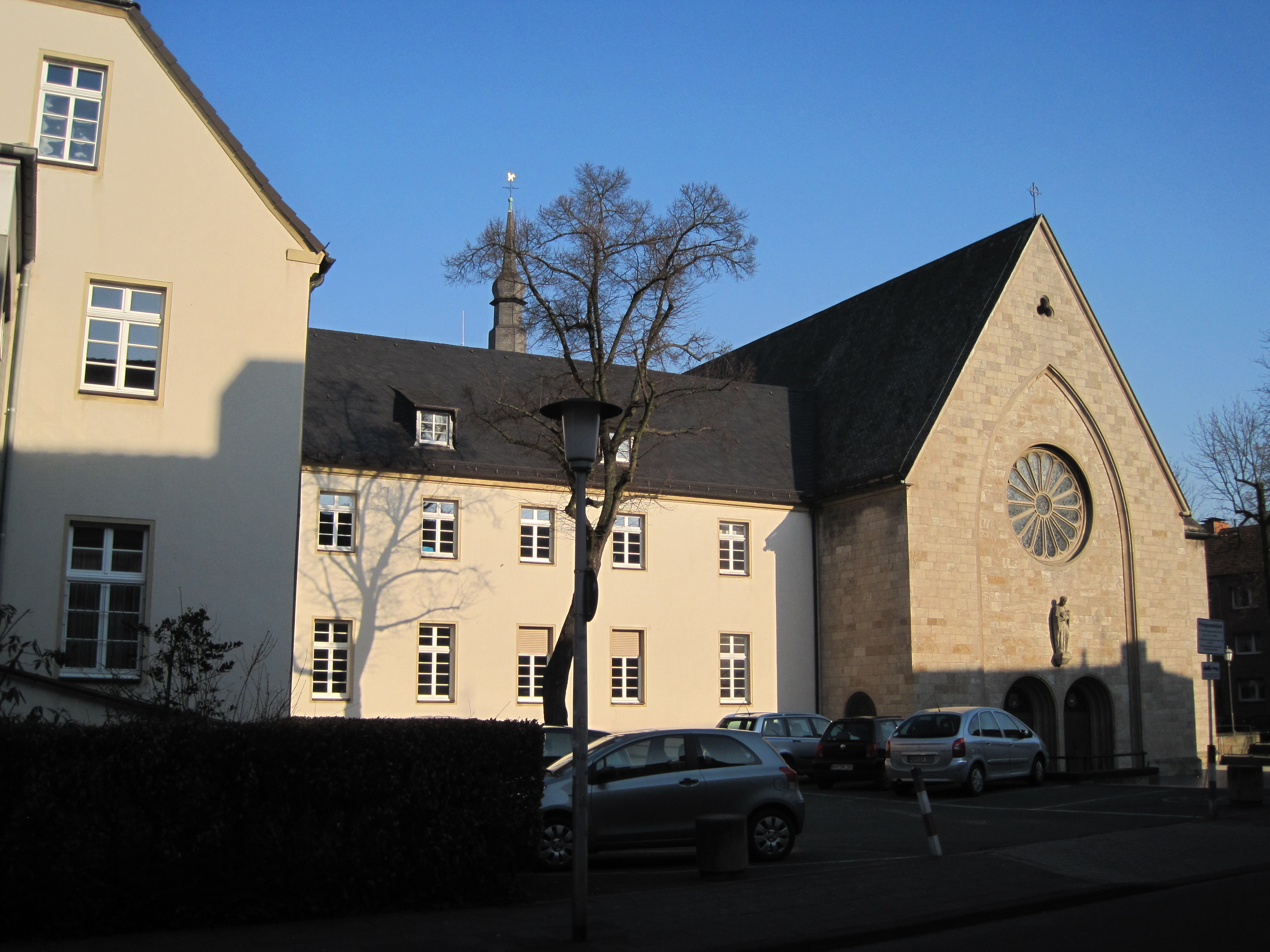
Vorderseite der Schule mit Anschluss an die St.-Agnes-Kirche.
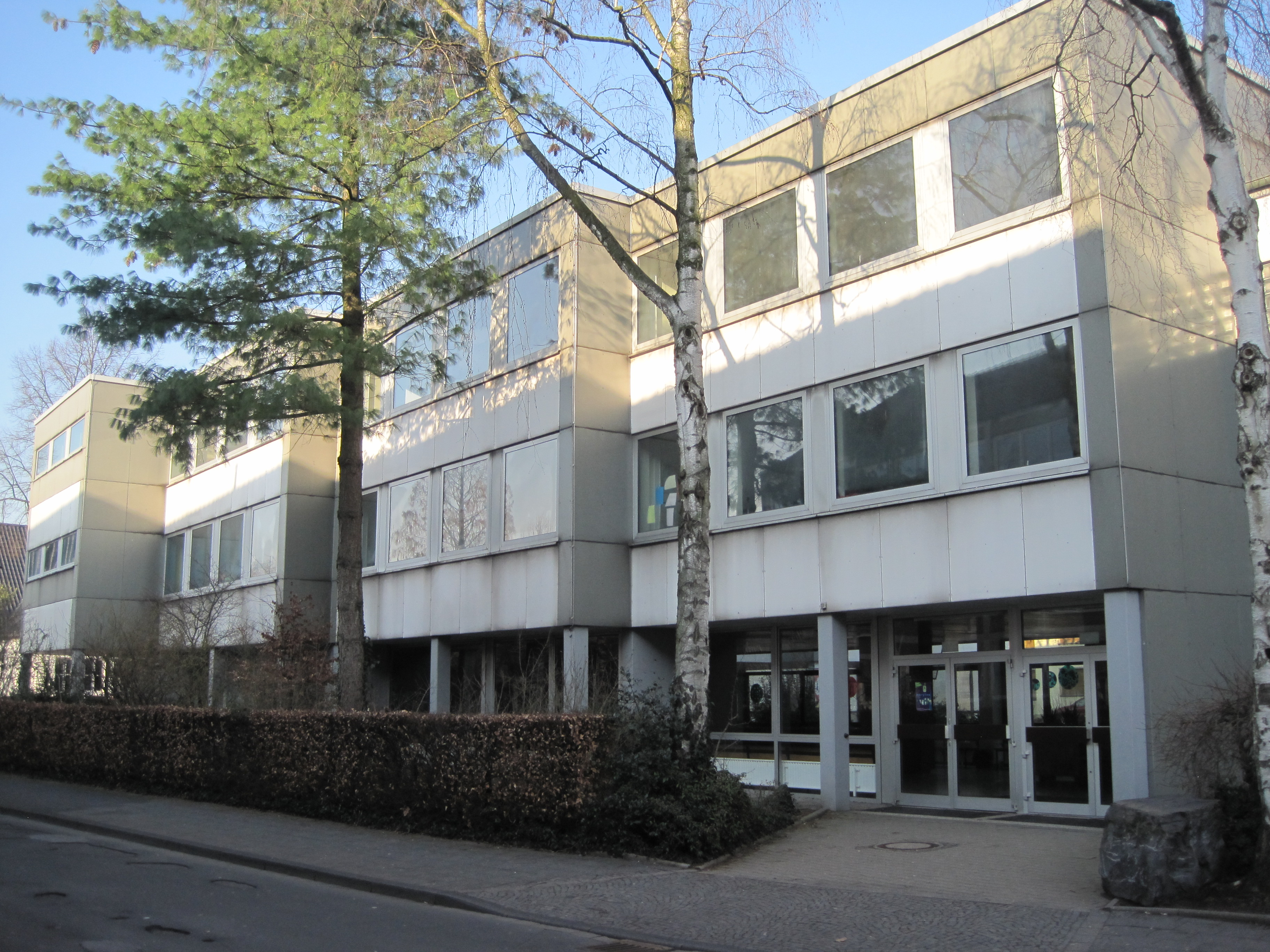
Vorderseite der Schule, Eingangsbereich.
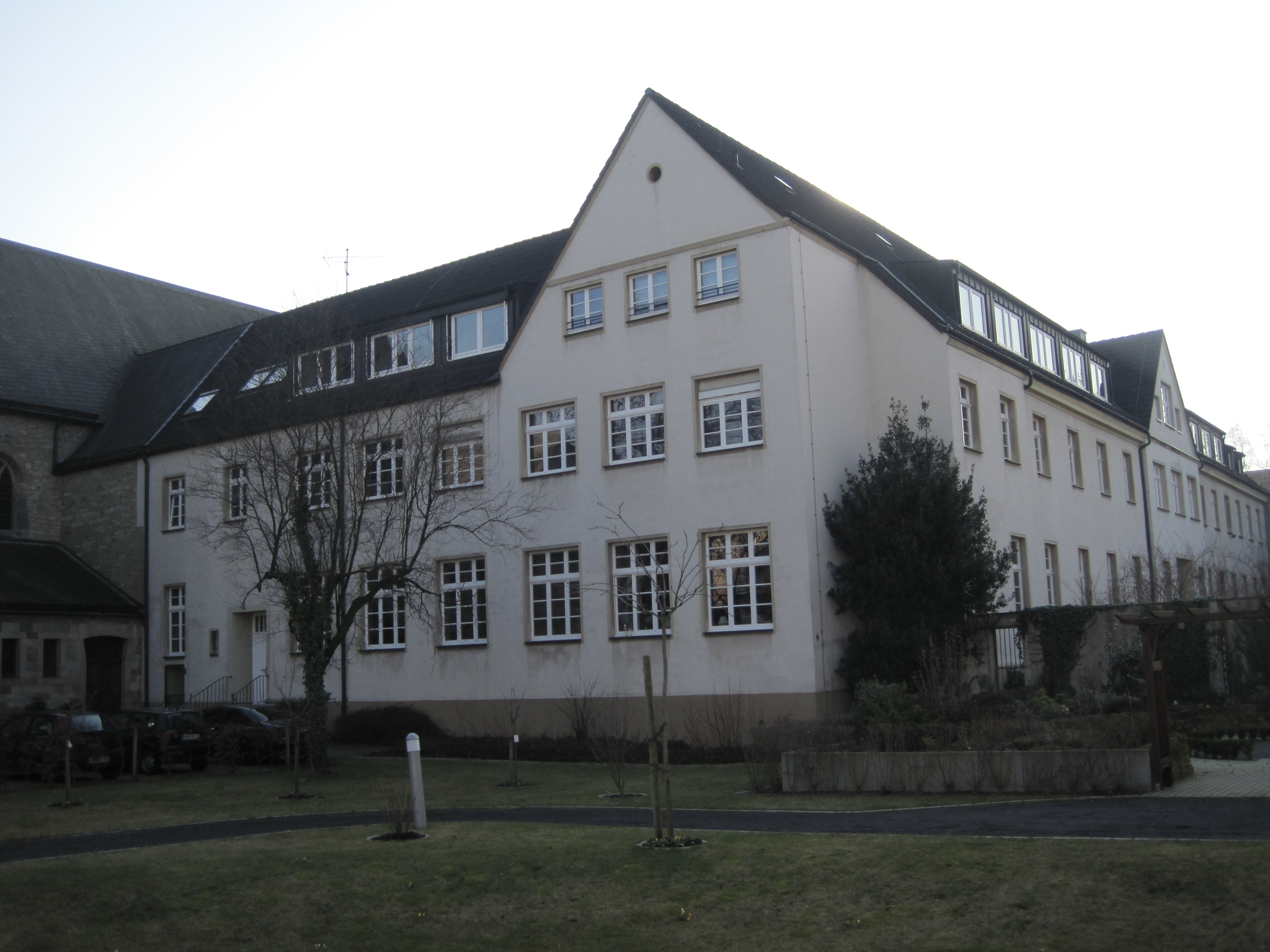
Rückseite der Marienschule zwischen St.-Agnes-Kirche und Seniorenzentrum.
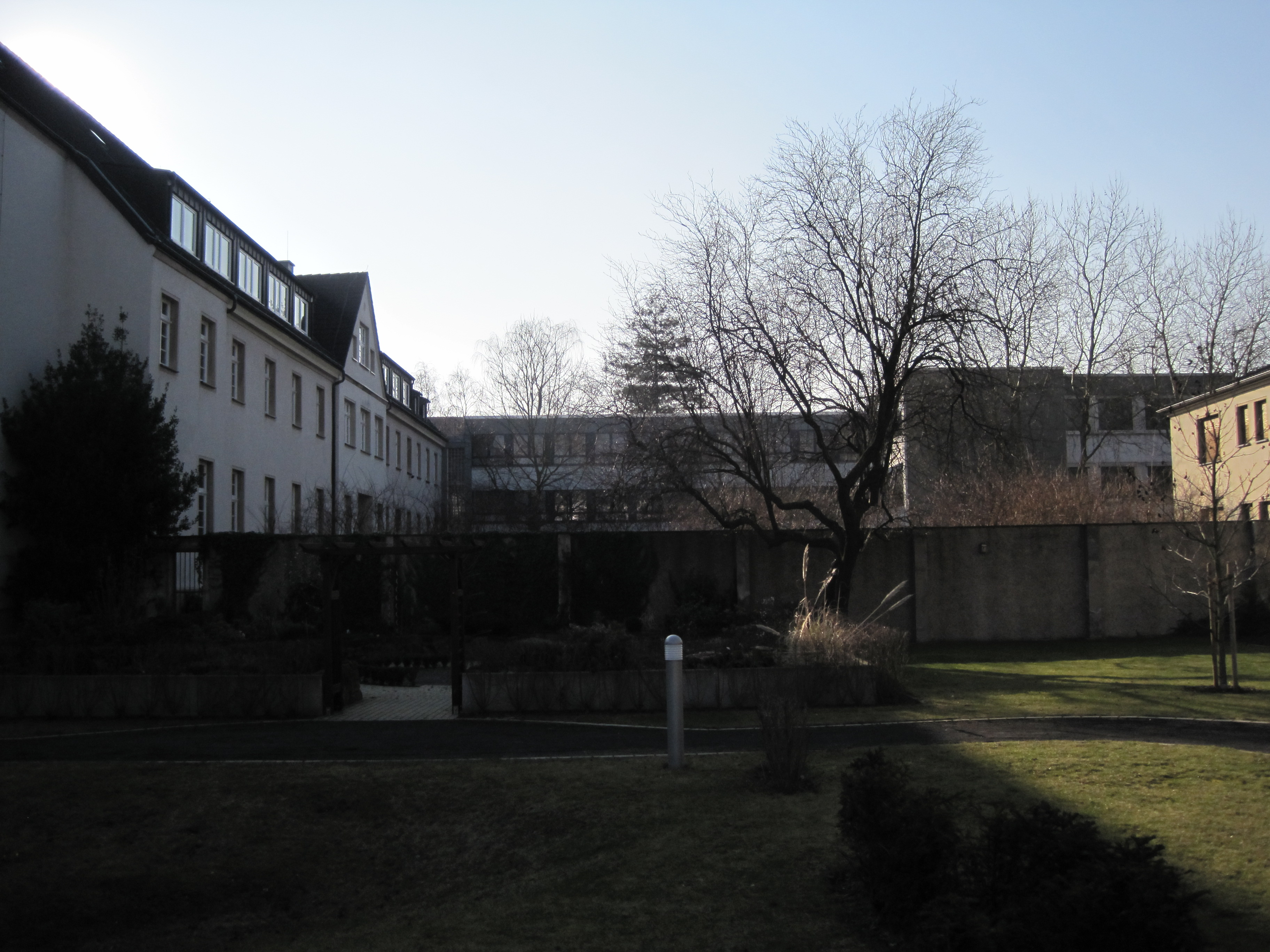
Rückseite der Marienschule zwischen St.-Agnes-Kirche und Seniorenzentrum.

### Größe
Die Schule hat heute über 30 Lehrkräfte und über 500 Schüler.

### Geschichte
Die Marienschule wurde Ostern des Jahres 1929 gegründet. Als Mädchenmittelschule stand sie zunächst unter der Leitung der Schwester Aurea von den Schwestern von der Göttlichen Vorsehung. Ab 1931 konnte der Schulbetrieb auf dem Gelände des Franziskanerklosters aufgenommen werden.
1943 wurden die Schwestern gezwungen, ihre Arbeit einzustellen. Das alte Gebäude wurde zum Ende des Zweiten Weltkriegs stark beschädigt. Alle alten Akten und Zeugnisse verbrannten. Erst nach dem Krieg konnte die Schule wiederaufgebaut werden. Dabei halfen die Schülerinnen der Schule tatkräftig mit, indem sie Steine als Baumaterial brachten.
Die Trägerschaft der Schule ging 1961 von den Ordensschwestern zunächst auf die St. Agnes Gemeinde, 1980 dann an den Erzbischof von Paderborn über.
1991 wurde die Koedukation eingeführt. 1996 erfolgte die Verabschiedung des letzten reinen Mädchenjahrgangs.
2004 feierte die Schule das 75-jährige Schuljubiläum.

## Weitere Einrichtungen mit Bezug zur St. Agnes-Gemeinde

### St.-Franziskus-Berufskolleg
Ebenfalls in der Nähe des ehemaligen Klostergeländes und im Einflussbereich der St.-Agnes-Kirche liegt das St.-Franziskus-Berufskolleg. Es handelt sich um ein Berufskolleg und berufliches Gymnasium von überschaubarer Größe mit Schwerpunkt auf dem Sozial- und Gesundheitswesen. Die Schüler haben die Möglichkeit, sich zum staatlich geprüften Sozialhelfer oder zum staatlich anerkannten Erzieher ausbilden zu lassen. Darüber hinaus bietet die in freier Trägerschaft des Erzbistums Paderborn stehende Schule die Möglichkeit, die allgemeinbildenden Abschlüsse der Fachoberschulreife, der Fachhochschulreife, der allgemeinen Hochschulreife (Abitur) und das Abitur für berufserfahrene Studierende, die bereits die Fachhochschulreife besitzen, zu erwerben.
Für Marienschule und Berufskolleg wird seit Januar 2011 an der Ecke Brüderstraße/Antonistraße eine Zweifachsporthalle errichtet.

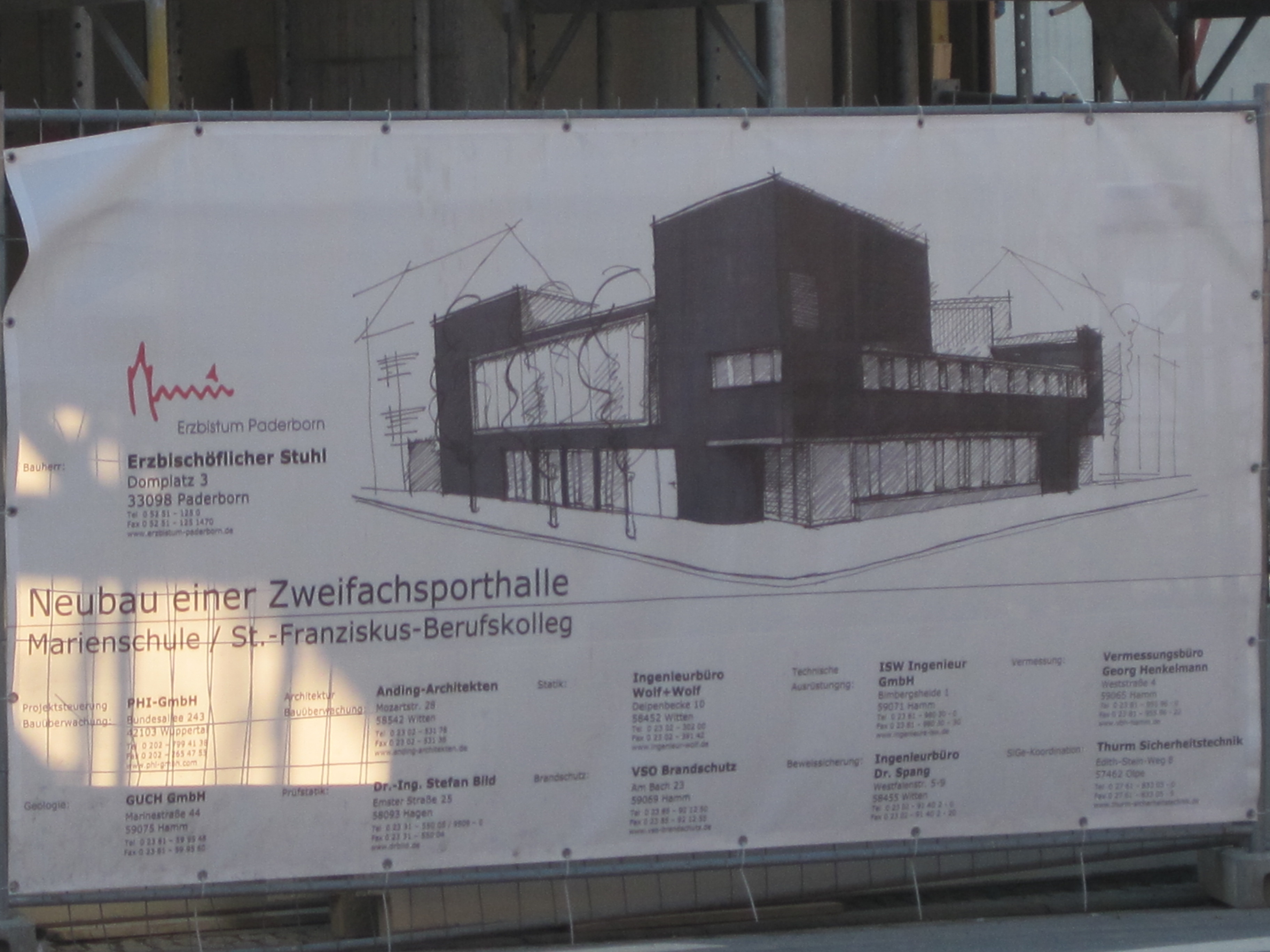
Bauplan für die Zweifachsporthalle.
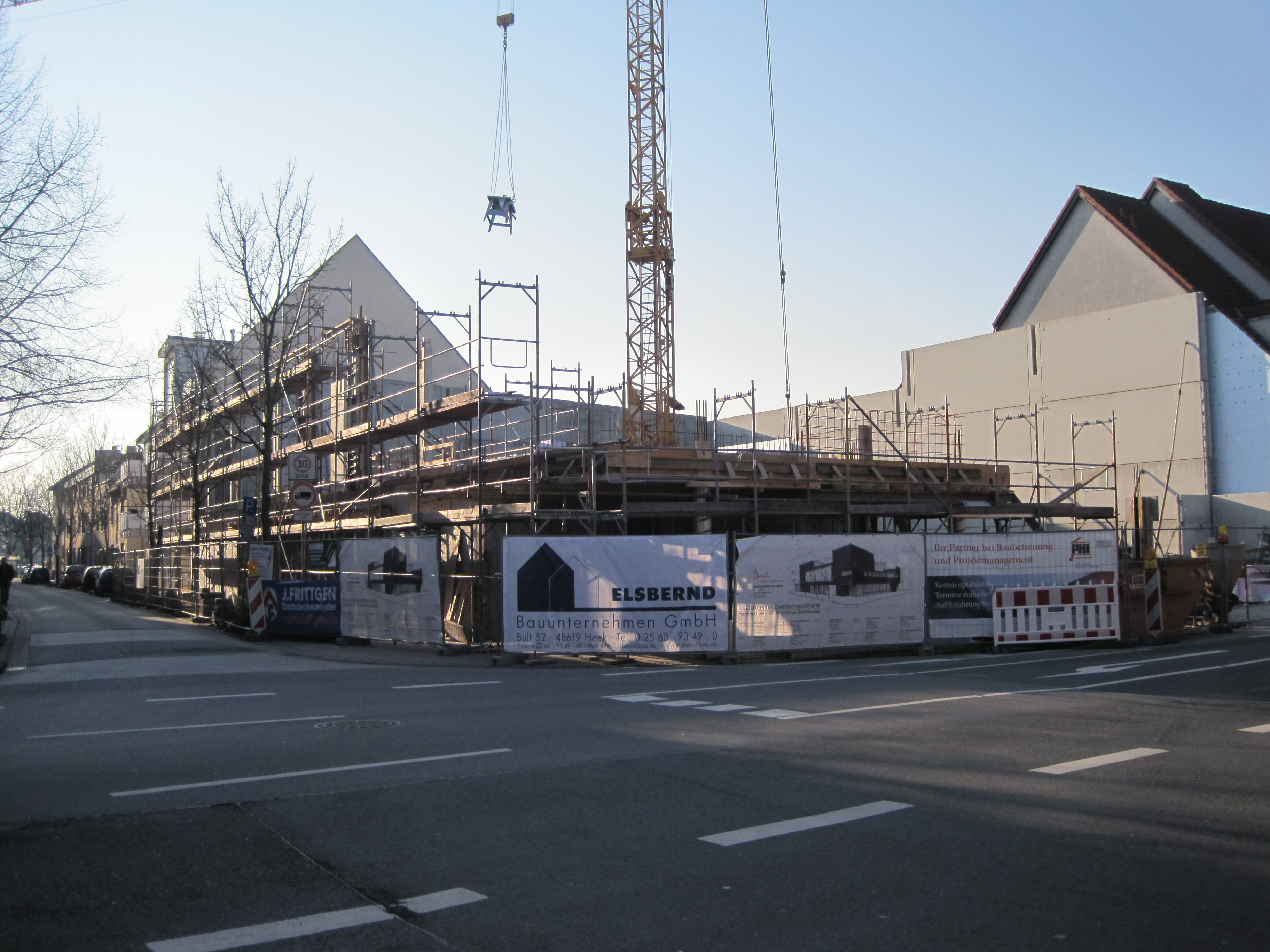
Baufortschritt am 3. März 2011.

### Kita St. Agnes
Bei der Kita St. Agnes handelt es sich um einen katholischen Kindergarten bzw. eine katholische Kindertagesstätte im Einflussbereich der St.-Agnes-Kirche.

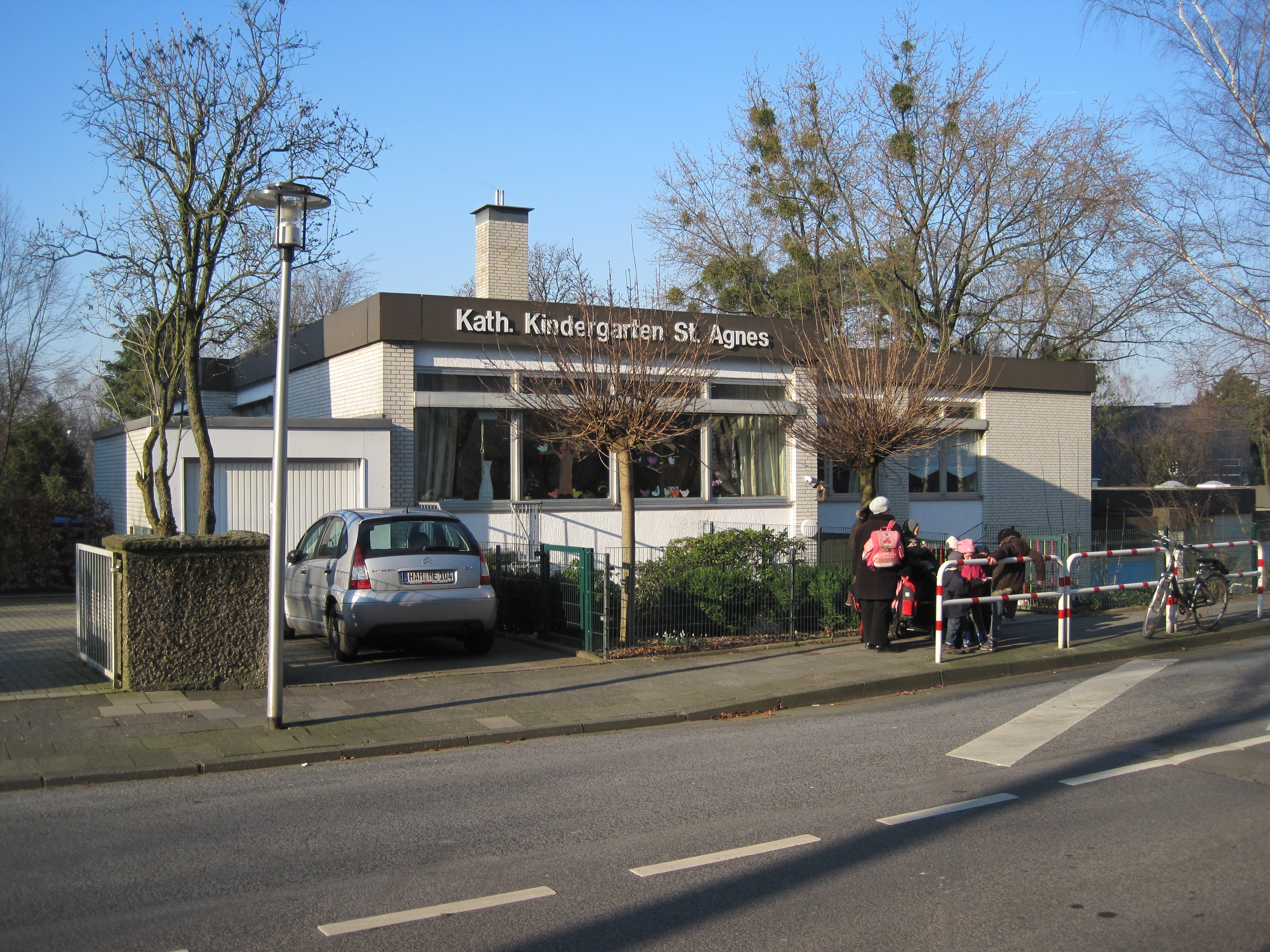
Kindergarten St. Agnes.
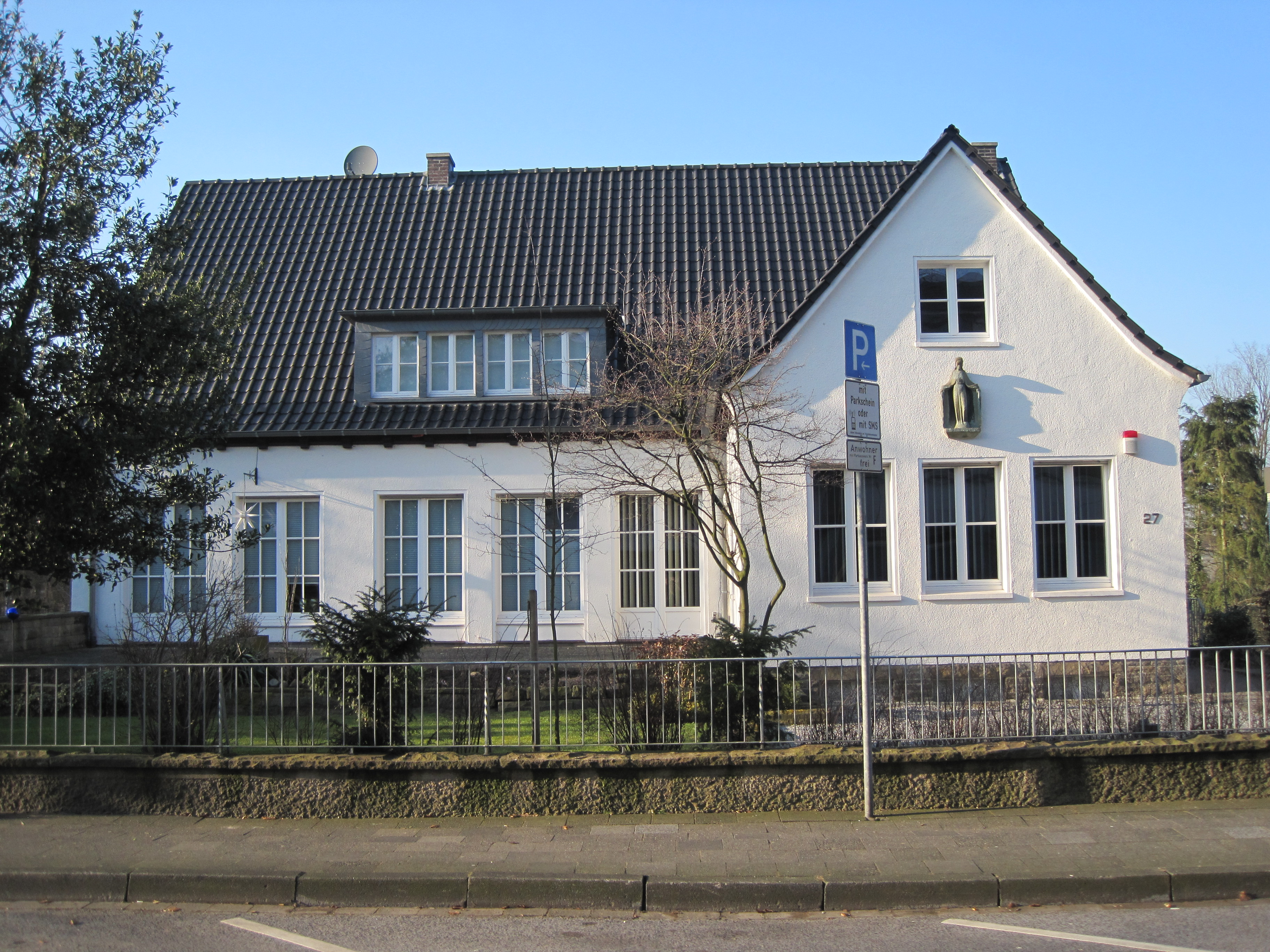
Pfarrbüro am Nordenwall.
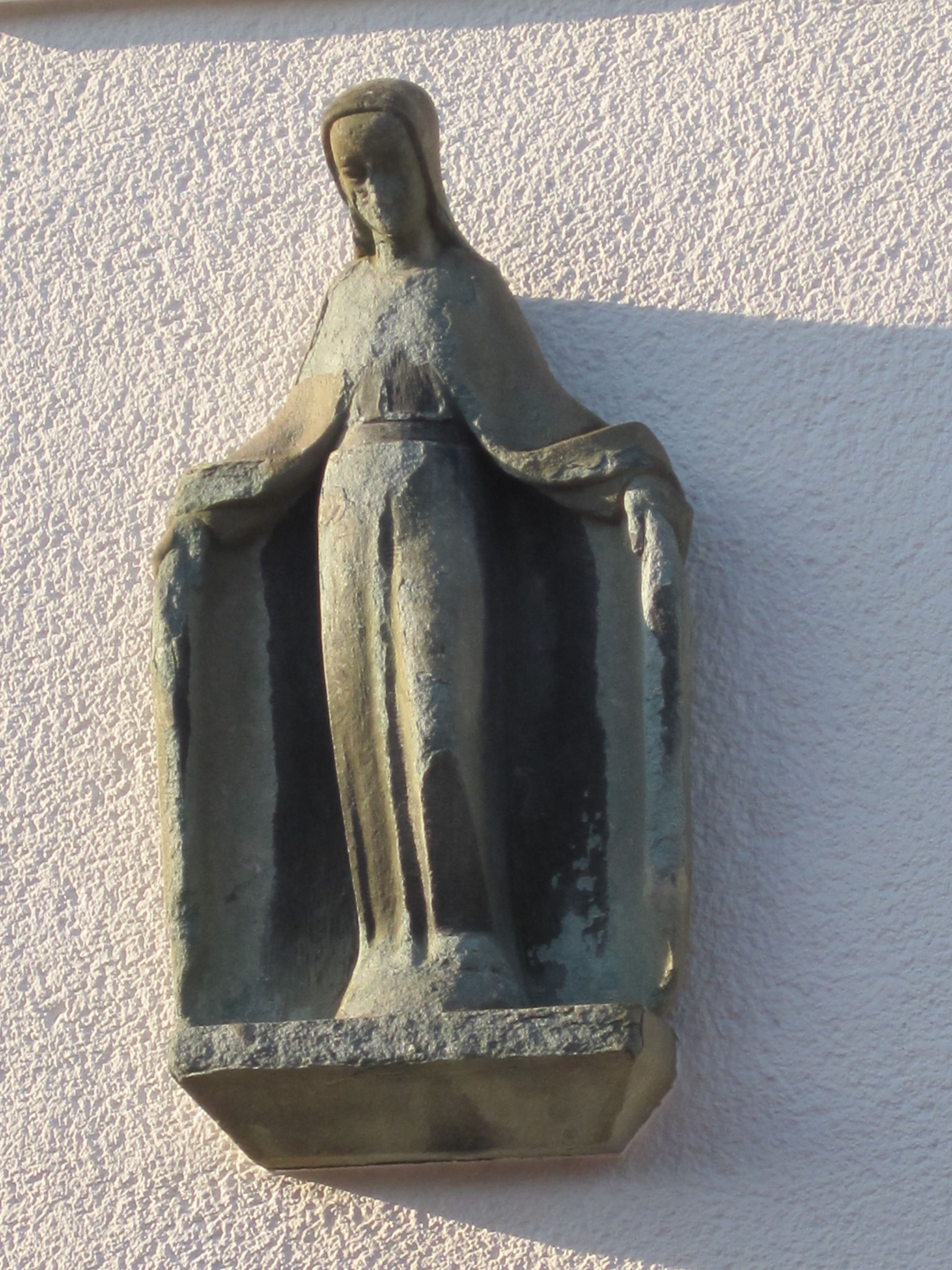
Agnesstatue am Pfarrbüro.

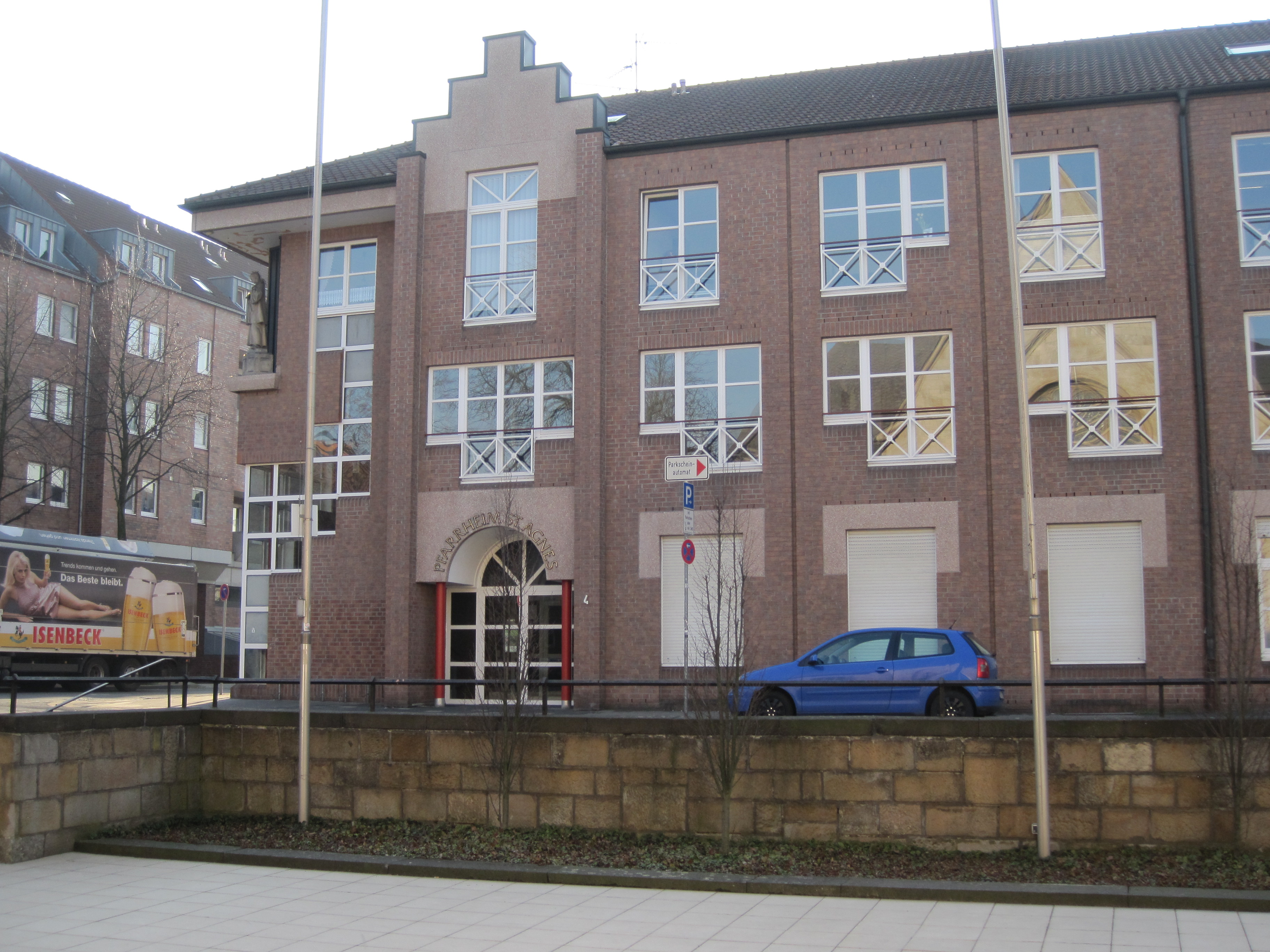
Pfarrheim an der Franziskanerstraße.
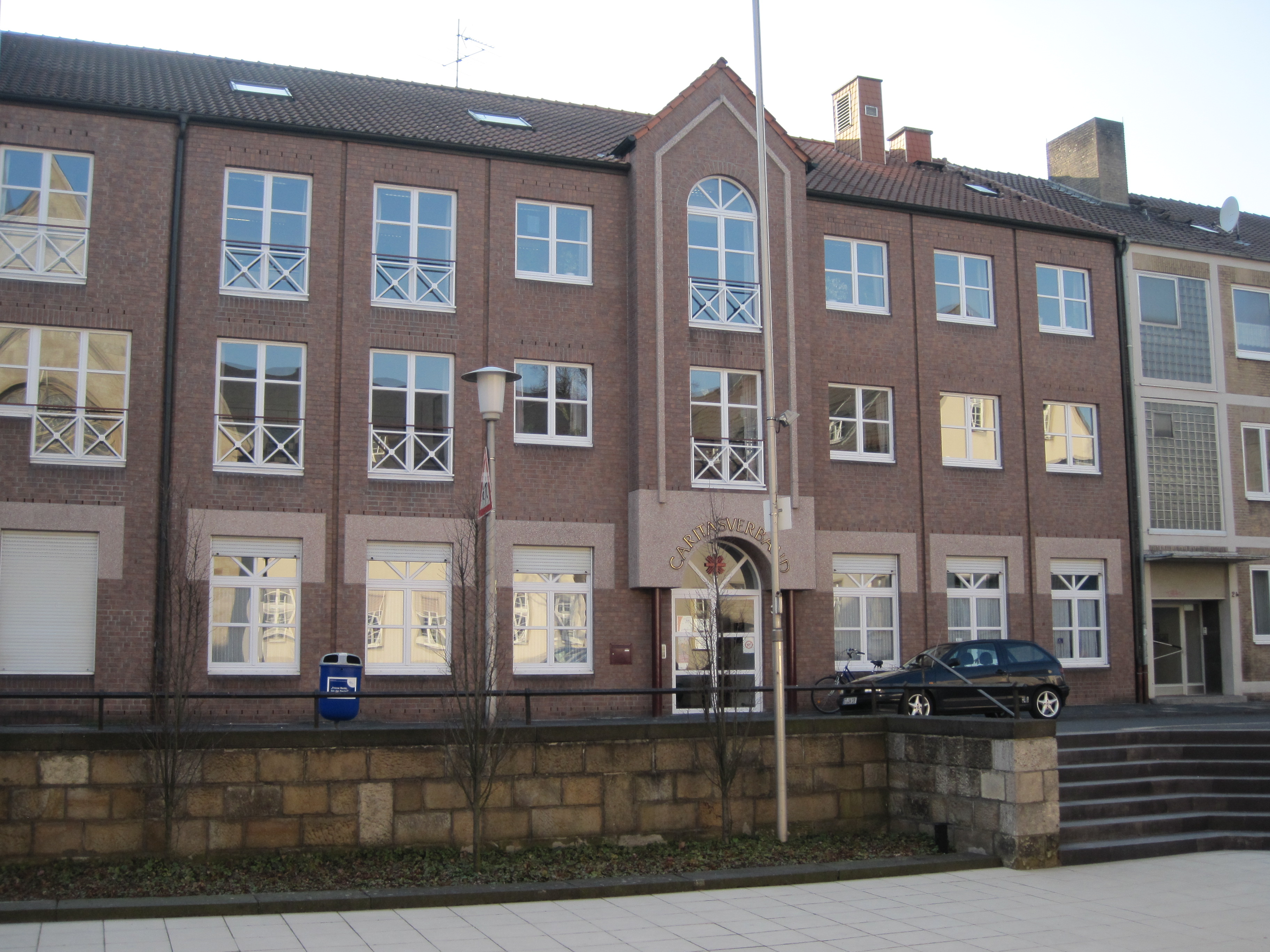
Caritasverband an der Franziskanerstraße neben dem Pfarrheim.
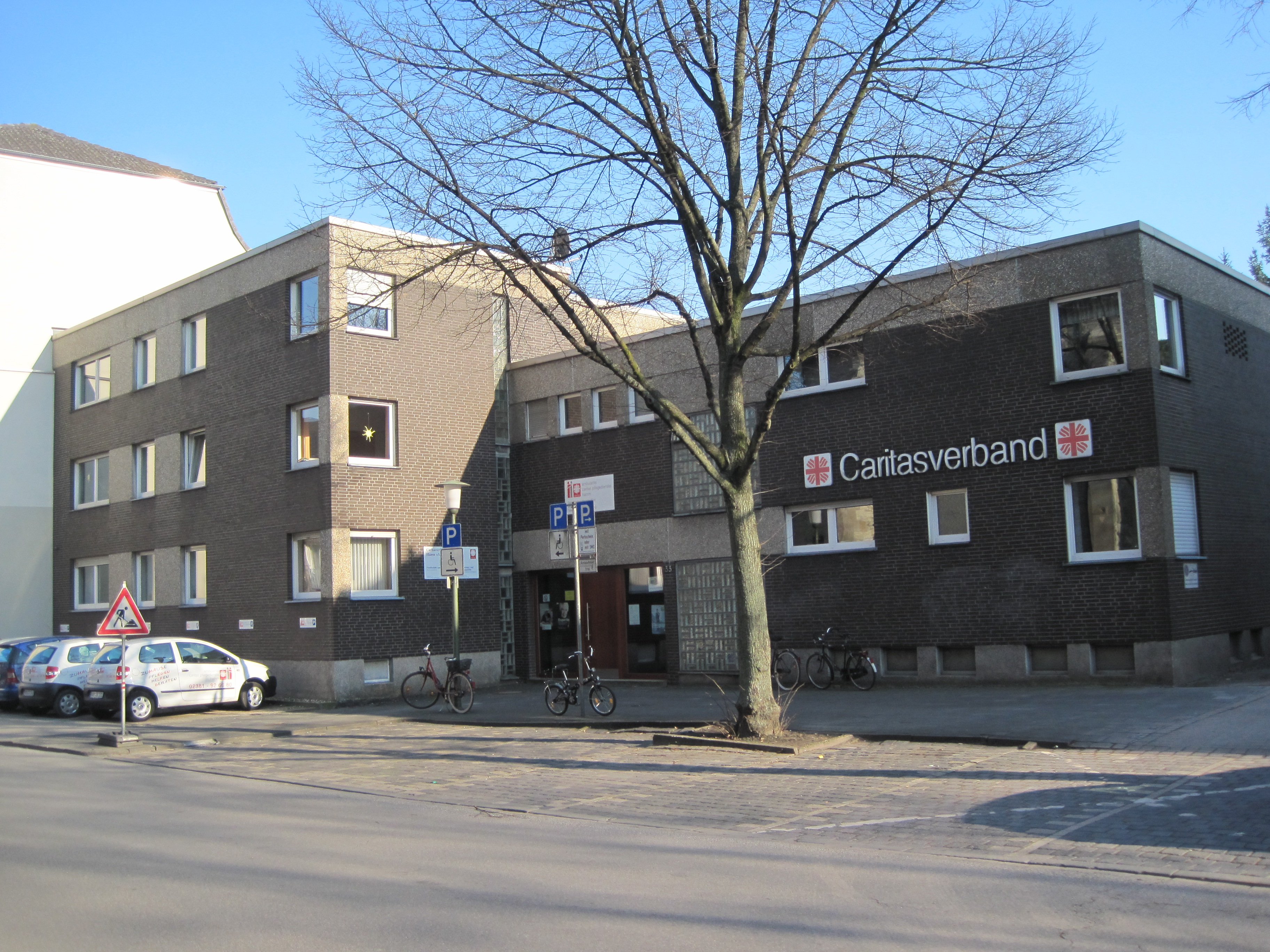
Caritasverband an der Brüderstraße neben der St.-Agnes-Kirche.

### Marienhospital
Das St. Marien-Hospital Hamm ist ein Krankenhaus in Hamm. Die Standorte beinhalten Kliniken für Kardiologie, für Psychiatrie und Psychotherapie, außerdem die Altentagesklinik. Das Gesamtklinikum ist ein Haus der Schwerpunktversorgung und Lehrkrankenhaus der Universität Witten-Herdecke. Mit 17 Fachdisziplinen und 584 Betten ist es auch das größte Klinikum der Region Hamm/Soest und Unna.
Nach der Cholera-Epidemie im Sommer 1849 gründete die St.-Agnes-Gemeinde das St.-Marien-Hospital, das unter der Leitung der Schwestern des heiligen Vincenz am 18. Dezember 1849 eröffnet wurde. Nach einigen Erweiterungen wurden von 1924 bis 1928 die Gebäudeteile errichtet, die die Grundsubstanz des heutigen Hauses darstellen. Im Zweiten Weltkrieg wurde das Hospital durch Luftangriffe zu 70 Prozent zerstört. Die Aufbauarbeiten gingen zügig voran, und bereits zum 100-jährigen Bestehen des Hospitals standen wieder 350 Betten zur Verfügung. 1984 übernahm das St.-Marien-Hospital Hamm die Kinderklinik St. Elisabeth am Nordenwall aus der Trägerschaft der Kirchengemeinde St. Agnes. Auch das Krankenhaus der Bundesknappschaft in der Knappenstraße wurde in diesem Jahr durch das St.-Marien-Hospital übernommen. 1999 wurde die Kinderklinik St. Elisabeth mit der Märkischen Kinderklinik zur „Klinik für Kinder- und Jugendmedizin“ unter Trägerschaft des Evangelischen Krankenhauses fusioniert.

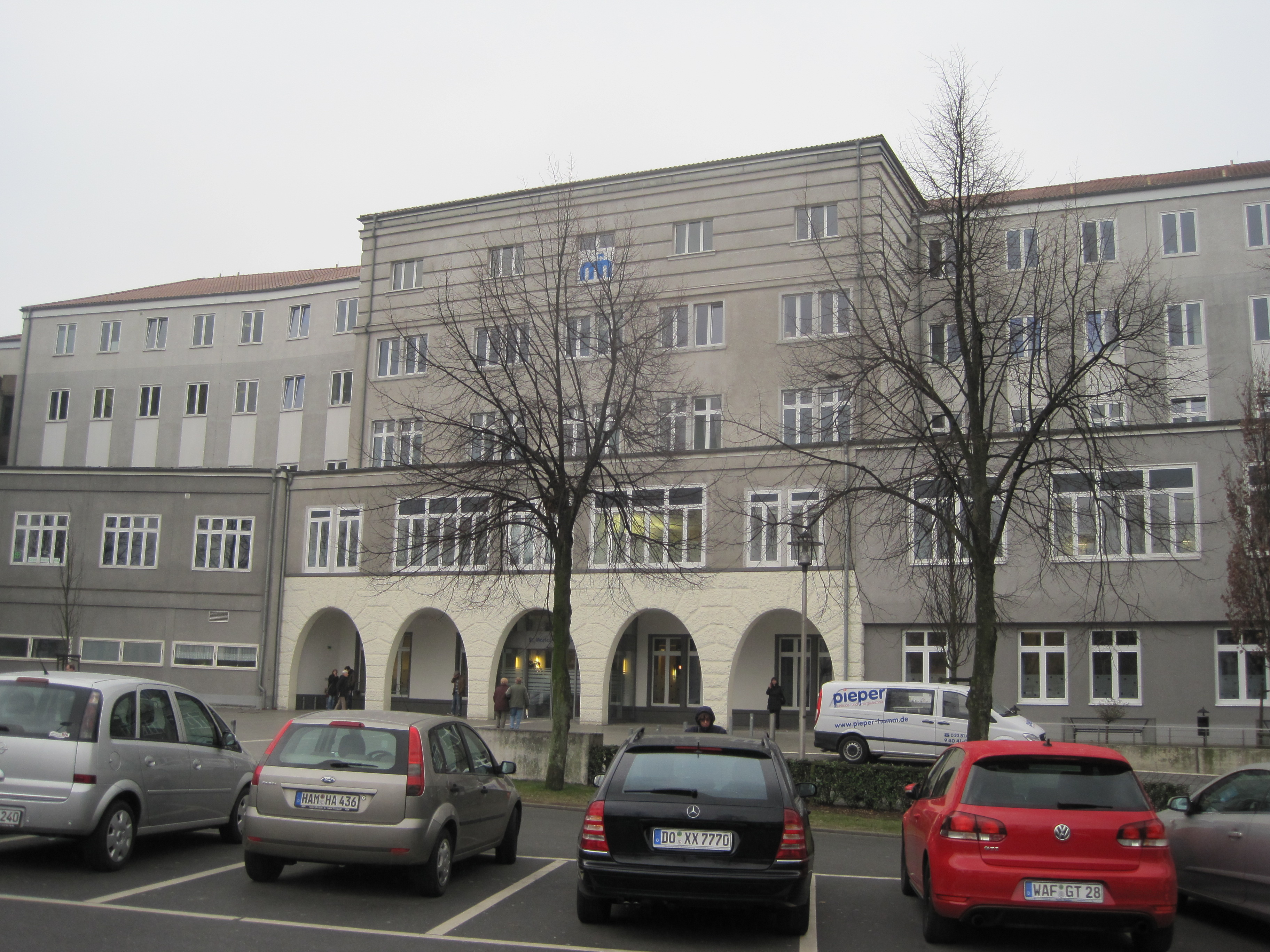
Marienhospital/Nassauer Straße.
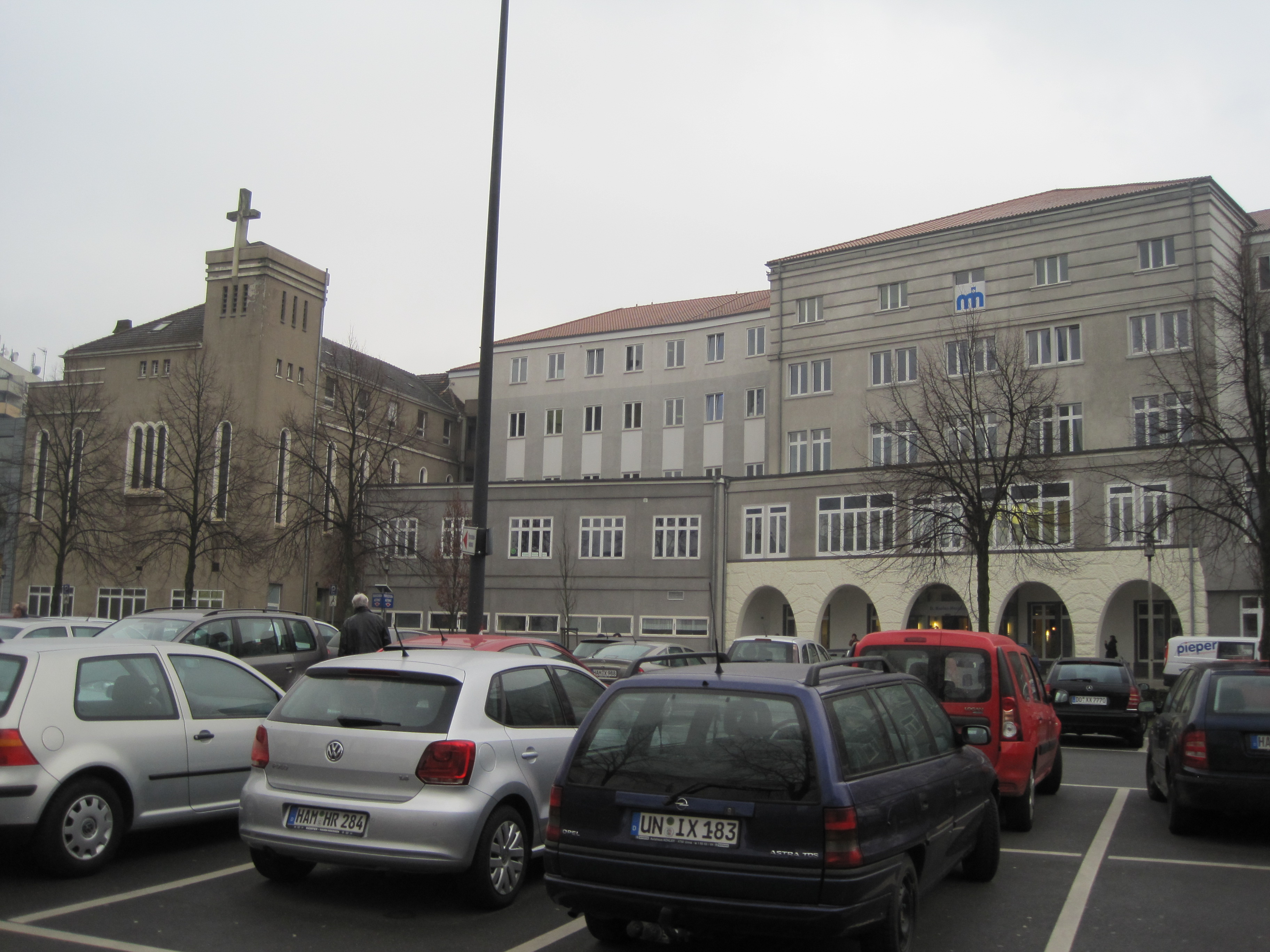
Marienhospital/Nassauer Straße.
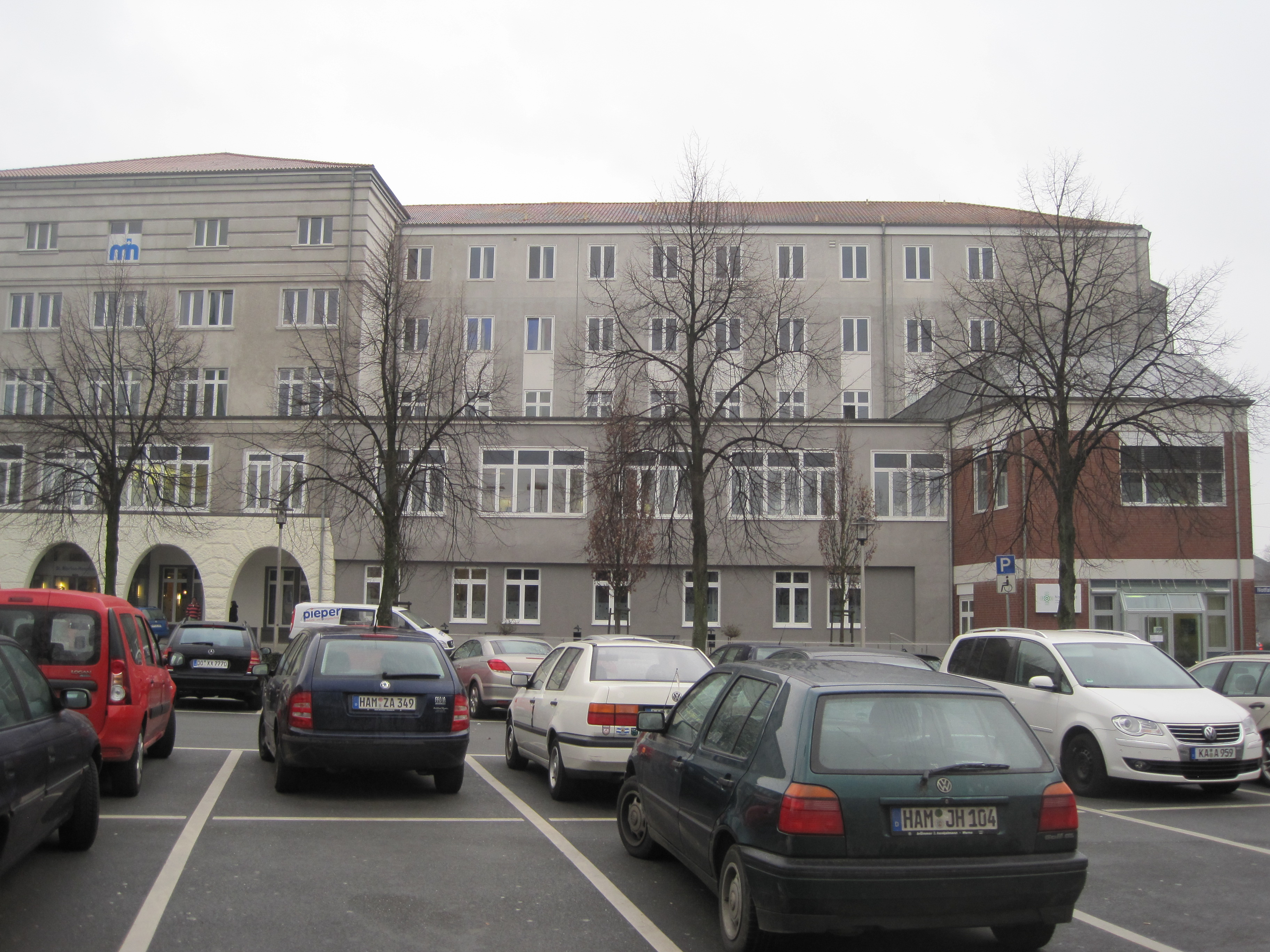
Marienhospital/Nassauer Straße.
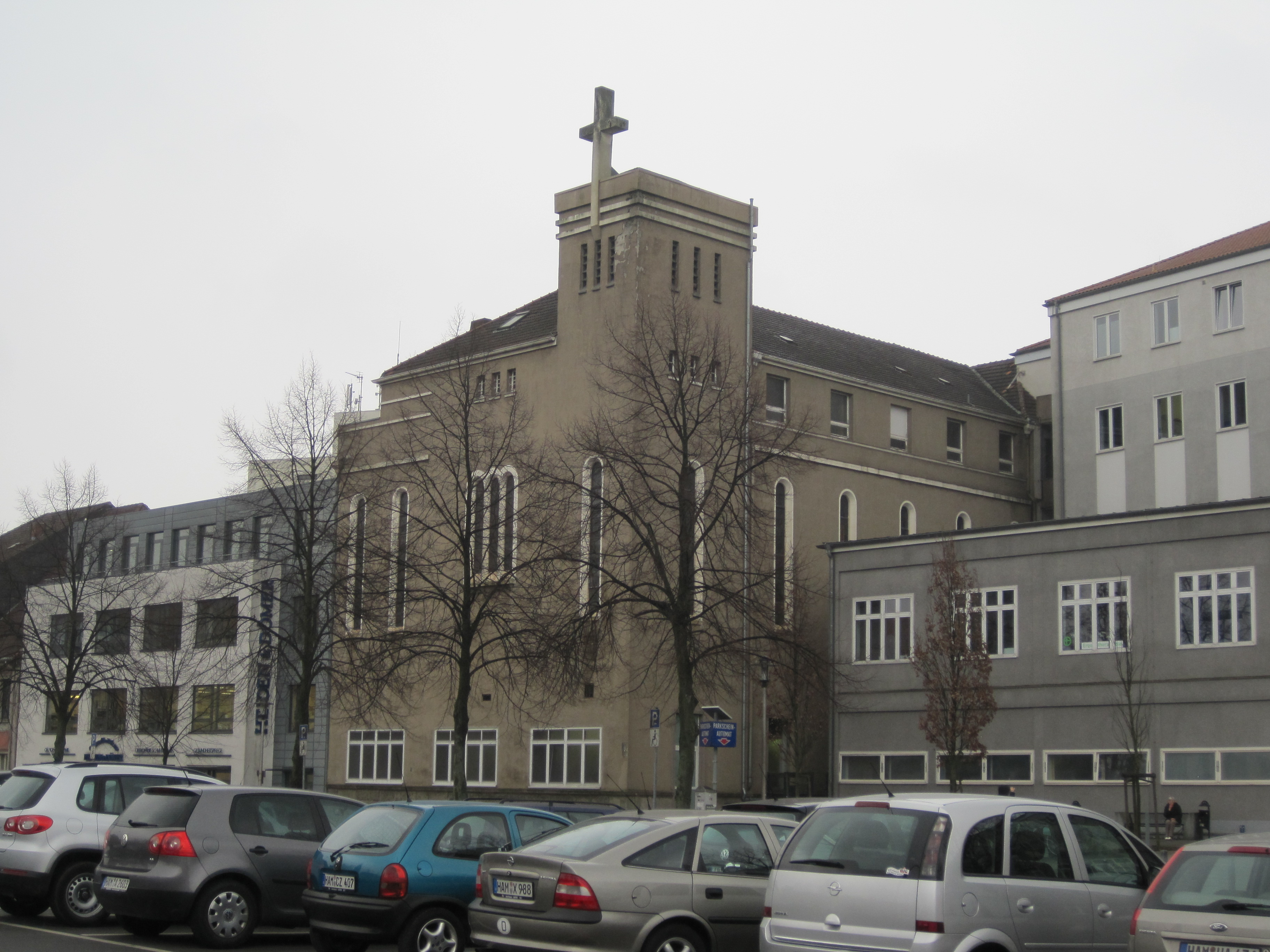
Marienhospital/Nassauer Straße.

### Kinderklinik St. Elisabeth
Die Kinderklinik St. Elisabeth, im Volksmund auch „Elli“ genannt, existierte bis 2001 am Nordenwall auf dem Gelände der ehemaligen Stadtburg Hamm.
Sie stand ursprünglich in Trägerschaft der Kirchengemeinde St. Agnes und ging 1984 an das Marienhospital über. 1999 fusionierte die Klinik mit der Märkischen Kinderklinik des Evangelischen Krankenhaus. Während des Umbaus der MKK zur Klinik für Kinder- und Jugendmedizin zog das gesamte Personal der Märkischen Kinderklinik zum Nordenwall. Nach Fertigstellung des Umbaus im Jahre 2003 wurde die St.-Elisabeth-Klinik geschlossen. Eine Kinderklinik existiert in Hamm seitdem nur noch in Trägerschaft des Evangelischen Krankenhaus an der Werler Straße.
Heute steht auf dem Gelände der Klinik die Seniorenresidenz An St. Agnes.

## Nachbarschaft

### Seniorenresidenz „An St. Agnes“
Im Januar 2007 wurde auf dem Gelände der Stadtburg Hamm bzw. der ehemaligen Kinderklinik St. Elisabeth in unmittelbarer Nachbarschaft der St. Agneskirche die Seniorenresidenz „An St. Agnes“ eröffnet. 2010 meldete die Betreiberin, die Hansa Gemeinnützige Altenheim-Verwaltungs- und Service GmbH aus Oldenburg, Insolvenz an. Der Betrieb des Altenheims wurde aber uneingeschränkt fortgeführt.

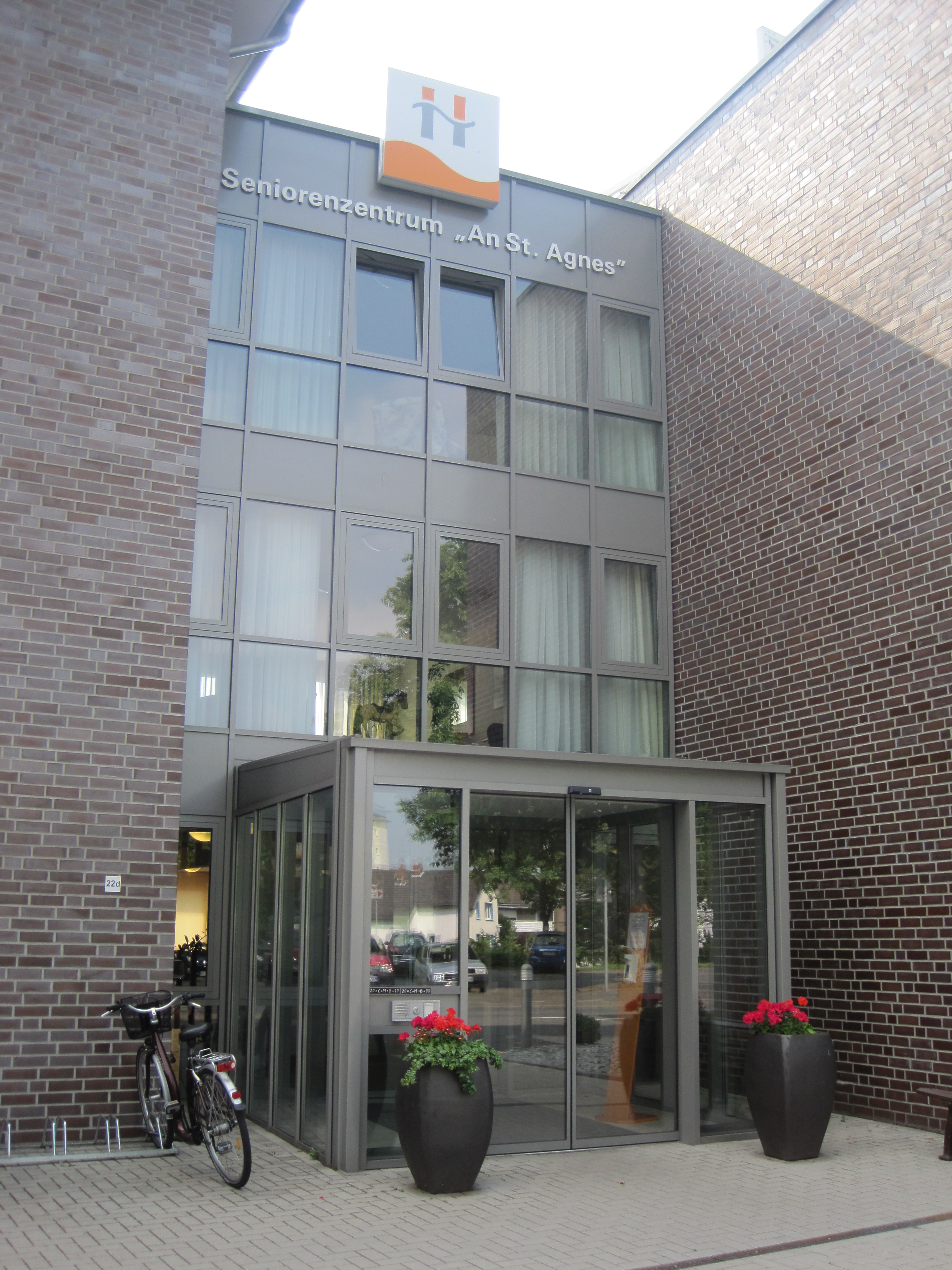
Seniorenresidenz „An St. Agnes“ auf dem Gelände der ehemaligen Stadtburg Hamm.
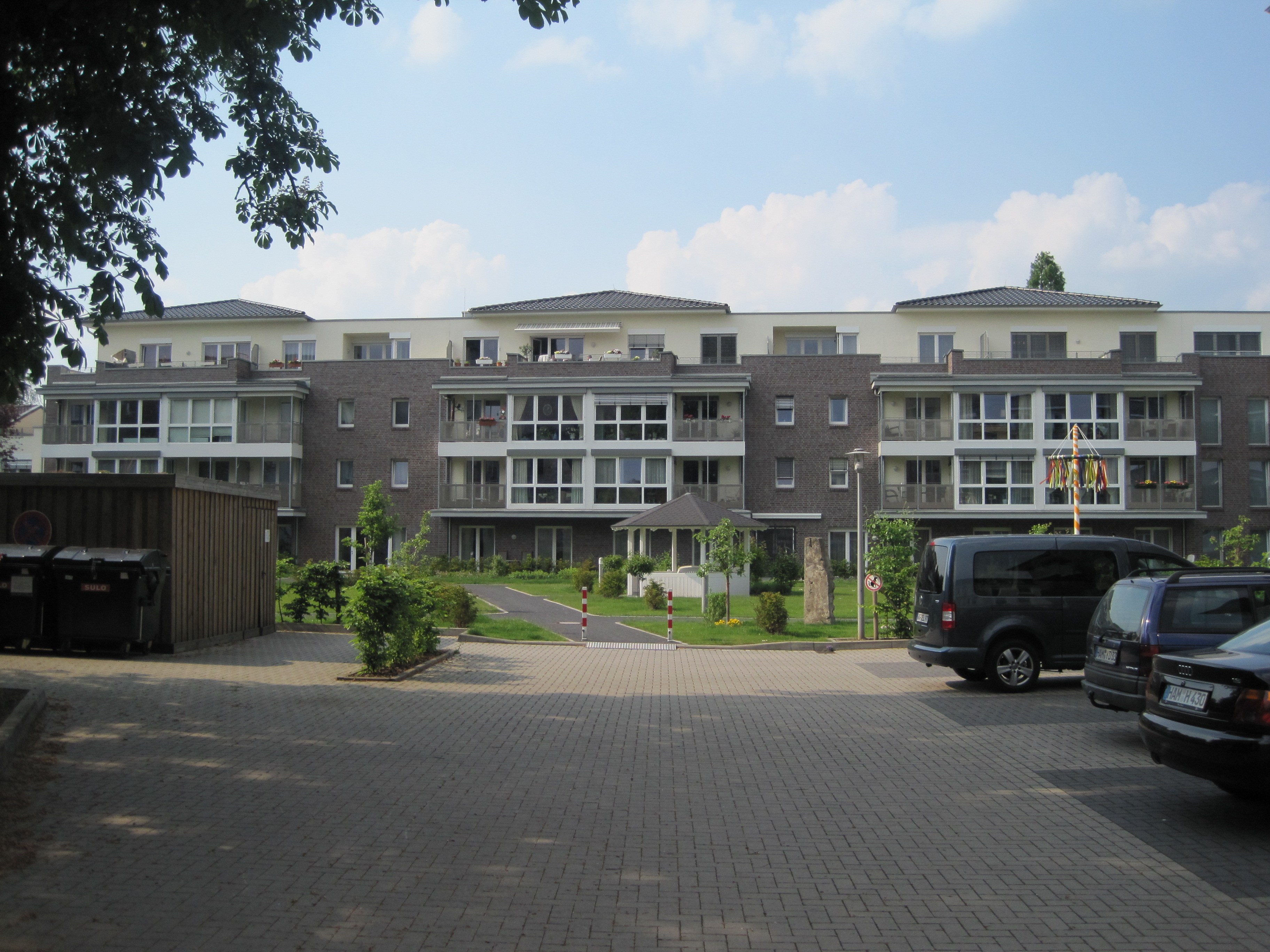
Rückseite der Seniorenresidenz „An St. Agnes“ mit Blick von der Kirche.

### Klosterbrauerei Pröpsting und Klosterdrubbel
Die Kloster-Brauerei Pröpsting war eine Brauerei an der Oststraße in Hamm. Sie trug ihren Namen nach dem Franziskaner-Kloster und wurde 1971 von der bekanntesten Brauerei Hamms aufgekauft, der Brauerei „Isenbeck“. Es spricht einiges dafür, dass die Brauerei aus einer schon wesentlich länger bestehenden Braustätte des Franziskanerklosters entstanden ist.

#### Standort
Die Kloster-Brauerei lag auf dem Gelände des heutigen „Klosterdrubbels“ an der Oststraße, hinter dem sich die St.-Agnes-Kirche befindet. Mit Klosterdrubbel wird der Gebäudekomplex bezeichnet, der von den vier Straßen Oststraße, Eylertstraße, Brüderstraße und Antonistraße abgegrenzt wird. Die Bezeichnung verweist darauf, dass in diesem Quartier früher die Kloster-Brauerei gestanden hat.

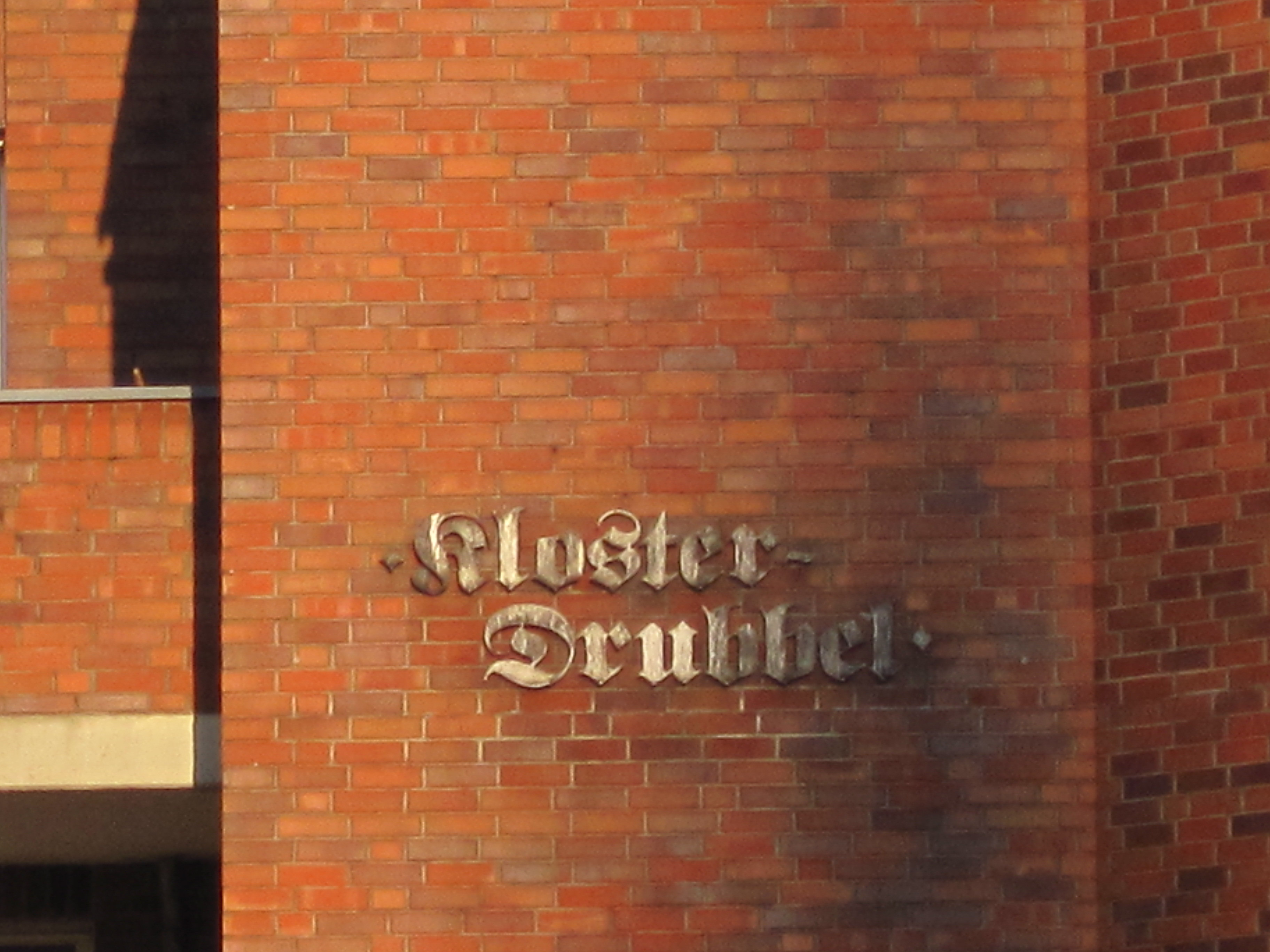
Schriftzug „Klosterdrubbel“.
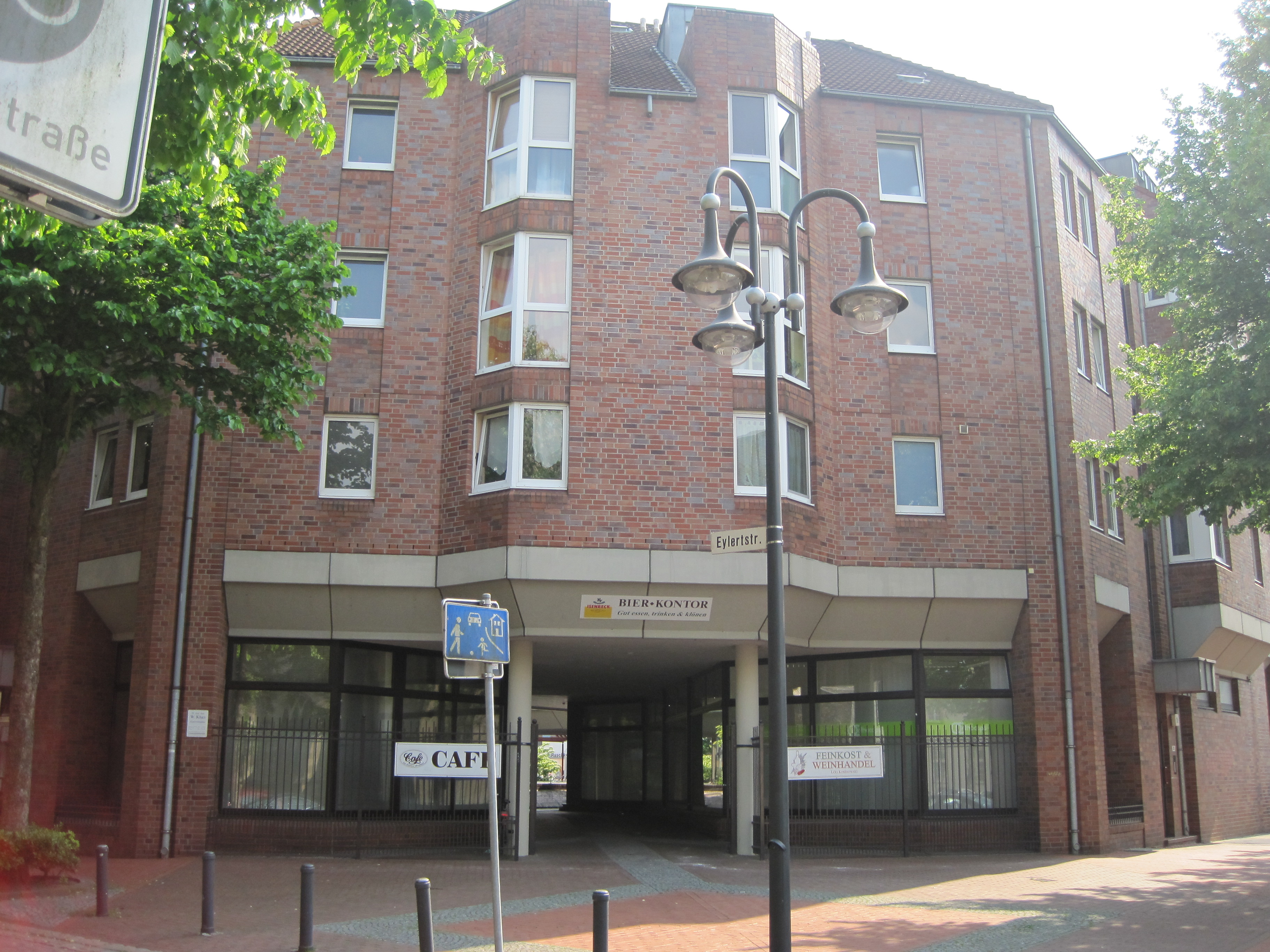
Klosterdrubbel aus Richtung Eylertstraße.
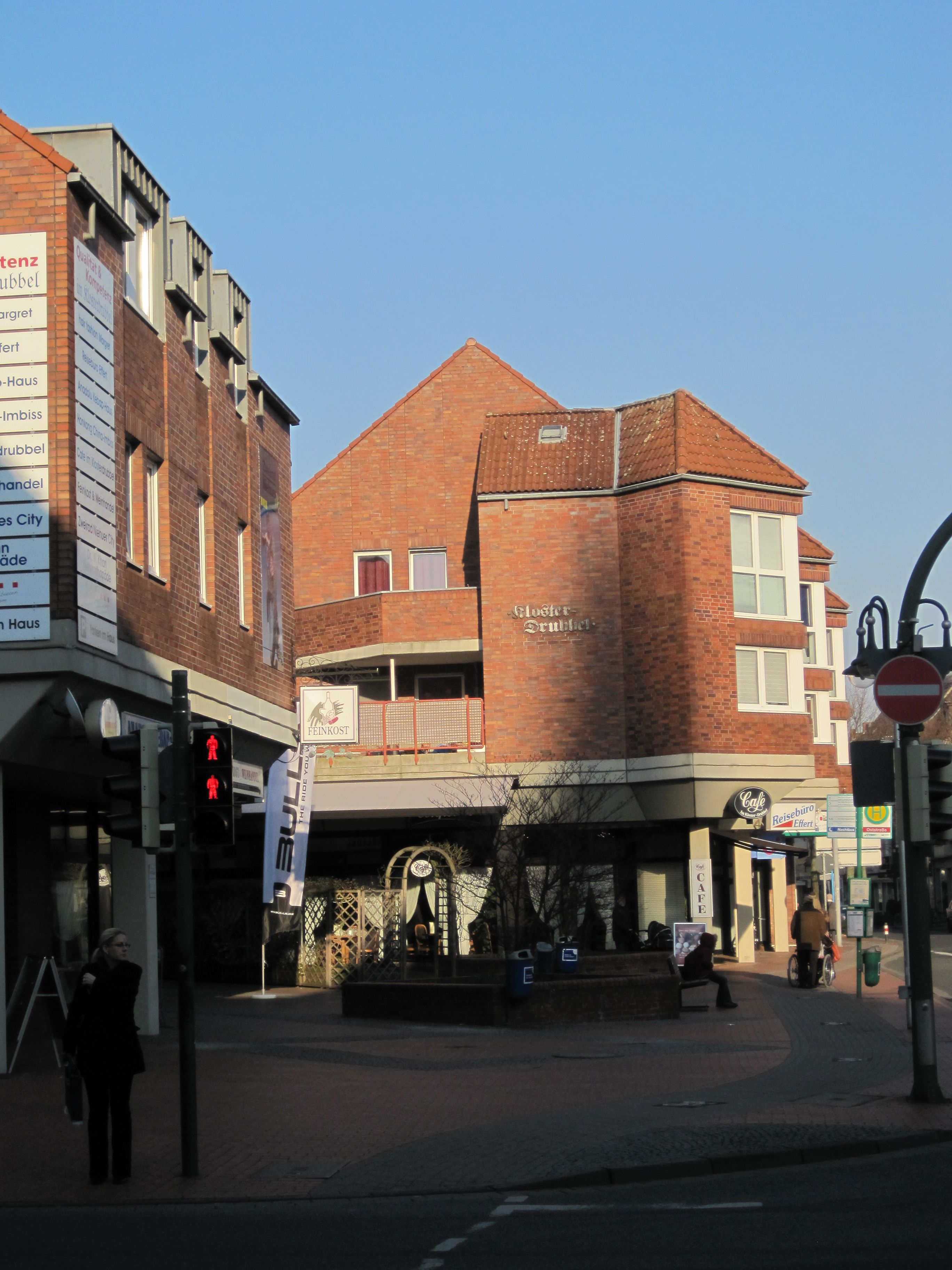
Klosterdrubbel an der Ecke Oststraße/Antonistraße.
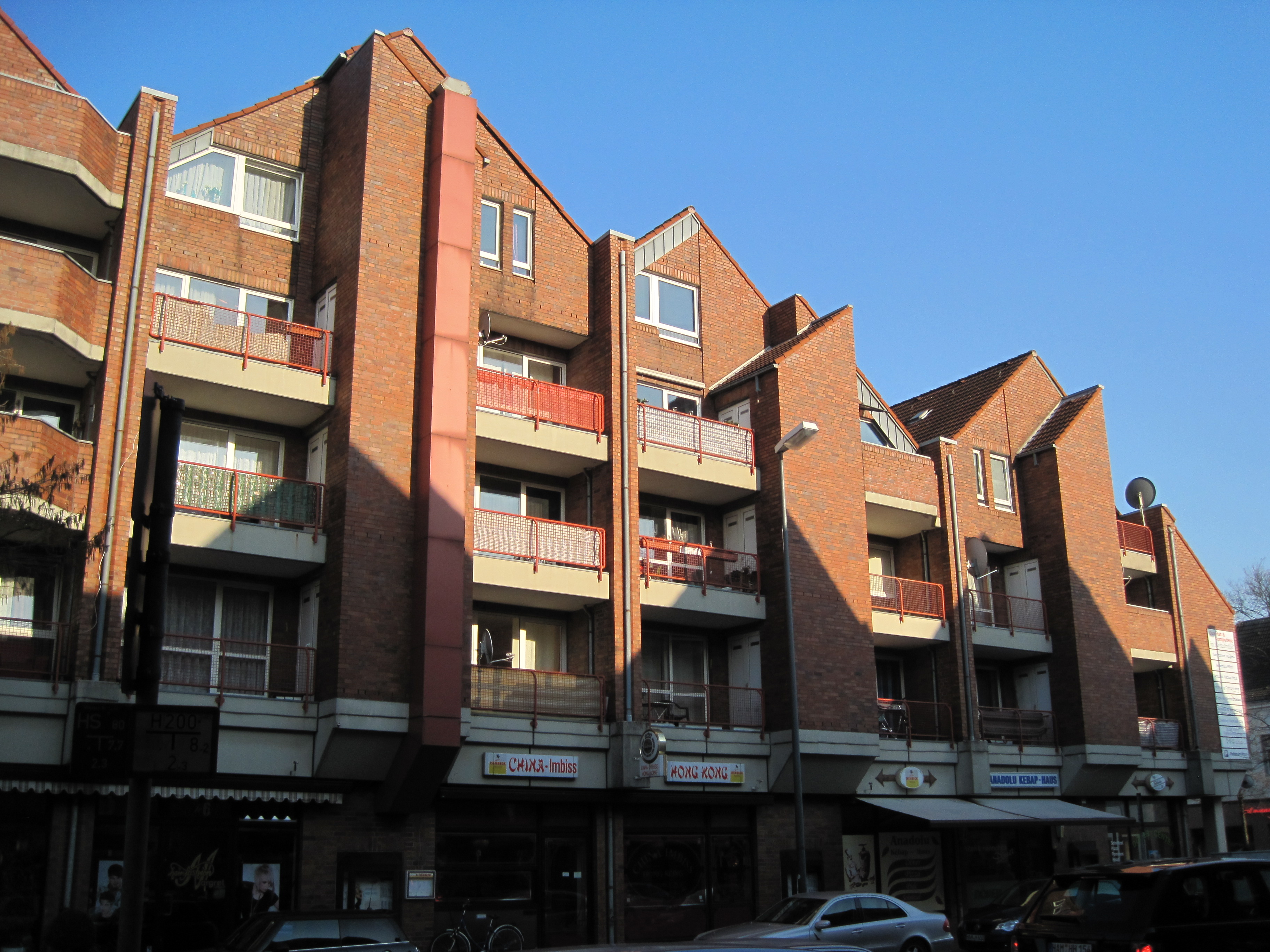
Klosterdrubbel von der Oststraße aus betrachtet.
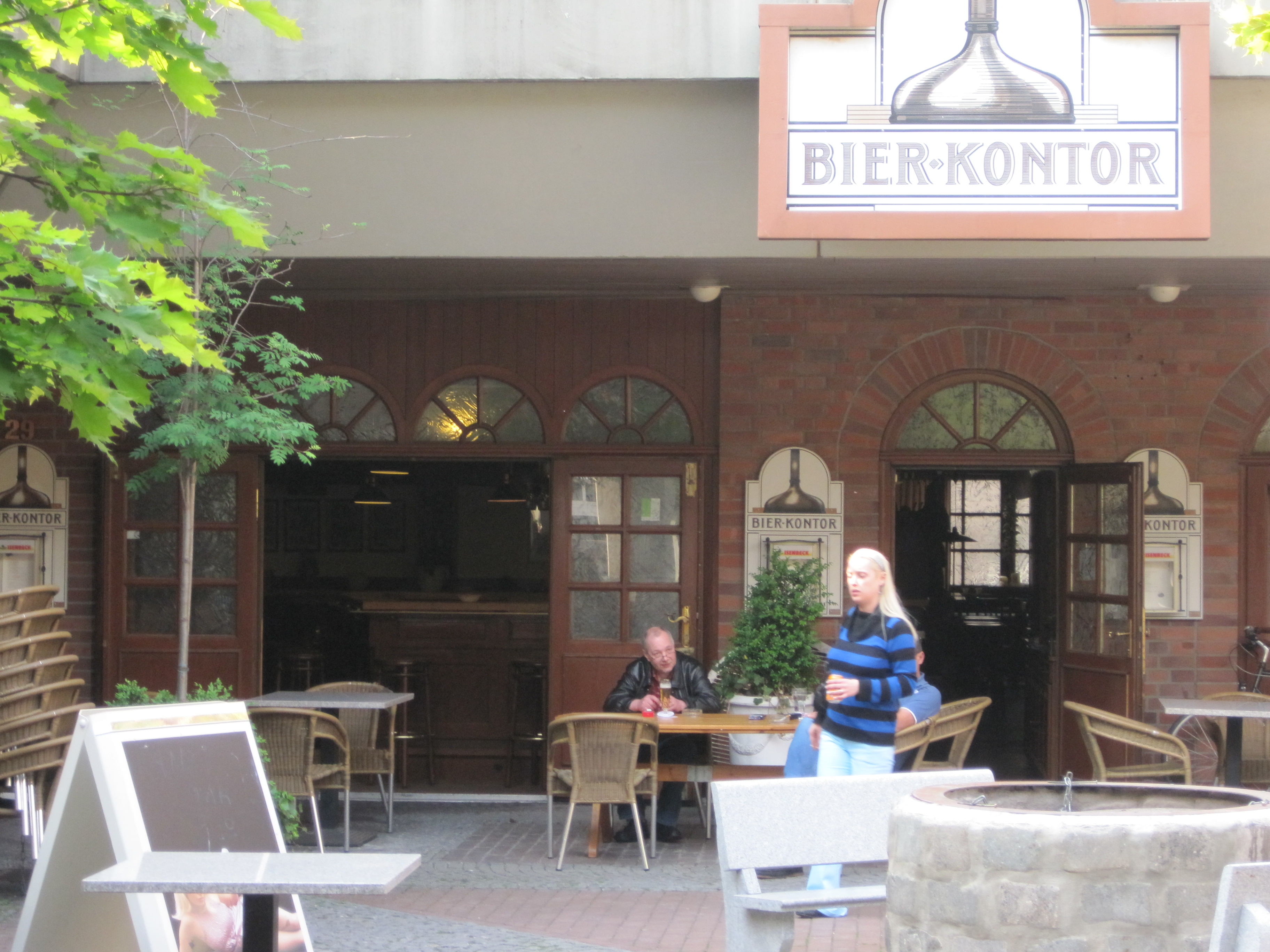
Bier-Kontor im Klosterdrubbel.

#### Geschichte

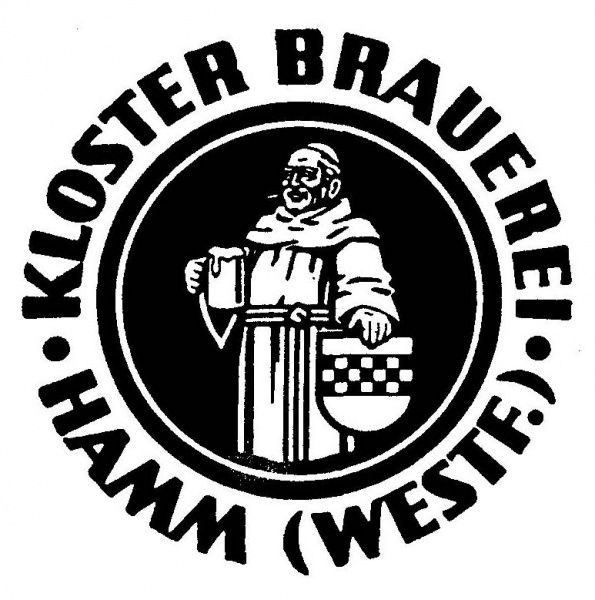
Ehemaliges Logo der Kloster-Brauerei.

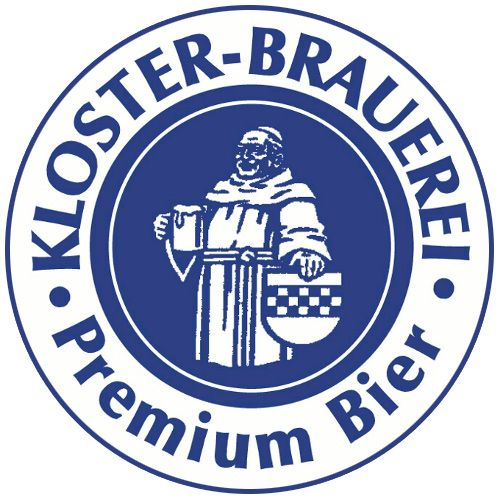
Neues Kloster-Logo ab 2010.

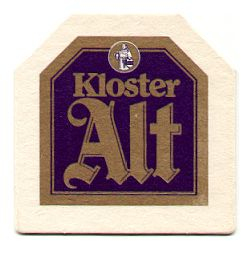
Kloster-Alt, Bierdeckel.

Seit 1735 war die Kloster-Brauerei in Hamm ansässig und bis 1971 im Besitz der Familie Pröpsting. Das erste Mal wird urkundlich 1735 ein Bernhard Caspar Pröpsting genannt. Es lässt sich nicht abschließend feststellen, ob Pröpsting der eigentliche Gründer der Brauerei war oder ob diese aus einer schon wesentlich länger bestehenden Braustätte des früher in der Nähe gelegenen Franziskanerklosters entstanden ist. Das Brauhaus des Klosters entstand unter dem Guardian Mauritius Cuer, erstreckte sich jedoch nach Norden hin Richtung Wall und lag somit an einem deutlich nördlicher gelegenen Standort. Seit der urkundlichen Erwähnung lässt sich in den alten Unterlagen verfolgen, dass die Brauerei stets vom Vater auf den Sohn in direkter Linie vererbt wurde – bis 1971.
Die Übernahme der Brauerei durch die ISENBECK-Brauerei war selbst für die vielen Hammer Wirte überraschend, denn das Kloster-Bier war seit jeher ein Begriff, so wie auch schon im frühen Mittelalter der Hammer „Keut“ ein bekanntes „Produkt“ war. Im Zweiten Weltkrieg, genauer gesagt am 23. März und am 22. April 1944, wurde die Brauerei Isenbeck durch Luftangriffe der Alliierten zu 85 % zerstört. In dieser Zeit half die Kloster-Brauerei der Brauerei Isenbeck und braute deren Biere mit. Ende der sechziger Jahre unterhielt die Kloster-Brauerei zur Bierauslieferung – der damaligen Zeit weit voraus – auch Elektro-LKWs, welche nur geringe Lärm-Emissionen und keinen Feinstaubausstoß verursachten.
Der Stadt Hamm und ihren Menschen eng verbunden, förderte die Kloster-Brauerei die Arbeit der Lebenshilfe e. V. in Hamm. So überschrieb die Kloster-Brauerei der Lebenshilfe e. V. in Hamm als Stiftung das Grundstück, auf dem sich die heutige Dr.-Johannes-Kroker-Wohnstätte befindet.
Das Logo der Kloster-Brauerei enthielt den bekannten „Kloster-Mönch“ mit dem Hammer Stadtwappen und war so seit 1735 das Wahrzeichen der Kloster-Brauerei an der Oststraße. In der ebenfalls dort befindlichen alten Brauerei-Kneipe, dem „Bierkontor“, ist noch heute unter der Decke das Oberteil eines alten Kupfersudkessels der Kloster-Brauerei angebracht. Ansonsten sind die Relikte der ehemaligen Brauerei in Hamm heute sehr rar geworden. Manchmal sieht man heute noch an Kneipen und Kiosken alte Werbungen mit dem Kloster-Alt-Werbeemblem. Dies sind jedoch nur Relikte der damaligen Kloster- und Isenbeck Brauereien. Alte Bleiglasfenster lassen sich beispielsweise noch in der Gaststätte Pinninghoff an der Wilhelmstraße, in Didis Kaminklause auf der Alleestraße, im Ritter-Stübchen auf der Ritterstraße und im Alt Hamm auf der Nordstraße finden. Im Zuge der Umbauarbeiten im Bahnhof Hamm vor einigen Jahren konnte man den Klostermönch in der Wartehalle sehen, und zwar über dem alten, jetzt geschlossenen Eingang zum Bahnhofsrestaurant. Diese historische Werbung ist jedoch der Neugestaltung des Bahnhofsgebäudes zum Opfer gefallen.

#### Produktpalette
Die Kloster-Brauerei Pröpsting hat jahrelang die Altbier-Marke Kloster Alt hergestellt. Obwohl sich die Tradition der Altbierherstellung vornehmlich auf den rheinischen Raum zwischen Düsseldorf und Krefeld herausgebildet hat, war das Hammer Altbier weit über die Grenzen der Stadt hinaus bekannt und beliebt. Kloster-Alt wurde bis zum Ende des Brauerei-Standortes in Hamm im Jahre 1989 gebraut. Schon lange vor der Übernahme der Brauerei Isenbeck durch die Warsteiner-Brauerei pflegten die Warsteiner-Brauerei und die Frankenheim-Brauerei eine enge Partnerschaft. Nachdem die Warsteiner-Brauerei die Brauerei Isenbeck übernommen hatte, wurde die Produktion von Kloster-Alt eingestellt. Innerhalb der Hammer Gastronomie ist das ehemalige Kloster Alt überwiegend durch das Düsseldorfer Frankenheim Alt ersetzt worden.
Neben dem Kloster-Altbier wurde zeitweise auch von der Isenbeck-Brauerei das „Isenbeck-Alt“ auf den Markt gebracht. Jedoch setzte sich das bereits etablierte Kloster Alt durch. Es wurde bis zum Ende des Brauerei-Standortes Hamm im Jahre 1989 gebraut. Im Logo von Kloster-Alt befand sich auch nach der Übernahme des Kloster-Namens durch die Brauerei Isenbeck der bekannte Kloster-Mönch mit dem Hammer Wappen.
De facto gibt es das KLOSTER-Altbier seit 1990 nicht mehr. Nach der Übernahme der ISENBECK-Brauerei durch die WARSTEINER-Brauerei ist die Produktion eingestellt worden. Das KLOSTER Malzbier, das von der KLOSTER-Brauerei schon in den 1960er Jahren eingeführt worden war, wurde auch nach der Übernahme von KLOSTER durch die ISENBECK-Brauerei 1971 weitergebraut. Jedoch wurde die Produktion in den achtziger Jahren eingestellt.
2010 sicherte sich der Getränkegroßhändler Norbert Rabe, der auch die Hermann-Brause mit acht verschiedenen Geschmacksrichtungen entwickelt hat, die Rechte an der Marke Kloster, Name und Logo inklusive. Rabe plant ein Premium-Pils, das in 0,33er Flaschen und für die Gastronomie in Fässern abgefüllt werden soll. Die Originalrezeptur kann allerdings nicht mehr verwirklicht werden, da das historische Brauwasser nicht mehr zur Verfügung steht. Rabes Fernziel ist es, wieder eine Brauerei in Hamm anzusiedeln.

### Klostermühle Bruno Pohl

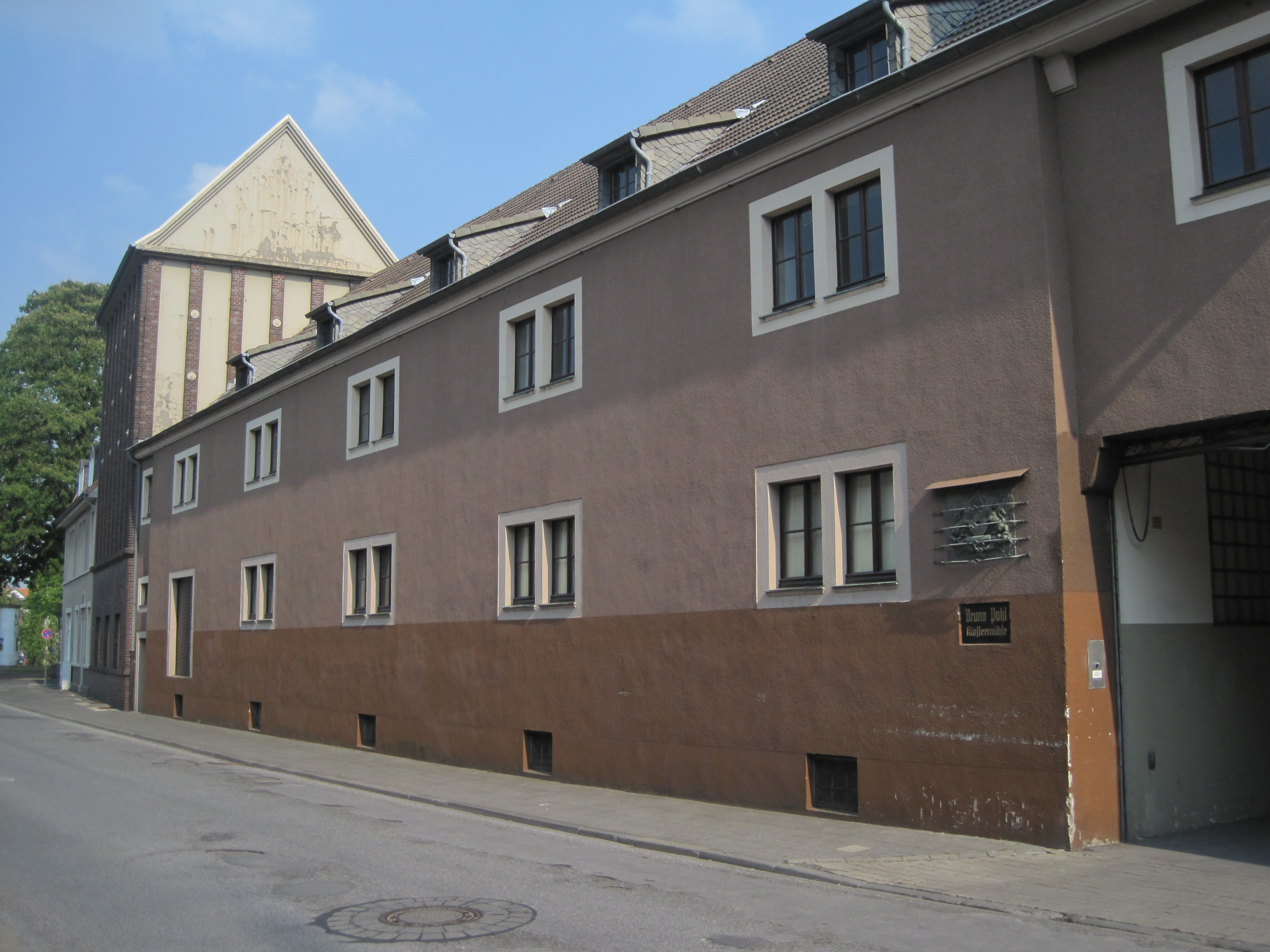
Klostermühle Bruno Pohl, Gebäudeteil an der Brüderstraße

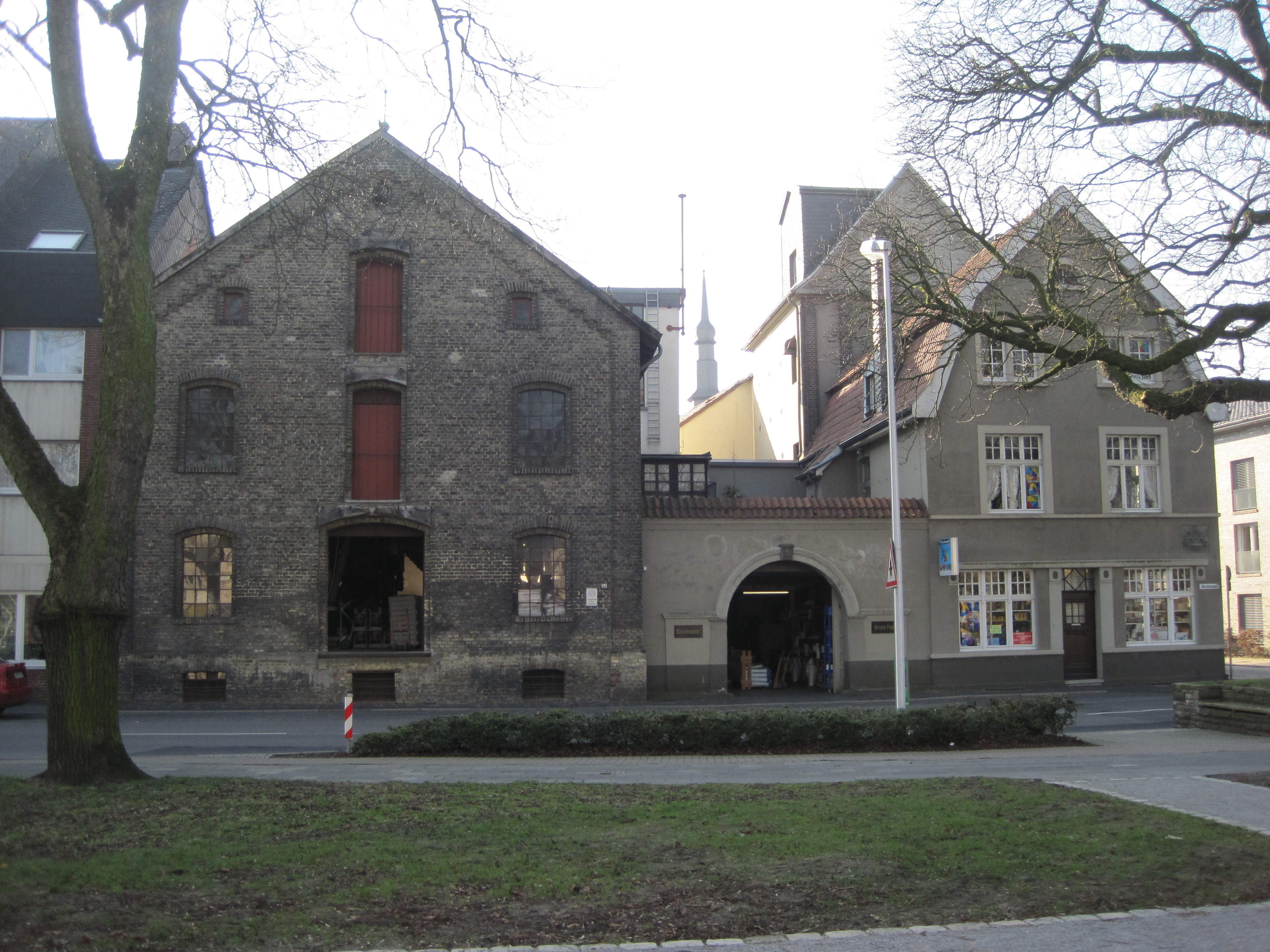
Die beiden linken Gebäude gehören zur Klostermühle Bruno Pohl, betrachtet aus Richtung Nordenwall.

Ganz in der Nähe des Klostergeländes, am Nordenwall und in der Brüderstraße, steht die Klostermühle Pohl, die kurz auch Pohl’s Mühle genannt wird, eine historische Mühle für Futtermittel.
Sie wurde 1880 als zweigeschossiger Bau mit einer Feldbrandziegelfassade errichtet. 1913 ist sie um ein Wohnhaus erweitert worden. 1927 wurde dann ein Lagerhaus in expressionistischer Ziegelbauweise hinzugefügt, wie sie sich in Hamm häufiger findet (etwa beim Polizeipräsidium, dam Finanzamt und dem Geschäftshaus Lommel).
Die Mahl- und Schrotwerke stammen aus dem Jahre 1930. Sie und die Sackaufzüge und -rutschen werden heute noch zur Futtermittelproduktion verwendet.
Seit 1989 stehen die Mühlenbauwerke (Mühle, Speicher, Geschäfts- und Wohnhaus, verbindende Grundstücksmauer und Toreinfahrt) unter Denkmalschutz.
Die Mühle ist Bestandteil der Route der Industriekultur.

### Klosterbastion
Die Klosterbastion war Teil der Stadtbefestigung von Hamm. Sie lag zwischen Nordentor und Westentor.